# Liste der Biografien/Johns
Liste der Biografien |
Portal Biografien |
Personensuche
# |
A |
B |
C |
D |
E |
F |
G |
H |
I |
J |
K |
L |
M |
N |
O |
P |
Q |
R |
S |
T |
U |
V |
W |
X |
Y |
Z |
?
 
Ja |
Jb |
Jd |
Je |
Jh |
Ji |
Jj |
Jl |
Jn |
Jm |
Jo |
Jp |
Jr |
Js |
Jt |
Ju |
Jv |
Jw |
Jy
 
Joa–Jog |
Joh |
Joi–Jom |
Jon |
Joo |
Jop |
Jor |
Jos |
Jot |
Jou |
Jov |
Jow |
Jox |
Joy |
Joz
 
Joha |
Johe |
Johi |
Johl |
John |
Joho |
Johr |
Johs
 
Johna |
Johnc |
Johne |
Johnk |
Johnm |
Johnn |
Johno |
Johns |
Johny
Die Liste der Biografien führt alle Personen auf, die in der deutschsprachigen Wikipedia einen Artikel haben. Dieses ist eine Teilliste mit 1128 Einträgen von Personen, deren Namen mit den Buchstaben „Johns“ beginnt.

## Johns
- Johns, Adolph (1809–1860), Hamburger Kaufmann
- Johns, Adrian (* 1951), britischer Offizier, Gouverneur von Gibraltar
- Johns, Andrew (* 1973), britischer Triathlet
- Johns, Arthur (1889–1947), US-amerikanischer Tontechniker beim Film
- Johns, Barbara Rose (1935–1991), US-amerikanische Bürgerrechtlerin
- Johns, Bibi (* 1929), schwedische Schlagersängerin und SchauspielerinBibi Johns (* 1929)

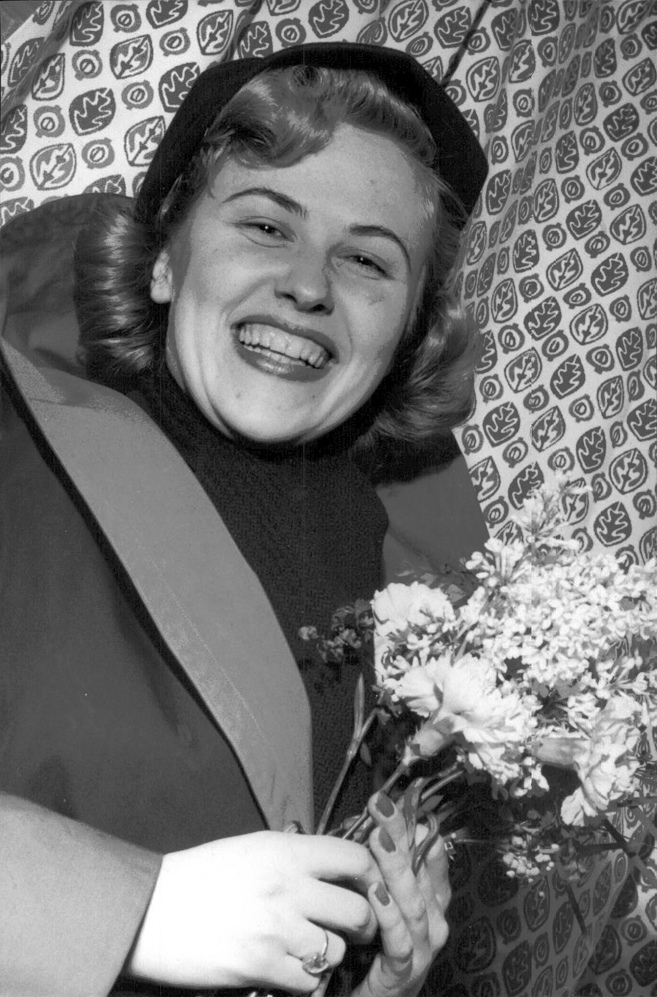
Bibi Johns (* 1929)

- Johns, Charley Eugene (1905–1990), US-amerikanischer Politiker, Gouverneur von Florida
- Johns, Chris (* 1951), US-amerikanischer Fotograf und Herausgeber
- Johns, Christian Jacob (1781–1861), deutscher Kaufmann und Teemakler sowie Präses der Handelskammer Hamburg
- Johns, Daniel (* 1979), australischer Rocksänger
- Johns, Daryl, US-amerikanischer Jazzmusiker (Kontrabass)
- Johns, Dave (* 1956), britischer Schauspieler, Komiker und Autor
- Johns, David (* 1982), kanadischer Biathlet
- Johns, Dieter (* 1970), deutsch-amerikanischer Poolbillardspieler
- Johns, Eduard (1803–1885), deutscher Politiker, MdHB, Senator und Kaufmann
- Johns, Ethan (* 1969), britischer Musikproduzent
- Johns, Geoff (* 1973), US-amerikanischer Comicautor, Filmproduzent und Drehbuchautor
- Johns, Glyn (* 1942), britischer Toningenieur und Musikproduzent
- Johns, Glynis (1923–2024), britische Schauspielerin
- Johns, Harold (1915–1998), kanadischer Medizinphysiker und Pionier der Strahlentherapie
- Johns, Harris, Musikproduzent und Tontechniker
- Johns, Helen (1914–2014), US-amerikanische Schwimmerin
- Johns, Henry Eugen (1846–1933), Schiffbauingenieur, Werftdirektor
- Johns, Ian (* 1984), US-amerikanischer Pokerspieler
- Johns, Jasper (* 1930), US-amerikanischer Künstler
- Johns, Joshua L. (1881–1947), US-amerikanischer Politiker
- Johns, Kensey (1791–1857), US-amerikanischer Politiker
- Johns, Mervyn (1899–1992), walisischer Schauspieler
- Johns, Paul Emile († 1860), deutschamerikanischer Komponist, Pianist, Organist und Verleger
- Johns, Raymond E. Jr. (* 1954), US-amerikanischer Offizier, General der US Air Force
- Johns, Richard (* 1939), britischer Air Chief Marshal
- Johns, Rudolf (1900–1984), deutscher Wirtschaftswissenschaftler
- Johns, Rudolph (1823–1889), Hamburger Jurist, MdB
- Johns, Stephen (* 1992), US-amerikanischer Eishockeyspieler
- Johns, Stratford (1925–2002), britischer Schauspieler
- Johns, Vere (1893–1966), jamaikanischer Journalist, Hörfunkmoderator, Veranstalter und Theaterschauspieler
- Johns, Wahleah, US-amerikanische Umweltaktivistin
- Johns, William Earl (1893–1968), englischer Pilot und Schriftsteller

### Johnse
- Johnsen, Arrien (1877–1934), deutscher Mineraloge
- Johnsen, Åshild Kanstad (* 1978), norwegische Autorin, bildende Künstlerin und Freelance-Illustratorin
- Johnsen, Bjarne (1892–1984), norwegischer Turner
- Johnsen, Bjarne (1897–1982), norwegischer Fußballspieler
- Johnsen, Bjørn Maars (* 1991), US-amerikanischer Fußballspieler
- Johnsen, Cecilie Gotaas (* 1976), norwegische Radrennfahrerin sowie Fußballspielerin und Sportfunktionärin
- Johnsen, Dagny Backer (* 1992), norwegische Schauspielerin
- Johnsen, Dennis (* 1996), dänischer E-Sportler
- Johnsen, Elena Rise (* 2000), norwegische Skilangläuferin
- Johnsen, Erik (* 1965), norwegischer Skispringer
- Johnsen, Erland (* 1967), norwegischer Fußballtrainer
- Johnsen, Frode (* 1974), norwegischer Fußballspieler
- Johnsen, Hakon, norwegischer Skispringer
- Johnsen, Hallvard (1916–2003), norwegischer Komponist
- Johnsen, Harald (1970–2011), norwegischer Jazz-Bassist
- Johnsen, Helmuth (1891–1947), deutscher evangelischer Bischof
- Johnsen, Henrik Filip (1717–1779), schwedischer Komponist
- Johnsen, Jimmy (* 1978), dänischer Triathlet
- Johnsen, John (1892–1984), norwegischer Schwimmer
- Johnsen, Karen (1899–1980), dänische Rechtsanwältin und Richterin
- Johnsen, Kathrine (1917–2002), norwegisch-samische Lehrerin und Rundfunkmitarbeiterin
- Johnsen, Ken Henry (* 1975), norwegischer Fußballschiedsrichter
- Johnsen, Kjell (1921–2007), norwegischer Physiker
- Johnsen, Kristin Ørmen (* 1953), norwegische Politikerin
- Johnsen, Margit (1913–1987), norwegische Seefrau auf norwegischen Handelsschiffen
- Johnsen, Marius (* 1981), norwegischer Fußballspieler
- Johnsen, Mikael (* 1992), dänischer Mittelstreckenläufer
- Johnsen, Nikolaus (1869–1932), deutscher Kapitän und Kommodore
- Johnsen, Robert (1896–1975), dänischer Turner
- Johnsen, Ronny (* 1969), norwegischer Fußballspieler
- Johnsen, Sigbjørn (* 1950), norwegischer Politiker (Arbeiderpartiet), Mitglied des Storting
- Johnsen, Steinar, norwegischer Keyboarder und Komponist
- Johnsen, Theofilus (* 1894), grönländischer Landesrat
- Johnsen, Tor André (* 1968), norwegischer Politiker

### Johnsg
- Johnsgaard, Knute (* 1992), kanadischer Skilangläufer

### Johnso

#### Johnson

##### Johnson D
- Johnson Debeljak, Erica (* 1961), amerikanisch-slowenische Autorin, Übersetzerin und Kolumnistin

##### Johnson, A – Johnson, Z

###### Johnson, A
- Johnson, A.J. (* 1963), US-amerikanische Schauspielerin, Synchronsprecherin, Model, Choreografin und Fitnesstrainerin
- Johnson, Aaron (* 1983), kanadischer Eishockeyspieler und -trainer
- Johnson, Aaron (* 1991), jamaikanischer Cricketspieler
- Johnson, Aaron J., US-amerikanischer Jazzmusiker und Hochschullehrer
- Johnson, Abby (* 1980), US-amerikanische Lebensrechtsaktivistin
- Johnson, Abigail (* 1962), US-amerikanische Managerin
- Johnson, Ada Mae (* 1977), US-amerikanische Pornodarstellerin

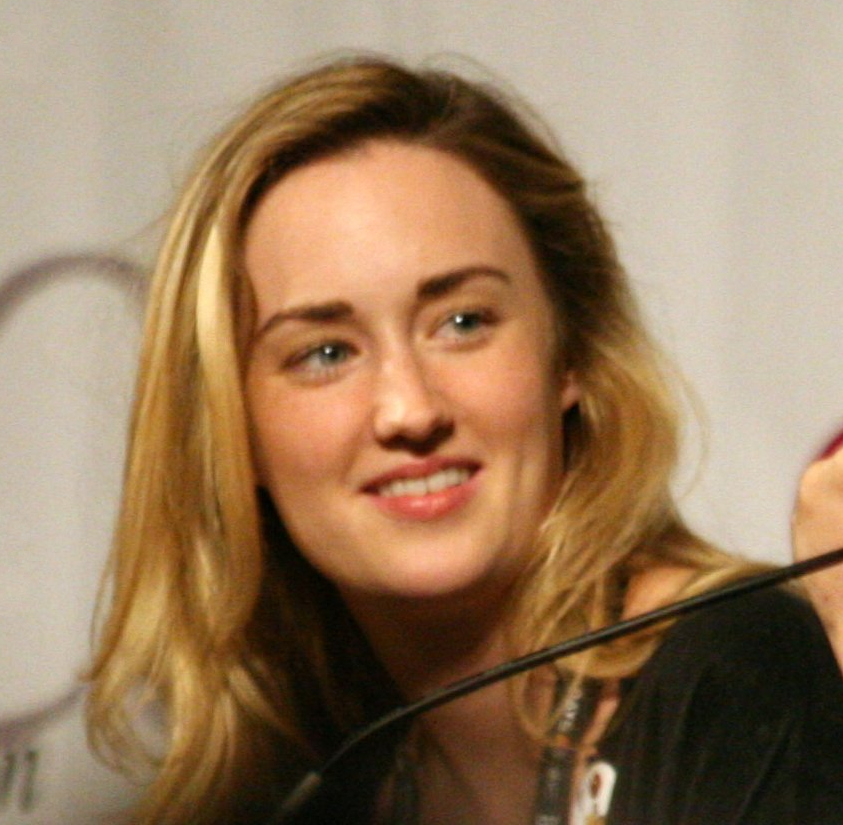
Ashley Johnson (* 1983)

- Johnson, Adam (* 1965), US-amerikanischer Volleyball- und Beachvolleyballspieler
- Johnson, Adam (* 1967), amerikanischer Schriftsteller
- Johnson, Adam (* 1973), US-amerikanischer Schauspieler
- Johnson, Adam (* 1987), englischer FußballspielerAdam Johnson (* 1987)

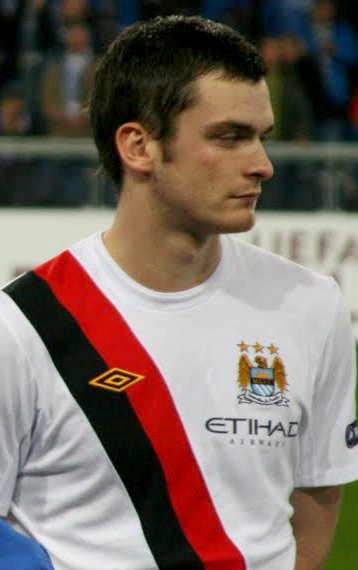
Adam Johnson (* 1987)

- Johnson, Adam (1994–2023), US-amerikanischer Eishockeyspieler
- Johnson, Adelaide (1859–1955), amerikanische Bildhauerin
- Johnson, Adna R. (1860–1938), US-amerikanischer Politiker
- Johnson, Alan (* 1950), britischer Politiker und Minister (Labour), Mitglied des House of Commons
- Johnson, Alan Woodworth (1917–1982), britischer Chemiker
- Johnson, Alaya Dawn (* 1982), amerikanische Schriftstellerin
- Johnson, Alaysha (* 1996), US-amerikanische Hürdenläuferin
- Johnson, Albert († 1932), Trapper
- Johnson, Albert (1869–1957), US-amerikanischer Politiker
- Johnson, Albert (1878–1971), US-amerikanischer Kugelstoßer und Hammerwerfer
- Johnson, Albert (1931–2011), britischer Geher
- Johnson, Albert Bushnell (1869–1941), US-amerikanischer Romanist und Hispanist
- Johnson, Albert W. (1906–1998), US-amerikanischer Politiker
- Johnson, Albert Wesley (1923–2010), kanadischer Hochschullehrer, Sachbuchautor, Beamter und Präsident der Canadian Broadcasting Corporation
- Johnson, Alex (* 1989), amerikanische Sportkletterin
- Johnson, Alexz (* 1986), kanadische Schauspielerin und SängerinAlexz Johnson (* 1986)

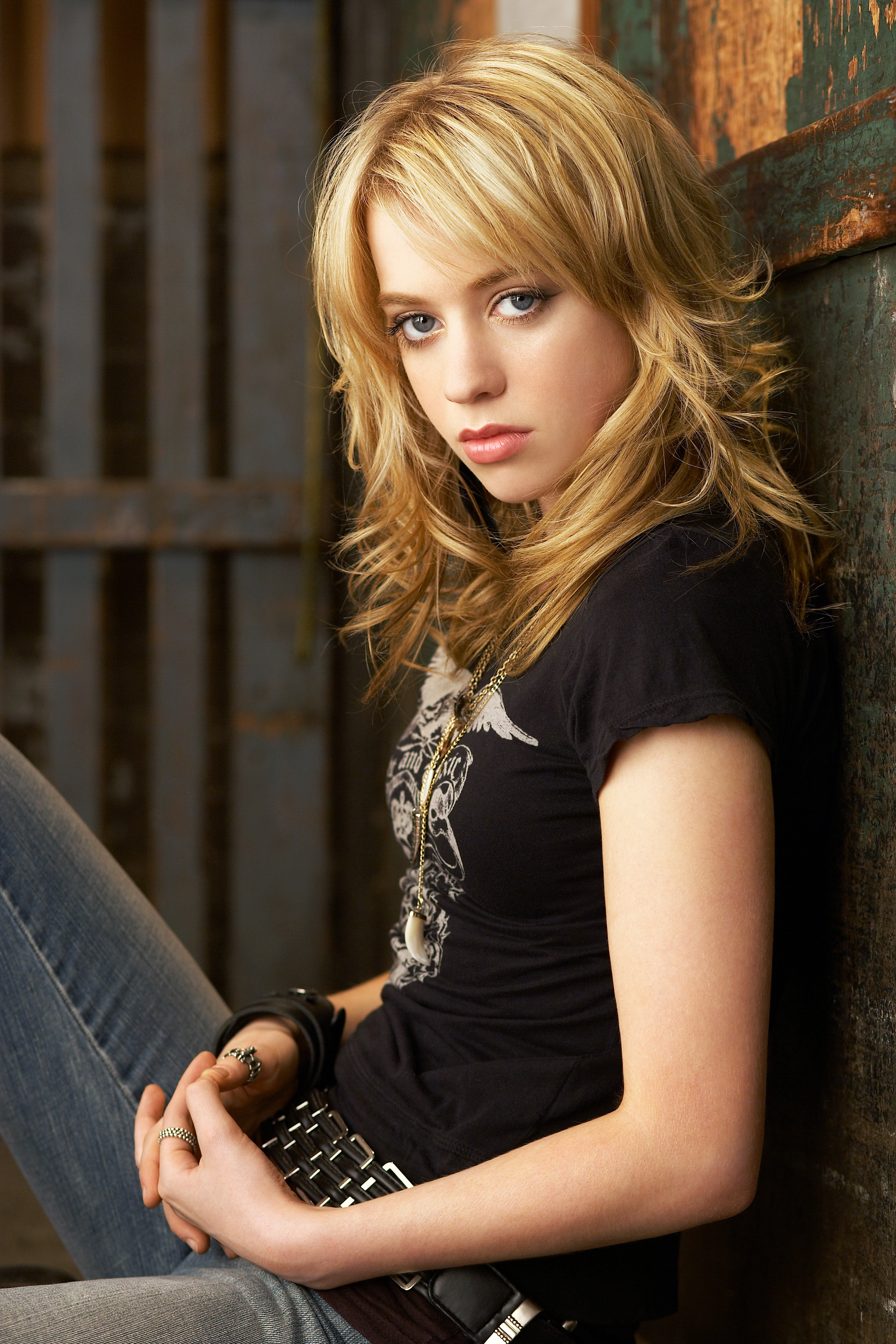
Alexz Johnson (* 1986)

- Johnson, Alice Marie (* 1955), amerikanische Aktivistin
- Johnson, Alissa (* 1987), US-amerikanische Skispringerin
- Johnson, Allen (* 1971), US-amerikanischer Hürdenläufer
- Johnson, Allyn, US-amerikanischer Jazzmusiker
- Johnson, Alonzo Pookie (1927–2005), US-amerikanischer Jazzmusiker (Alt- und Tenorsaxophon, Gesang) und Musikpädagoge
- Johnson, Alphonso (* 1951), US-amerikanischer Jazzbassist
- Johnson, Alvin (1874–1971), US-amerikanischer Ökonom
- Johnson, Amir (* 1987), US-amerikanischer Basketballspieler
- Johnson, Amos (* 1941), US-amerikanischer Automobilrennfahrer
- Johnson, Amy (1903–1941), britische Pilotin
- Johnson, Amy Jo (* 1970), US-amerikanische Schauspielerin, Regisseurin und Musikerin
- Johnson, Anders (* 1989), US-amerikanischer Skispringer
- Johnson, Andray (* 1961), US-amerikanischer Schauspieler
- Johnson, Andre (* 1981), US-amerikanischer Footballspieler
- Johnson, Andreas (* 1970), schwedischer Pop- und Rocksänger
- Johnson, Andrew (1808–1875), 17. Präsident der USA (1865–1869)Andrew Johnson (1808–1875)

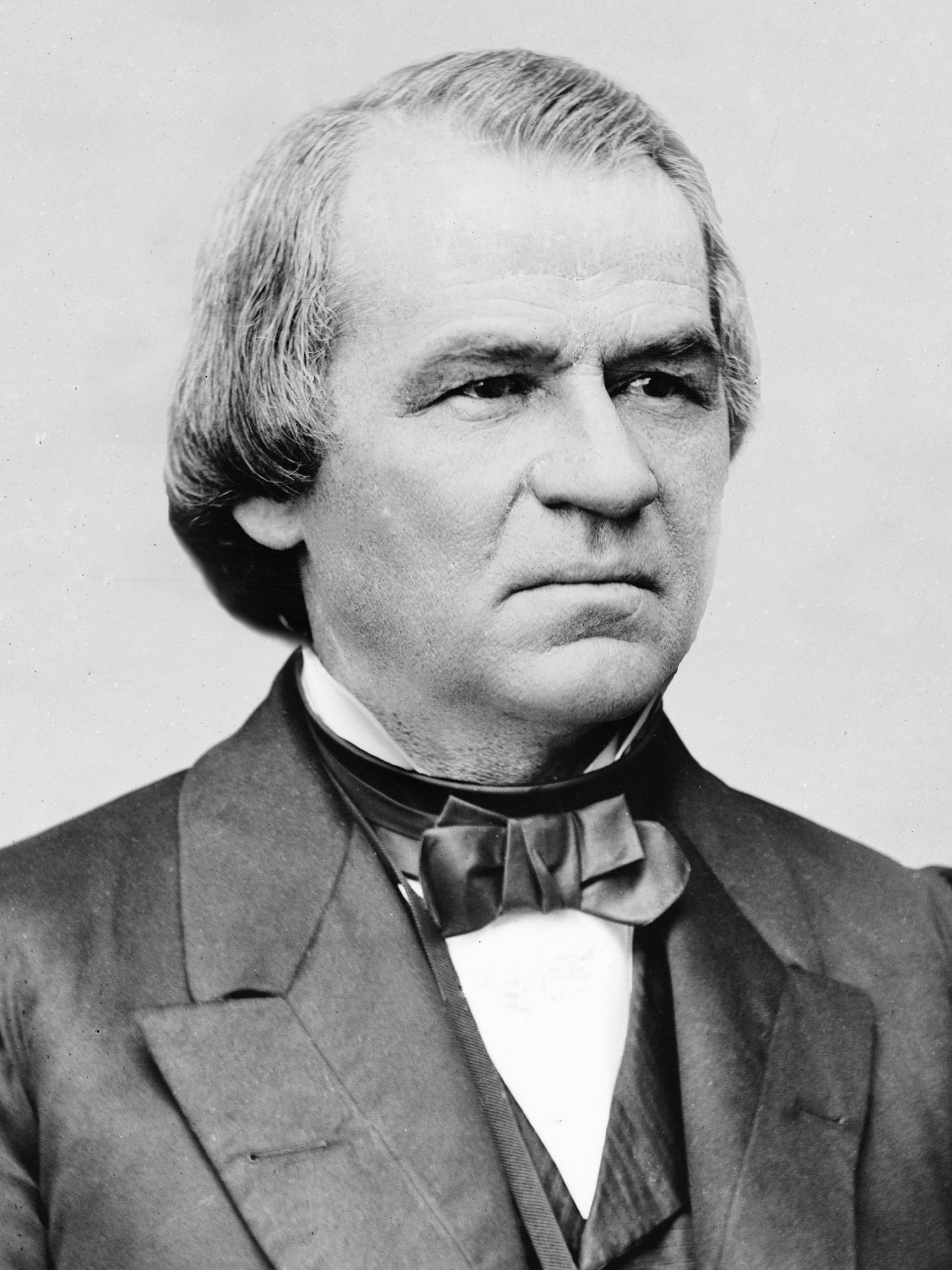
Andrew Johnson (1808–1875)

- Johnson, Andrew (* 1978), US-amerikanischer Skilangläufer
- Johnson, Andy (* 1981), englischer Fußballspieler
- Johnson, Ann (* 1933), britische Sprinterin und Weitspringerin
- Johnson, Anne (* 1951), britische Provinzialrömische Archäologin
- Johnson, Anne-Marie (* 1960), US-amerikanische Schauspielerin
- Johnson, Anthony (1938–2021), jamaikanischer Wirtschaftswissenschaftler, Politiker und Diplomat
- Johnson, Anton J. (1878–1958), US-amerikanischer Politiker
- Johnson, Antonia (* 1943), schwedische Unternehmerin
- Johnson, Archibald DeB. (1898–1982), amerikanischer Manager
- Johnson, Arnold (1893–1975), US-amerikanischer Jazz-Pianist und Bigband-Leader
- Johnson, Arthur (1874–1954), US-amerikanischer Zeichner, Karikaturist in Deutschland
- Johnson, Arthur (1879–1929), irischer Fußballspieler und -trainer
- Johnson, Arthur V. (1876–1916), US-amerikanischer Schauspieler und Stummfilmregisseur
- Johnson, Ashleigh (* 1994), US-amerikanische Wasserballspielerin
- Johnson, Ashley (* 1983), US-amerikanische SchauspielerinAshley Johnson (* 1983)
- Johnson, Avery (* 1965), US-amerikanischer Basketballspieler und -trainer

###### Johnson, B
- Johnson, B. Ed (1914–1983), US-amerikanischer Politiker
- Johnson, B. S. (1933–1973), britischer Schriftsteller
- Johnson, Bailee Michelle (* 2000), US-amerikanische Schauspielerin
- Johnson, Barbara von (* 1942), deutsche Künstlerin und Illustratorin
- Johnson, Ben (1858–1950), US-amerikanischer Politiker
- Johnson, Ben (1918–1996), US-amerikanischer Schauspieler, Stuntman und Rodeo-Cowboy
- Johnson, Ben (* 1961), kanadischer Sprinter jamaikanischer HerkunftBen Johnson (* 1961)

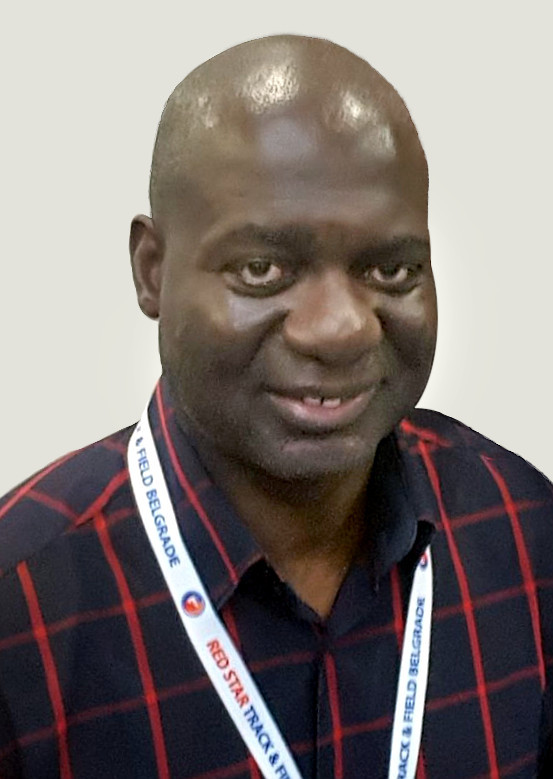
Ben Johnson (* 1961)

- Johnson, Ben (* 2000), englischer Fußballspieler
- Johnson, Bengt Emil (1936–2010), schwedischer Hörspielautor, Komponist und Lyriker
- Johnson, Bernard (1952–2010), US-amerikanischer Jazzmusiker und Schauspieler
- Johnson, Bertha (1846–1927), britische Förderin der Hochschulbildung für Frauen in Oxford
- Johnson, Besedka (1925–2013), US-amerikanische Schauspielerin
- Johnson, Betsey (* 1942), US-amerikanische Modeschöpferin
- Johnson, Beverly (1947–1994), amerikanische Bergsteigerin, Kletterin und Abenteurerin und Dokumentarfilmerin
- Johnson, Beverly (* 1952), US-amerikanisches Model, Schauspielerin, Sängerin und Unternehmerin
- Johnson, Big Jack (1940–2011), afroamerikanischer Bluesmusiker
- Johnson, Bill (1874–1972), amerikanischer Jazz-Bandleader und -Bassist
- Johnson, Bill (1905–1955), US-amerikanischer Jazzmusiker
- Johnson, Bill (1912–1960), US-amerikanischer Jazzsaxophonist und Arrangeur
- Johnson, Bill (* 1954), US-amerikanischer Politiker (Republikanische Partei)
- Johnson, Bill (1960–2016), US-amerikanischer Skirennläufer
- Johnson, Billy (* 1952), US-amerikanischer American-Football-Spieler
- Johnson, Billy (* 1986), US-amerikanischer Automobilrennfahrer
- Johnson, Blind Willie (1897–1945), US-amerikanischer Blues-Musiker
- Johnson, Bob (1920–1993), US-amerikanischer Synchronsprecher
- Johnson, Bob (1927–2008), US-amerikanischer Autorennfahrer
- Johnson, Bob (1931–1991), US-amerikanischer Eishockeyspieler und -trainer
- Johnson, Bola (1947–2014), nigerianischer Musiker
- Johnson, Boris (* 1964), britischer Journalist, Publizist, Schriftsteller und Politiker (Conservative Party), Mitglied des House of CommonsBoris Johnson (* 1964)

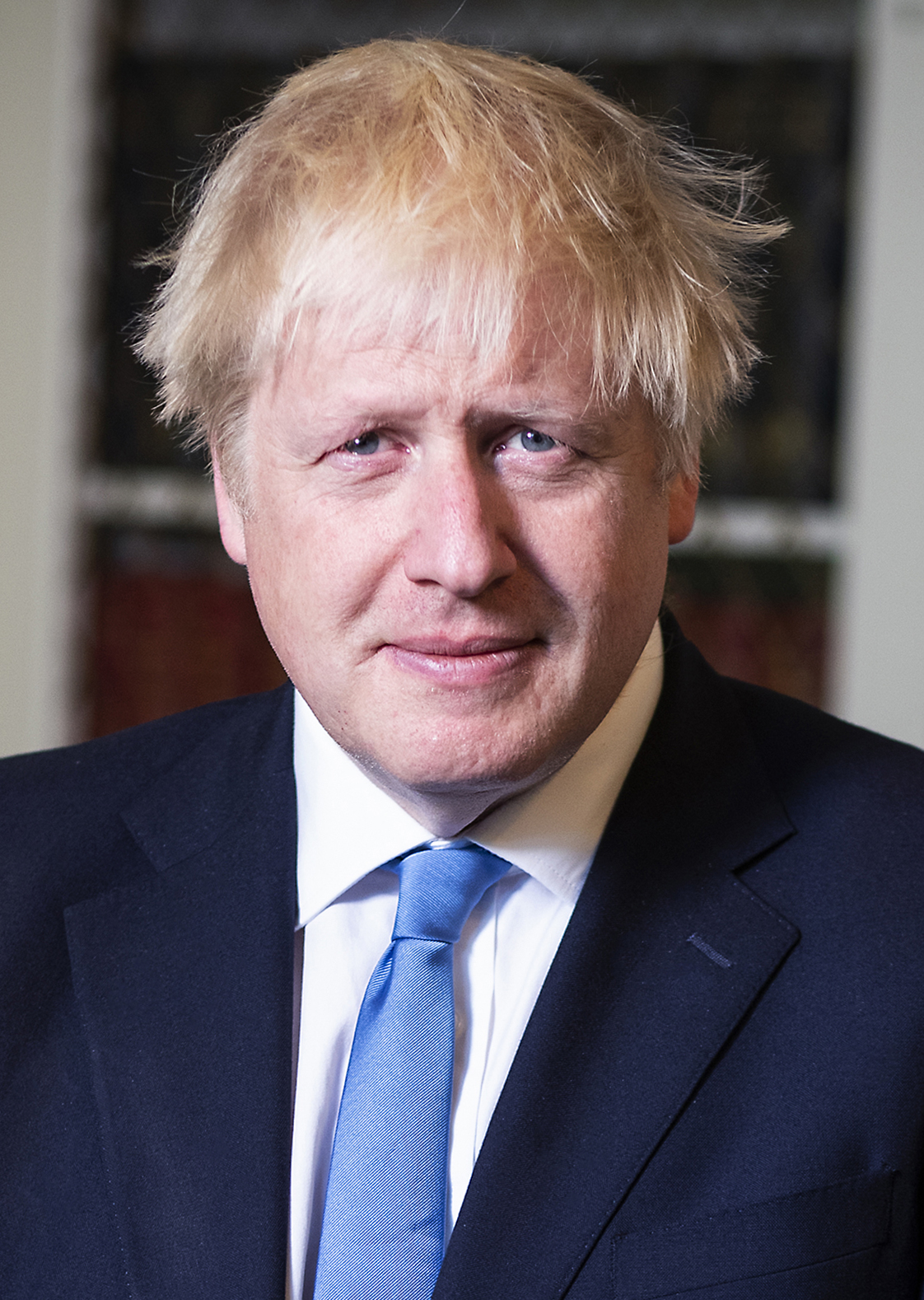
Boris Johnson (* 1964)

- Johnson, Brad (1924–1981), US-amerikanischer Film- und Fernsehschauspieler
- Johnson, Brad (1959–2022), US-amerikanischer Schauspieler
- Johnson, Brad (* 1968), US-amerikanischer Footballspieler
- Johnson, Bradley (* 1987), englischer Fußballspieler
- Johnson, Brandon (* 1976), US-amerikanischer Pädagoge und Politiker
- Johnson, Breezy (* 1996), US-amerikanische Skirennläuferin
- Johnson, Brennan (* 2001), englisch-walisischer Fußballspieler
- Johnson, Brent (* 1977), US-amerikanischer Eishockeytorwart
- Johnson, Brian (* 1939), britischer Spezialeffektkünstler
- Johnson, Brian (* 1947), britischer Musiker, Sänger von AC/DCBrian Johnson (* 1947)

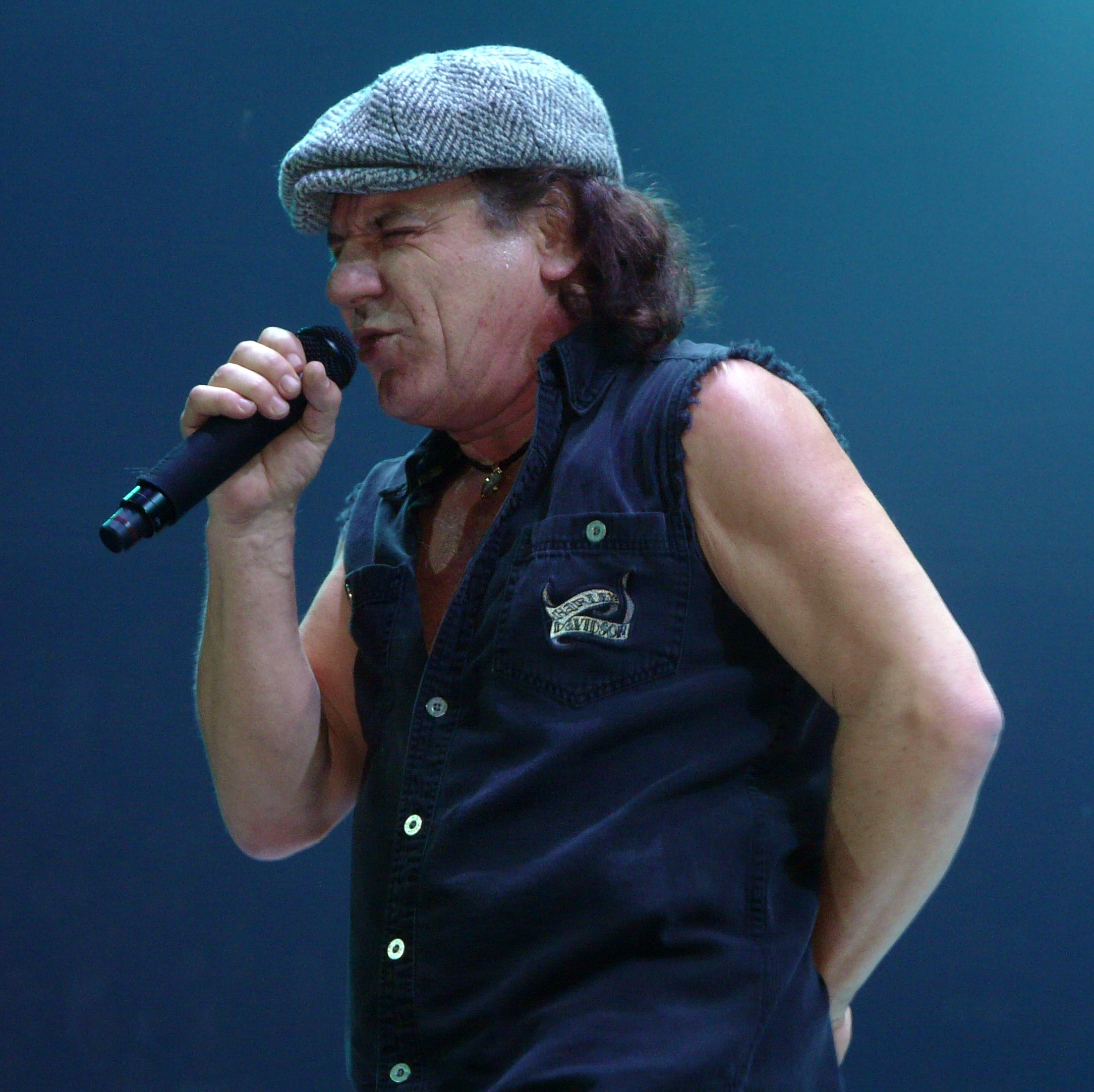
Brian Johnson (* 1947)

- Johnson, Brian (* 1980), US-amerikanischer Weitspringer
- Johnson, Briard P. (1905–1980), US-amerikanischer Offizier, Generalmajor der US-Army
- Johnson, Bridget, Filmproduzentin
- Johnson, Broderick, US-amerikanischer Filmproduzent
- Johnson, Brooks (1934–2024), US-amerikanischer Sprinter
- Johnson, Bruce (* 1960), US-amerikanischer Politiker
- Johnson, Bryan (1926–1995), englischer Sänger und Theaterschauspieler
- Johnson, Bryan (* 1977), US-amerikanischer Unternehmer, Investor und Autor
- Johnson, Bryce (* 1977), US-amerikanischer Schauspieler
- Johnson, Bubber, US-amerikanischer Musiker
- Johnson, Buck, US-amerikanischer Musiker, Songwriter und Produzent
- Johnson, Budd (1910–1984), amerikanischer Jazz-Saxophonist und Klarinettist sowie Arrangeur
- Johnson, Buddy (1915–1977), US-amerikanischer Jazzpianist
- Johnson, Bunk (1879–1949), US-amerikanischer Trompeter
- Johnson, Bushrod Rust (1817–1880), Offizier des US-Heeres, Professor und Generalmajor im konföderierten Heer
- Johnson, Butch (1955–2024), US-amerikanischer Bogenschütze und Olympiasieger
- Johnson, Byron Ingemar (1890–1964), kanadischer Politiker
- Johnson, Byron L. (1917–2000), US-amerikanischer Politiker

###### Johnson, C
- Johnson, C. R. (1983–2010), US-amerikanischer Freestyle-Skisportler
- Johnson, Callum (* 1985), britischer Boxer
- Johnson, Calvin (* 1962), US-amerikanischer Musiker
- Johnson, Calvin (* 1985), US-amerikanischer American-Football-SpielerCalvin Johnson (* 1985)

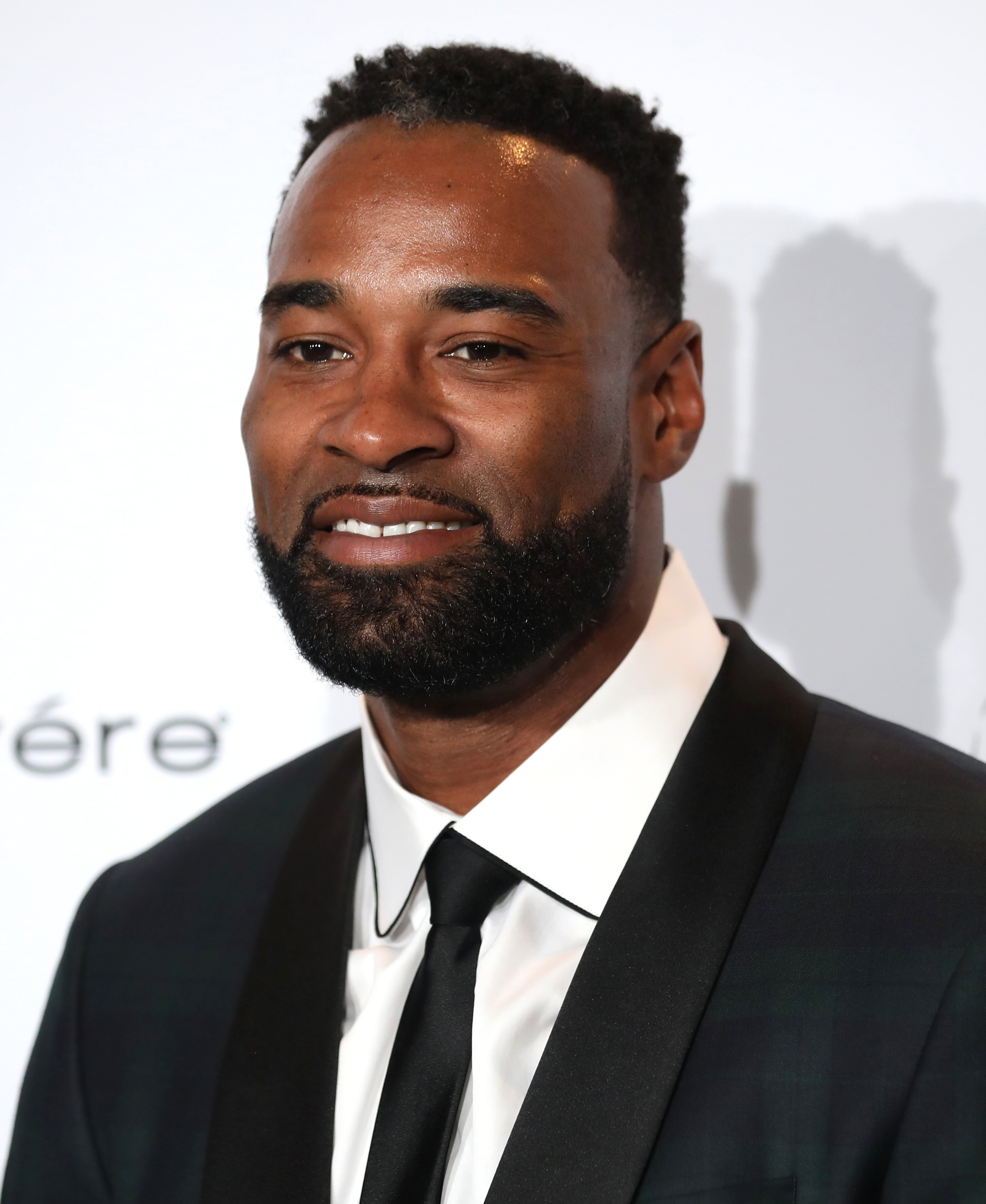
Calvin Johnson (* 1985)

- Johnson, Calvin D. (1898–1985), US-amerikanischer Politiker
- Johnson, Calvin Joseph (* 1958), US-amerikanischer Stuntman und Schauspieler
- Johnson, Cameron (* 1996), US-amerikanischer Basketballspieler
- Johnson, Camrus (* 1994), US-amerikanischer Schauspieler, Filmschaffender und Synchronsprecher
- Johnson, Carl, US-amerikanischer Schiedsrichter im American Football
- Johnson, Carl (1898–1932), US-amerikanischer Weitspringer
- Johnson, Carl R. (* 1937), US-amerikanischer Chemiker
- Johnson, Carlos (* 1984), costa-ricanischer Fußballspieler
- Johnson, Carlos (* 1997), argentinischer Leichtathlet
- Johnson, Carol (* 1955), australische Politikwissenschaftlerin
- Johnson, Carrie (* 1988), britische politische Aktivistin, Naturschützerin und Ehefrau von Boris JohnsonCarrie Johnson (* 1988)

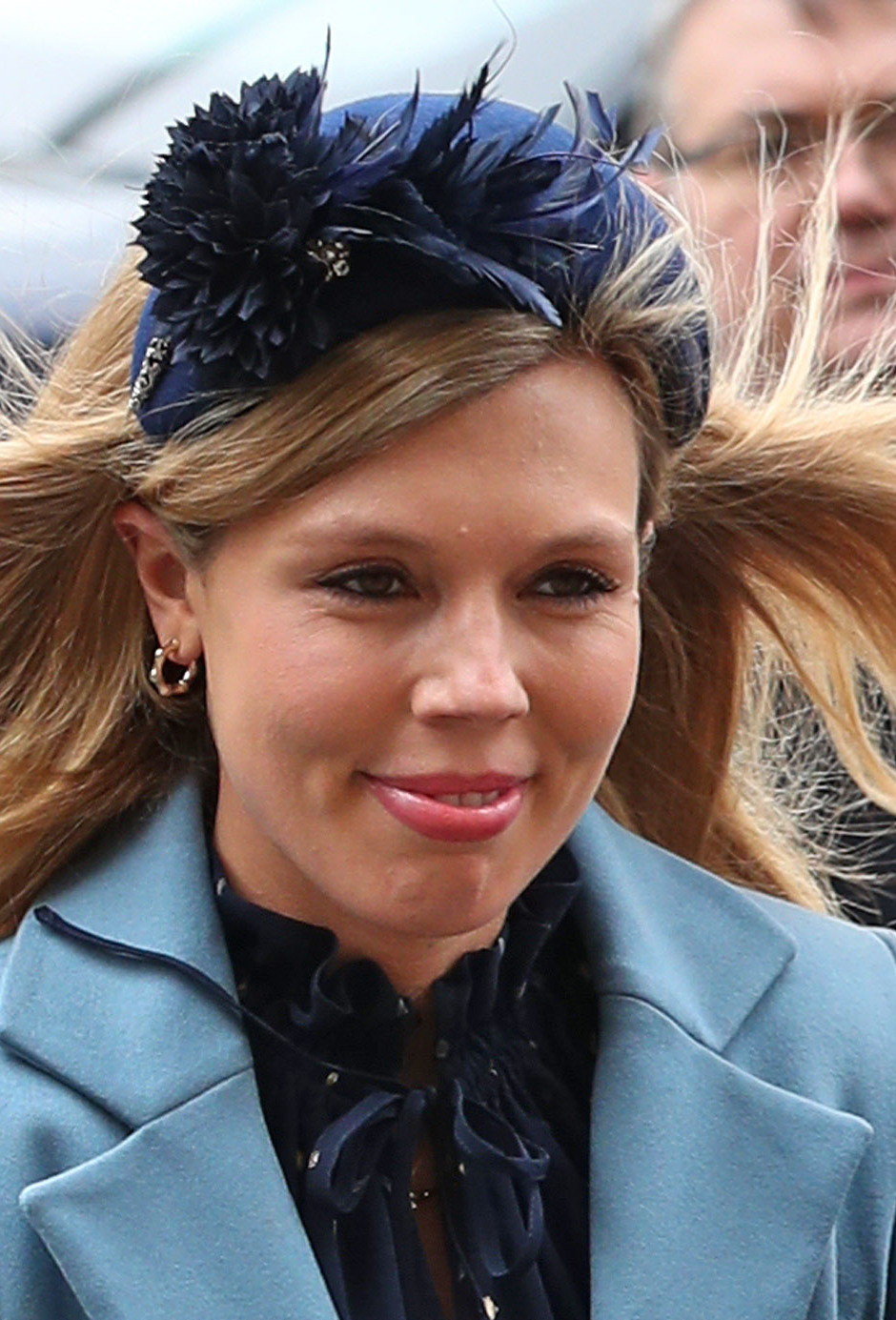
Carrie Johnson (* 1988)

- Johnson, Catherine (* 1957), britische Autorin
- Johnson, Cave (1793–1866), US-amerikanischer Politiker
- Johnson, Celia (1908–1982), britische Schauspielerin
- Johnson, Chad (* 1978), US-amerikanischer Footballspieler
- Johnson, Chad (* 1986), kanadischer Eishockeytorwart
- Johnson, Chalmers (1931–2010), US-amerikanischer Politologe, Berater der CIA und Asienkenner
- Johnson, Charles, britischer Autor
- Johnson, Charles († 1802), US-amerikanischer Politiker
- Johnson, Charles Bartlett (* 1933), US-amerikanischer Unternehmer
- Johnson, Charles Fletcher (1859–1930), US-amerikanischer Jurist und Politiker
- Johnson, Charles Phillip (1836–1920), US-amerikanischer Politiker
- Johnson, Charles Richard (* 1948), afroamerikanischer Schriftsteller
- Johnson, Charles S. (1893–1956), US-amerikanischer Soziologe
- Johnson, Charlie (1891–1959), US-amerikanischer Jazz-Pianist und Bandleader
- Johnson, Chelsea (* 1983), US-amerikanische Leichtathletin
- Johnson, Cheryl L. (* 1960), US-amerikanische Regierungsbeamtin
- Johnson, Chester L. (1915–1997), US-amerikanischer Offizier, Generalmajor der US-Army
- Johnson, Cheswill (* 1997), südafrikanischer Weitspringer
- Johnson, Chic (1891–1962), US-amerikanischer Komiker, Schauspieler und Autor
- Johnson, Ching († 1979), kanadischer Eishockeyspieler und -trainer
- Johnson, Chris (* 1971), kanadischer Boxer
- Johnson, Chris (* 1977), US-amerikanischer Schauspieler
- Johnson, Chris (* 1985), US-amerikanischer American-Football-Spieler
- Johnson, Christopher R. (* 1960), US-amerikanischer Informatiker und Biophysiker
- Johnson, Christopher William, US-amerikanischer Schauspieler, Filmregisseur, Filmproduzent, Drehbuchautor und Kameramann
- Johnson, Chubby († 1974), US-amerikanischer Schauspieler
- Johnson, Clarence (1910–1990), US-amerikanischer FlugzeugkonstrukteurClarence Johnson (1910–1990)

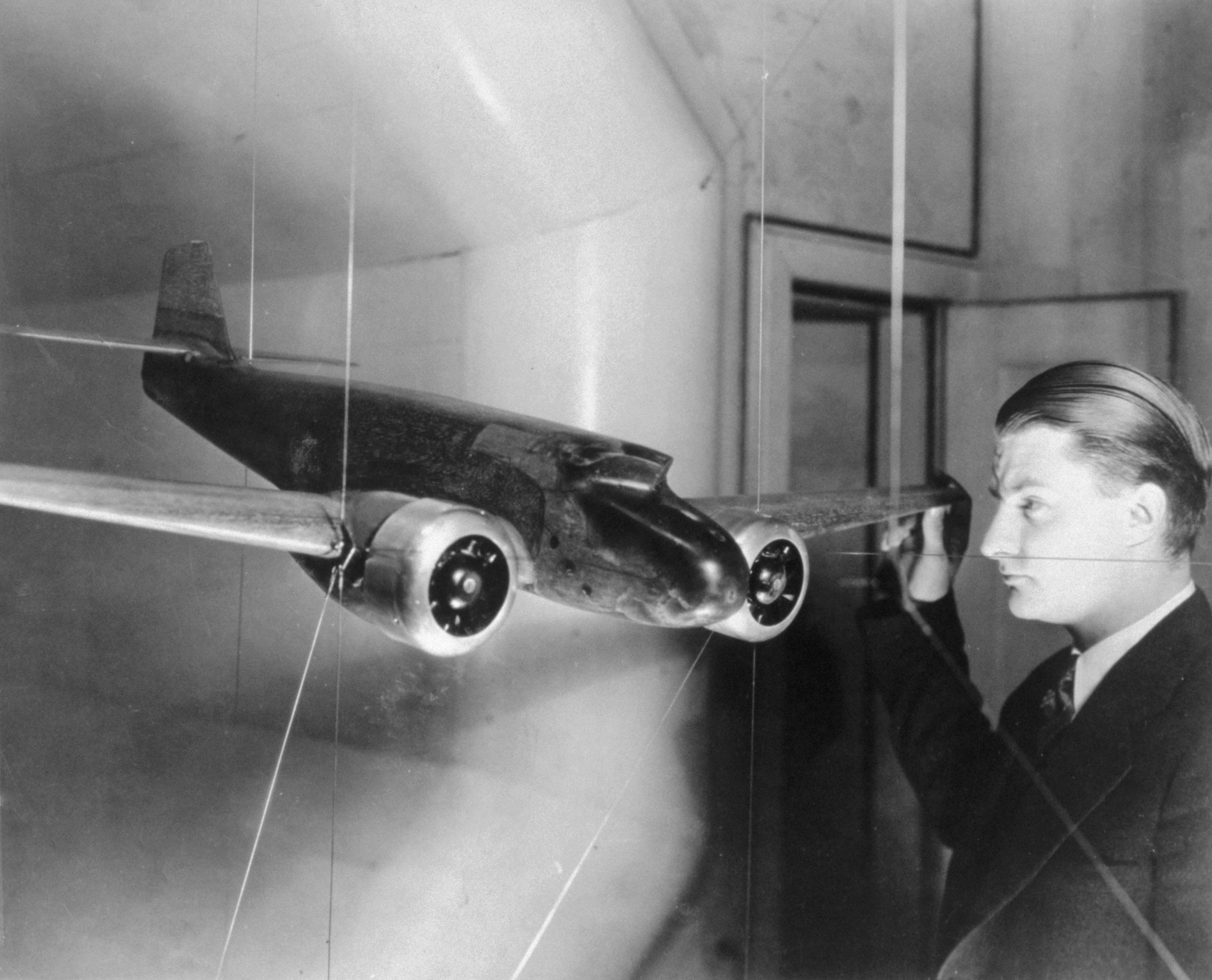
Clarence Johnson (1910–1990)

- Johnson, Clark (* 1954), US-amerikanischer Schauspieler, Regisseur und Fernsehproduzent
- Johnson, Claudette (* 1959), britische bildende Künstlerin
- Johnson, Clete Donald (* 1948), US-amerikanischer Politiker
- Johnson, Cleveland (* 1955), US-amerikanischer Organist und Musikwissenschaftler
- Johnson, Clifford (* 1968), britischer Physiker
- Johnson, Cody (* 1987), US-amerikanischer Countrysänger
- Johnson, Corey (* 1961), US-amerikanischer Schauspieler
- Johnson, Cornelius († 1661), englischer Maler
- Johnson, Cornelius (1913–1946), US-amerikanischer Hochspringer und Olympiasieger
- Johnson, Cornelius (1943–2017), US-amerikanischer American-Football-Spieler
- Johnson, Courtney (* 1974), US-amerikanische Wasserballspielerin
- Johnson, Craig (* 1972), US-amerikanischer Eishockeyspieler und -trainer
- Johnson, Curtis (1934–2001), US-amerikanischer Rockabilly-Musiker
- Johnson, Curtis (* 1948), US-amerikanischer American-Football-Spieler
- Johnson, Cynthia (* 1956), US-amerikanische Sängerin, Songwriterin, Produzentin und Schauspielerin

###### Johnson, D
- Johnson, Daisy (* 1990), britische Schriftstellerin
- Johnson, Dakota (* 1989), US-amerikanische SchauspielerinDakota Johnson (* 1989)

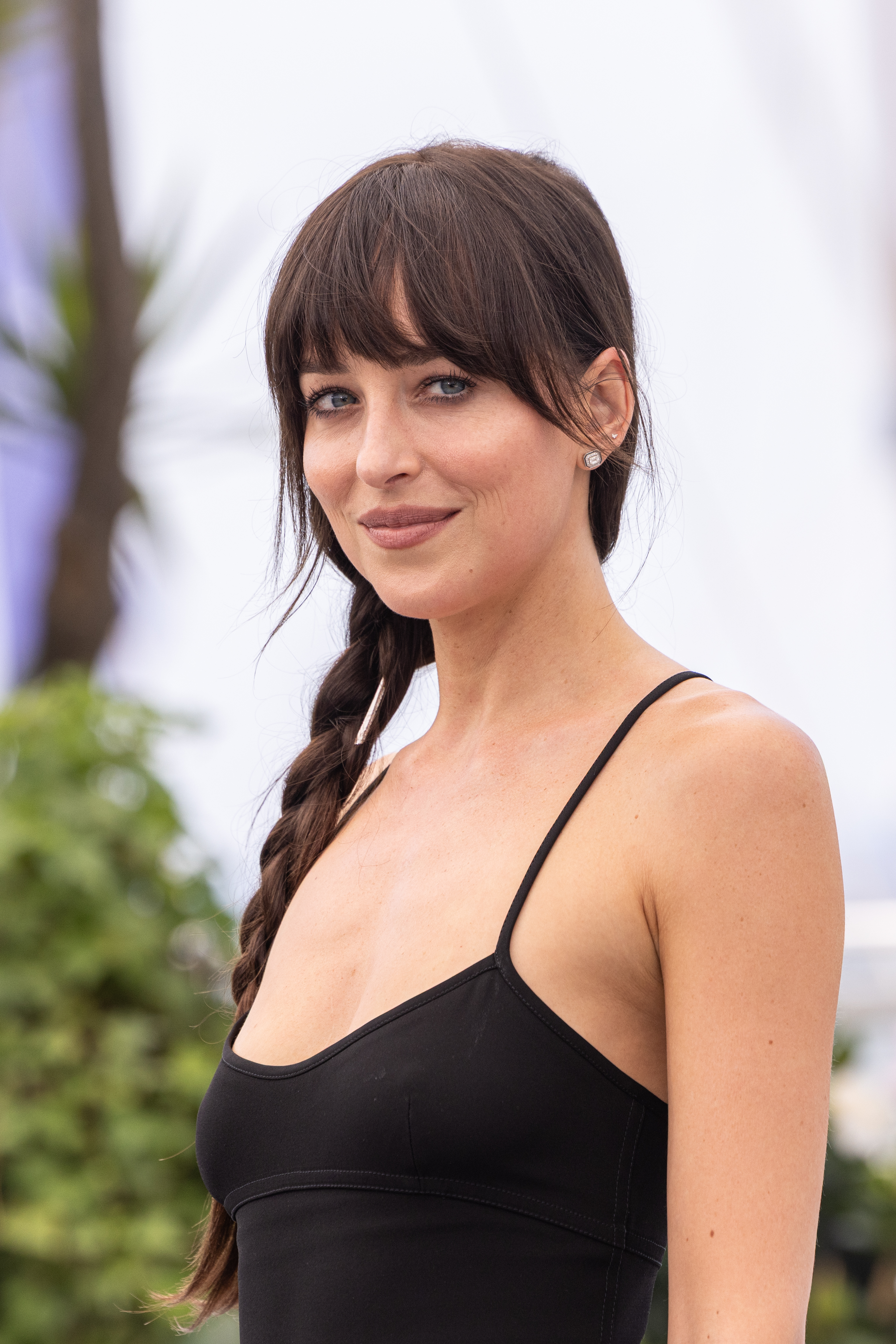
Dakota Johnson (* 1989)

- Johnson, Dameon (* 1976), US-amerikanischer Sprinter
- Johnson, Damien (* 1978), nordirischer Fußballspieler
- Johnson, Dan Curtis, US-amerikanischer Comicautor
- Johnson, Daniel junior (* 1944), kanadischer Politiker, Premierminister von Québec
- Johnson, Daniel senior (1915–1968), kanadischer Politiker, Premierminister von Québec
- Johnson, Danny (* 1993), englischer Fußballspieler
- Johnson, Darlene (1935–2009), australische Schauspielerin
- Johnson, Darnell (* 1998), englischer Fußballspieler
- Johnson, Darryl N. (1938–2018), US-amerikanischer Diplomat, Botschafter in Litauen, auf den Philippinen und in Thailand
- Johnson, Dave (* 1963), amerikanischer Leichtathlet
- Johnson, David (1782–1855), US-amerikanischer Politiker
- Johnson, David (* 1931), australischer Sprinter
- Johnson, David (1940–2021), US-amerikanischer Komponist
- Johnson, David (1951–2022), englischer Fußballspieler
- Johnson, David (* 1954), britischer Kameramann
- Johnson, David (* 1969), australischer Rollstuhltennisspieler
- Johnson, David (* 1976), jamaikanischer Fußballspieler
- Johnson, David (* 1991), US-amerikanischer American-Football-Spieler
- Johnson, David Earle († 1998), US-amerikanischer Fusionmusiker
- Johnson, David F. (1871–1951), US-amerikanischer Politiker
- Johnson, David H. (1912–1996), US-amerikanischer Mammaloge
- Johnson, David K. (* 1962), US-amerikanischer Historiker und Autor
- Johnson, David Moffat (1902–1972), kanadischer Botschafter und Sprinter
- Johnson, David Stifler (1945–2016), US-amerikanischer Informatiker
- Johnson, David W. K. (* 1975), US-amerikanischer Komponist und Posaunist
- Johnson, Deborah (* 1945), US-amerikanische Philosophin und Ethikerin
- Johnson, Debra, US-amerikanische Politikerin
- Johnson, Dee, US-amerikanischer Rockabilly-Musiker
- Johnson, Delante (* 1998), US-amerikanischer Boxer
- Johnson, Delos R. (1879–1955), US-amerikanischer Politiker
- Johnson, Demetrious (* 1986), US-amerikanischer Mixed-Martial-Arts-KämpferDemetrious Johnson (* 1986)

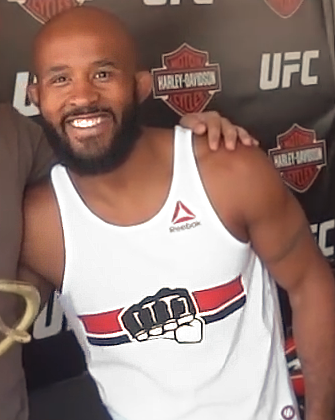
Demetrious Johnson (* 1986)

- Johnson, Denis (1949–2017), amerikanischer Schriftsteller
- Johnson, Dennis (1938–2018), US-amerikanischer Mathematiker
- Johnson, Dennis (1939–2021), jamaikanischer Sprinter
- Johnson, Dennis (1954–2007), US-amerikanischer Basketballspieler
- Johnson, Deon Kevin, US-amerikanischer anglikanischer Bischof
- Johnson, Derek (1933–2004), britischer Mittelstreckenläufer
- Johnson, DerMarr (* 1980), US-amerikanischer Basketballspieler
- Johnson, Derrick (* 1982), US-amerikanischer American-Football-Spieler
- Johnson, Desjuan (* 1999), US-amerikanischer American-Football-Spieler
- Johnson, Dewey (1899–1941), US-amerikanischer Politiker
- Johnson, Dewey (1939–2018), US-amerikanischer Jazzmusiker
- Johnson, Diane (* 1934), US-amerikanische Schriftstellerin
- Johnson, Dick (1925–2010), US-amerikanischer Jazzmusiker
- Johnson, Dink (1892–1954), US-amerikanischer Jazzmusiker
- Johnson, Diontae (* 1996), US-amerikanischer American-Football-Spieler
- Johnson, Dominic (* 1966), britischer Journalist und Afrika-Experte
- Johnson, Dominique (* 1987), US-amerikanischer Basketballspieler
- Johnson, Dominique (* 1992), US-amerikanisch-deutscher Basketballspieler
- Johnson, Don (* 1949), US-amerikanischer SchauspielerDon Johnson (* 1949)

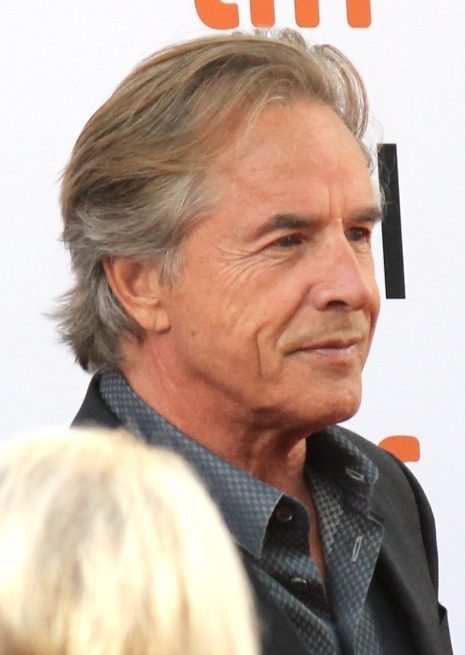
Don Johnson (* 1949)

- Johnson, Donald (* 1968), US-amerikanischer Tennisspieler
- Johnson, Doris Sands (1921–1983), bahamaische Politikerin und Frauenrechtlerin
- Johnson, Douglas James (1937–1998), US-amerikanischer Maler und Zeichner
- Johnson, Duke (* 1979), US-amerikanischer Filmproduzent und Regisseur
- Johnson, Duke (* 1993), US-amerikanischer American-Football-Spieler
- Johnson, Dulee (* 1984), liberianischer Fußballspieler
- Johnson, Dustin (* 1984), US-amerikanischer Golfspieler
- Johnson, Dusty (* 1976), amerikanischer Politiker der Republikanischen Partei
- Johnson, Dwayne (* 1972), US-amerikanisch-kanadischer Schauspieler, Filmproduzent und WrestlerDwayne Johnson (* 1972)

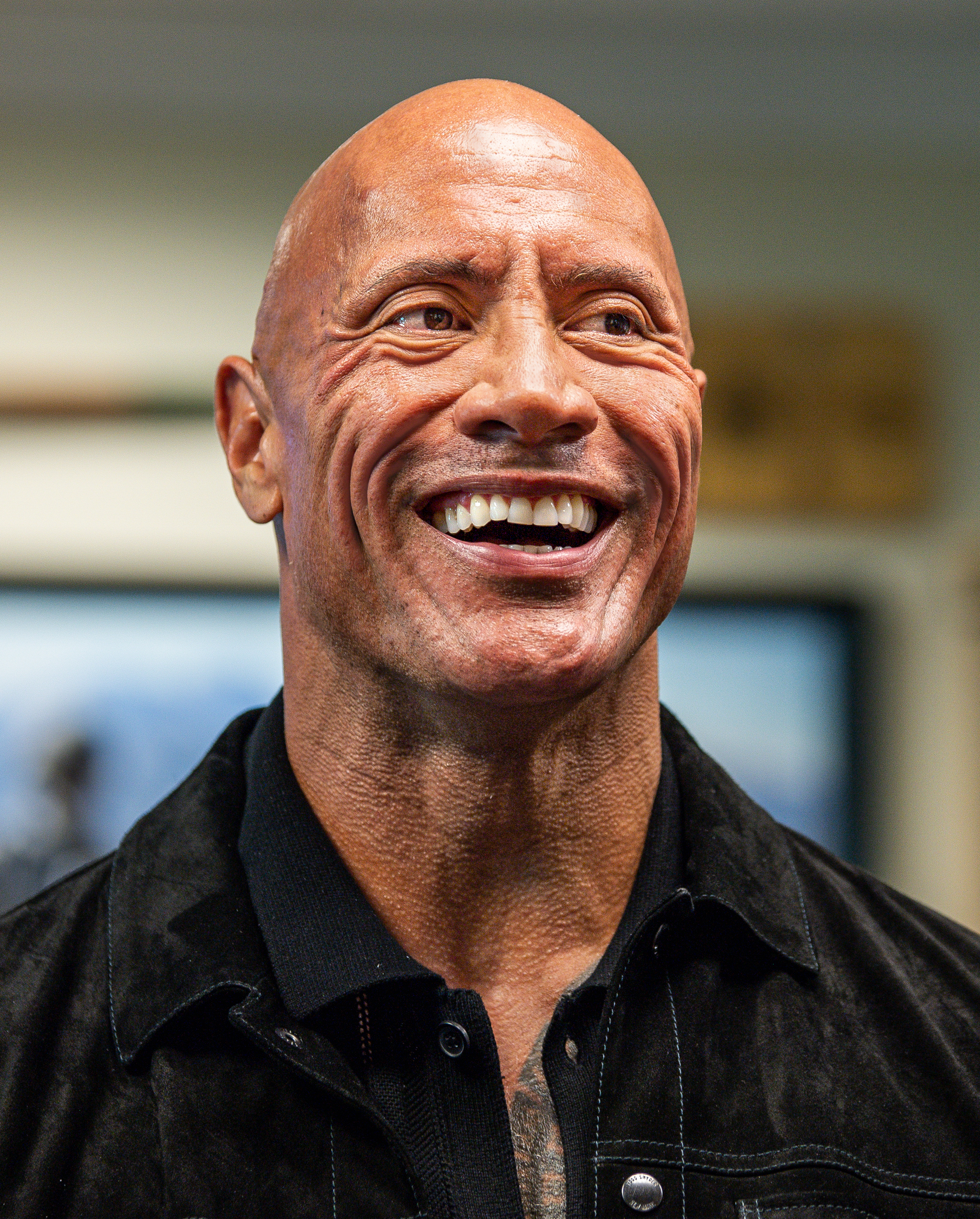
Dwayne Johnson (* 1972)

###### Johnson, E
- Johnson, E. Pauline (1861–1913), kanadische Lyrikerin und Schriftstellerin
- Johnson, E. Richard (1938–1997), US-amerikanischer Schriftsteller
- Johnson, Earl (1886–1965), US-amerikanischer Old-Time-Musiker
- Johnson, Earl (1891–1965), US-amerikanischer Langstreckenläufer
- Johnson, Eastman (1824–1906), US-amerikanischer Maler
- Johnson, Eddie (1919–1974), US-amerikanischer Autorennfahrer
- Johnson, Eddie (1920–2010), US-amerikanischer Musiker
- Johnson, Eddie (* 1959), US-amerikanischer Basketballspieler
- Johnson, Eddie (* 1984), US-amerikanischer Fußballspieler
- Johnson, Eddie Bernice (1934–2023), US-amerikanische Politikerin der Demokratischen Partei
- Johnson, Eddie T. (* 1960), US-amerikanischer Polizist und Polizeipräsident des Chicago Police Department
- Johnson, Edgar Nathaniel (1901–1969), US-amerikanischer Historiker
- Johnson, Edith (1903–1988), US-amerikanische Jazz- und Bluesmusikerin (Piano, Gesang)
- Johnson, Eduard (1840–1903), deutscher Altphilologe, Journalist und Heimatforscher
- Johnson, Edward († 1672), englischer Puritaner und Siedlerpionier in Neuengland
- Johnson, Edward (1878–1959), kanadischer Opernsänger (Tenor) und -direktor
- Johnson, Edward (1930–2022), US-amerikanischer Investor und Geschäftsmann
- Johnson, Edward Daniel (1816–1889), englischer Uhr- und Chronometermacher
- Johnson, Edward Killingworth (1825–1896), englischer Maler
- Johnson, Edwin (1842–1901), britischer Historiker, Theologe und Bibelforscher
- Johnson, Edwin C. (1884–1970), US-amerikanischer Politiker (Demokratische Partei)
- Johnson, Edwin S. (1857–1933), US-amerikanischer Politiker
- Johnson, Eldridge R. (1867–1945), US-amerikanischer Unternehmer
- Johnson, Elena (* 1985), britische Badmintonspielerin
- Johnson, Eliza (1810–1876), US-amerikanische First Lady
- Johnson, Elizabeth (* 1941), US-amerikanische römisch-katholische Theologin
- Johnson, Elizabeth Jr. († 1747), Opfer der Salemer Hexenprozesse
- Johnson, Ella (1923–2004), US-amerikanische Rhythm-and-Blues- und Jazz-Sängerin
- Johnson, Elliot (* 1984), US-amerikanischer Baseballspieler
- Johnson, Ellis L. (1938–2024), US-amerikanischer Informatiker
- Johnson, Ellsworth (1905–1968), US-amerikanischer Gangsterboss und DrogenhändlerEllsworth Johnson (1905–1968)

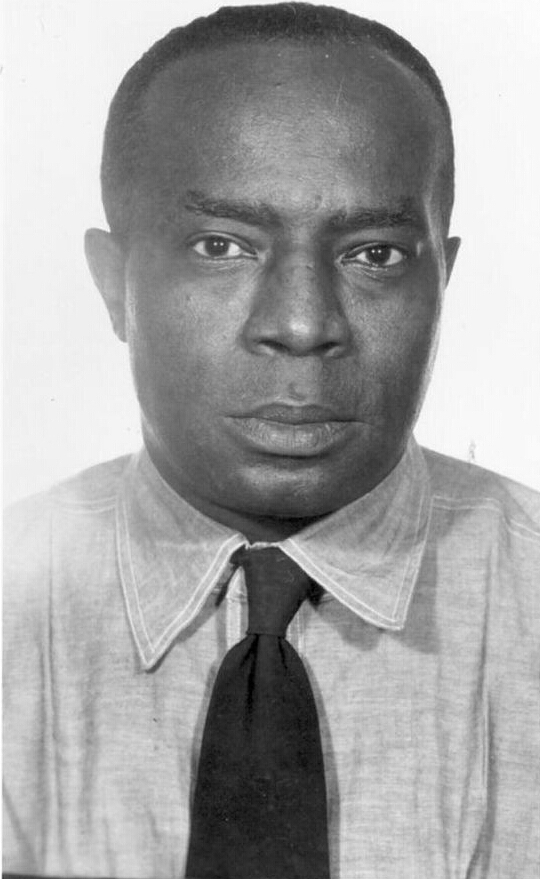
Ellsworth Johnson (1905–1968)

- Johnson, Elondust Patrick (* 1967), US-amerikanischer Soziologe, Autor und Hochschullehrer
- Johnson, Emma (* 1980), australische Schwimmerin
- Johnson, Emma, britische Jazzmusikerin (Saxophon)
- Johnson, Emma (* 1997), US-amerikanische Beachhandballspielerin
- Johnson, Enoch L. (1883–1968), US-amerikanischer Politiker
- Johnson, Enotris, amerikanischer Songwriter oder amerikanische Songwriterin
- Johnson, Eric, US-amerikanischer Drehbuchautor
- Johnson, Eric (* 1954), US-amerikanischer Fusion- und Rock-Gitarrist und -Sänger
- Johnson, Eric (* 1975), US-amerikanischer Politiker, Bürgermeister von Dallas
- Johnson, Eric (* 1979), kanadischer SchauspielerEric Johnson (* 1979)

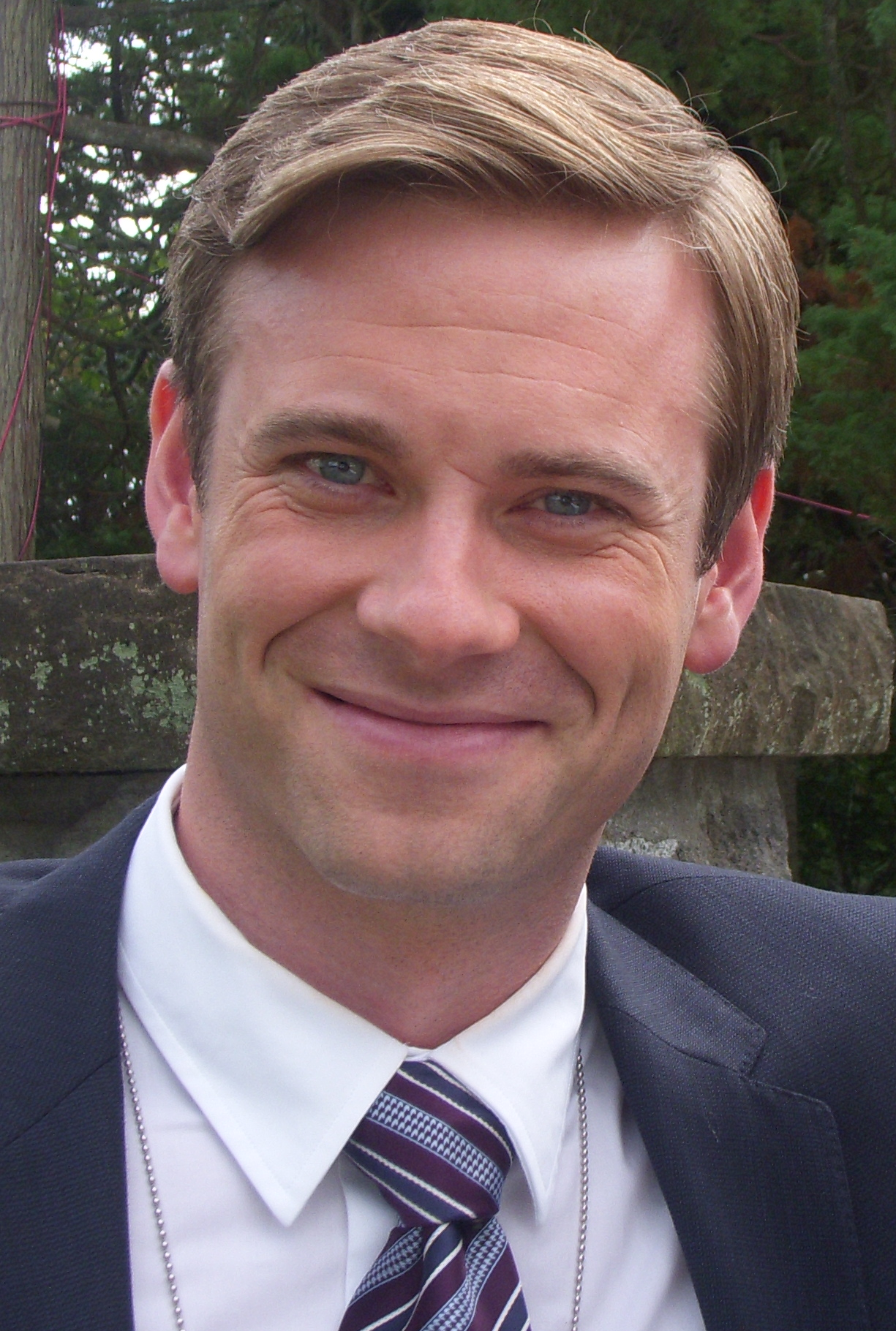
Eric Johnson (* 1979)

- Johnson, Erik (* 1988), US-amerikanischer Eishockeyspieler
- Johnson, Erin (* 1990), US-amerikanische Volleyballspielerin und -trainerin
- Johnson, Erling (1893–1967), norwegischer Chemiker
- Johnson, Ernest (1912–1997), britischer Radrennfahrer
- Johnson, Ernest Leonard, südafrikanischer Astronom
- Johnson, Ervin (* 1967), US-amerikanischer Basketballspieler
- Johnson, Estelle (* 1988), kamerunische Fußballspielerin
- Johnson, Ethel (1908–1964), britische Sprinterin
- Johnson, Eyvind (1900–1976), schwedischer Schriftsteller und Nobelpreisträger

###### Johnson, F
- Johnson, F. Ross (1931–2016), kanadischer Manager
- Johnson, Fabian (* 1987), US-amerikanisch-deutscher Fußballspieler
- Johnson, Felisha (* 1989), US-amerikanische Kugelstoßerin
- Johnson, Fenton (* 1953), US-amerikanischer Anglist und Autor
- Johnson, Ferd (1905–1996), US-amerikanischer Comicautor und -zeichner
- Johnson, Floyd (1922–1981), US-amerikanischer Jazz-Saxophonist
- Johnson, Folke (1887–1962), schwedischer Segler
- Johnson, Francis (1776–1842), US-amerikanischer Politiker
- Johnson, Francis (1792–1844), US-amerikanischer Komponist und Musiker
- Johnson, Frank Tenney (1874–1939), US-amerikanischer Maler des amerikanischen Westens
- Johnson, Fred Gustus (1876–1951), US-amerikanischer Politiker
- Johnson, Freddy (1904–1961), US-amerikanischer Jazz-Pianist, Sänger und Bandleader des Swing
- Johnson, Frederick A. (1833–1893), US-amerikanischer Politiker
- Johnson, Frederick William (1917–1993), kanadischer Richter, Vizegouverneur von Saskatchewan
- Johnson, Fredrik (* 1963), schwedischer Squashspieler

###### Johnson, G
- Johnson, Gabriel (* 1980), US-amerikanischer Jazztrompeter und Flügelhornist
- Johnson, Garry (* 1937), britischer General
- Johnson, Gary (* 1955), englischer Fußballtrainer
- Johnson, Gary (* 1980), englischer Motorradrennfahrer
- Johnson, Gary (* 1982), US-amerikanisch-deutscher Basketballspieler
- Johnson, Gary E. (* 1953), US-amerikanischer Bauunternehmer und Politiker der Libertären ParteiGary E. Johnson (* 1953)

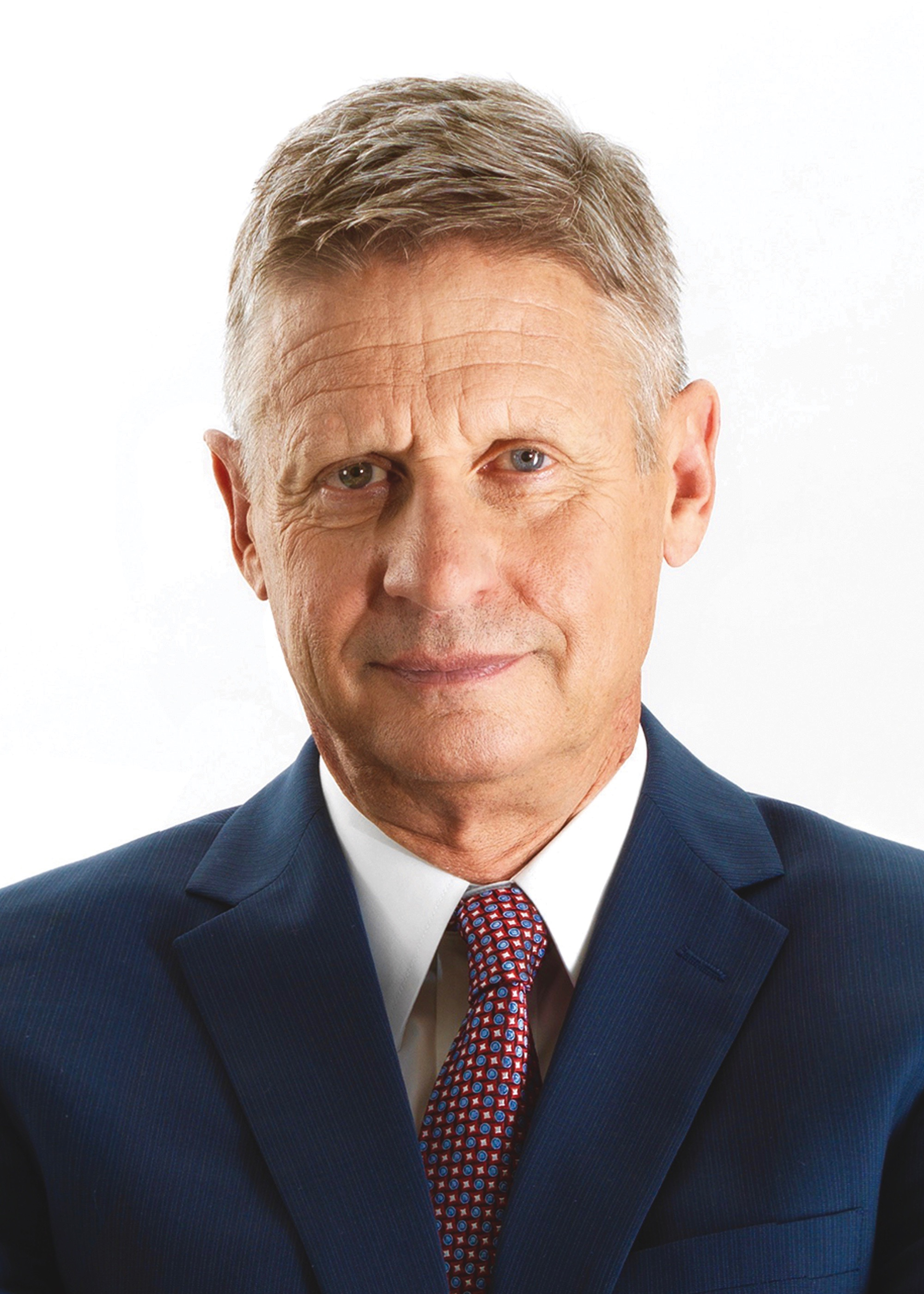
Gary E. Johnson (* 1953)

- Johnson, Gea (* 1967), US-amerikanischer Bobfahrerin
- Johnson, Geir (1953–2021), norwegischer Komponist, Autor und Initiator von Kulturprojekten in Nesodden bei Oslo
- Johnson, Geir (* 1965), norwegischer Skispringer
- Johnson, Gene (* 1941), US-amerikanischer Hochspringer
- Johnson, Genevieve Fuji (* 1968), kanadische Politikwissenschaftlerin
- Johnson, Geordie (* 1953), kanadischer Schauspieler
- Johnson, Georgann (1926–2018), US-amerikanische Schauspielerin
- Johnson, George (1920–1995), kanadischer Arzt und Politiker, Vizegouverneur von Manitoba
- Johnson, George Clayton (1929–2015), US-amerikanischer Autor und Filmschauspieler
- Johnson, George Henry Martin (1816–1884), Häuptling der Mohawk
- Johnson, George W., US-amerikanischer Sänger
- Johnson, George William (1869–1944), US-amerikanischer Politiker
- Johnson, Georgia (* 1998), australische Beachvolleyballspielerin
- Johnson, Georgia Douglas († 1966), afroamerikanische Lyrikerin, Dramatikerin und Komponistin
- Johnson, Gerald, US-amerikanischer Schauspieler, Produzent und Synchronsprecher
- Johnson, Gerry, englischer Wirtschaftswissenschaftler
- Johnson, Ginger († 1972), nigerianischer Perkussionist
- Johnson, Gisle (1822–1894), norwegischer Theologe
- Johnson, Glen (* 1969), jamaikanischer Boxer
- Johnson, Glen (* 1984), englischer Fußballspieler
- Johnson, Glen D. (1911–1983), US-amerikanischer Politiker
- Johnson, Glory (* 1990), US-amerikanische Basketballspielerin
- Johnson, Gordon (* 1946), australischer Radrennfahrer
- Johnson, Graham (* 1950), britischer Pianist und Liedbegleiter
- Johnson, Greg (1971–2019), kanadischer Eishockeyspieler
- Johnson, Gregg (* 1982), US-amerikanischer Eishockeyspieler
- Johnson, Gregory Carl (* 1954), US-amerikanischer Astronaut
- Johnson, Gregory H. (* 1962), US-amerikanischer Astronaut
- Johnson, Grove L. (1841–1926), US-amerikanischer Politiker
- Johnson, Gus (1913–2000), US-amerikanischer Jazzbassist
- Johnson, Gus (1938–1987), US-amerikanischer Basketballspieler

###### Johnson, H
- Johnson, Hailey (* 1997), US-amerikanische Kinderdarstellerin
- Johnson, Haley (* 1981), US-amerikanische Biathletin
- Johnson, Halle Tanner Dillon (1864–1901), US-amerikanische Ärztin und Hochschullehrerin
- Johnson, Hank (* 1954), US-amerikanischer Politiker der Demokratischen Partei
- Johnson, Hansford T. (* 1936), US-amerikanischer Offizier, General der US Air Force
- Johnson, Harold (1928–2015), US-amerikanischer Boxer
- Johnson, Harold Keith (1912–1983), US-amerikanischer General
- Johnson, Harold Lester (1921–1980), US-amerikanischer Astronom
- Johnson, Harold T. (1907–1988), US-amerikanischer Politiker
- Johnson, Harvey H. (1808–1896), US-amerikanischer Politiker
- Johnson, Hassan (* 1976), US-amerikanischer Schauspieler
- Johnson, Helene (1906–1995), US-amerikanische Lyrikerin
- Johnson, Henry (1783–1864), US-amerikanischer Politiker
- Johnson, Henry (1892–1929), US-amerikanischer Soldat
- Johnson, Henry (1908–1974), US-amerikanischer Bluesmusiker
- Johnson, Henry (* 1954), amerikanischer Jazzmusiker
- Johnson, Henry U. (1850–1939), US-amerikanischer Politiker
- Johnson, Herman E. (1909–1975), US-amerikanischer Country-Blues-Musiker
- Johnson, Herschel Vespasian (1812–1880), US-amerikanischer Politiker und Gouverneur von Georgia
- Johnson, Hewlett (1874–1966), britischer Geistlicher, Dekan von Canterbury
- Johnson, Hilary R. W. (1837–1901), liberianischer Politiker, zehnter Präsident von Liberia
- Johnson, Hilde Frafjord (* 1963), norwegische christdemokratische Politikerin, Mitglied des Storting
- Johnson, Hiram (1866–1945), US-amerikanischer Politiker
- Johnson, Holly (* 1960), britischer Sänger, Songschreiber und MalerHolly Johnson (* 1960)

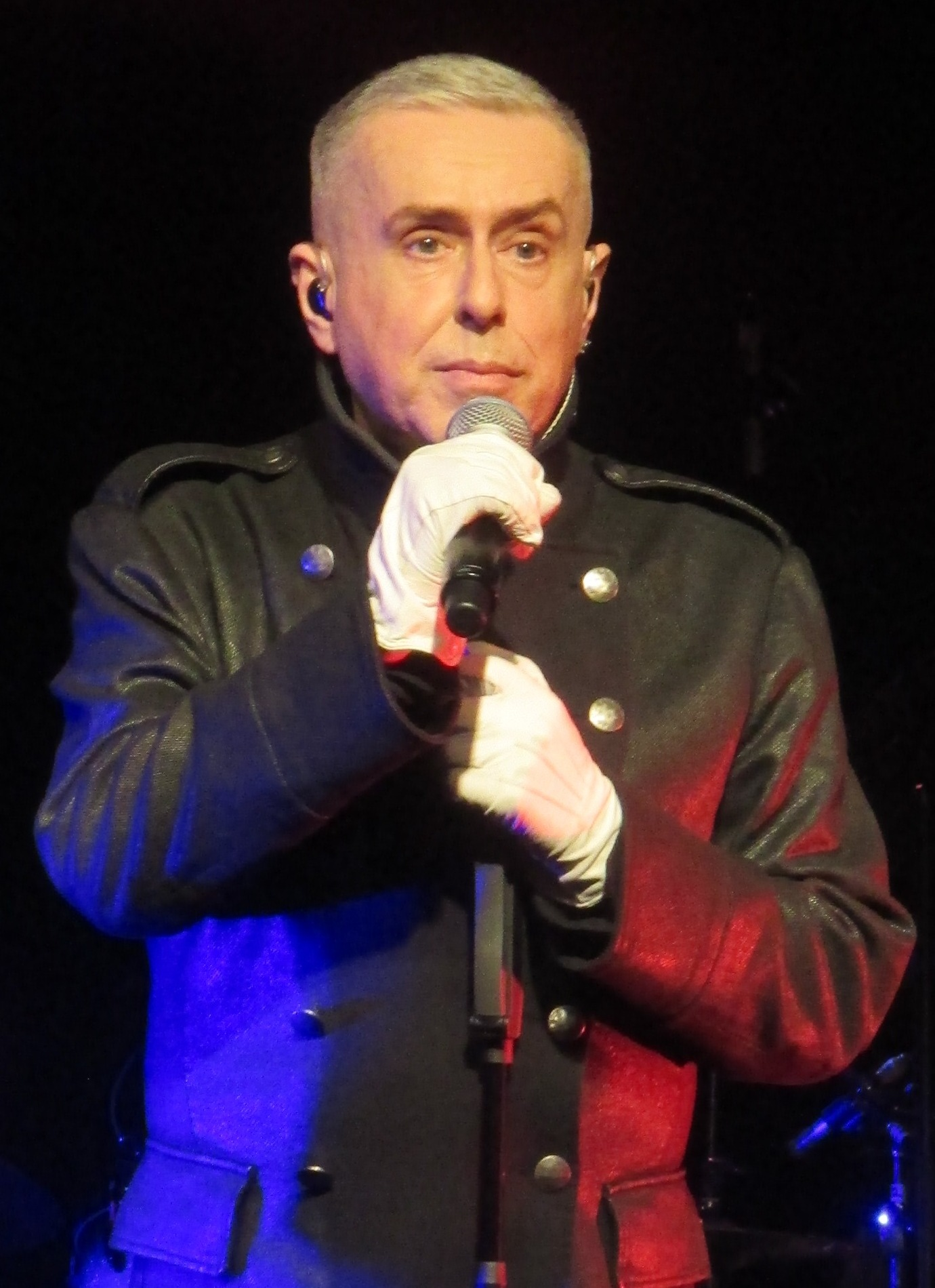
Holly Johnson (* 1960)

- Johnson, Howard (1887–1941), US-amerikanischer Songwriter
- Johnson, Howard (1905–1991), US-amerikanischer Jazzmusiker (Altsaxofonist)
- Johnson, Howard (1941–2021), US-amerikanischer Jazzsaxophonist und Tubist
- Johnson, Howard Deering (1897–1972), US-amerikanischer Gastronom und Gründer der Howard Johnson’s Hotel- und Restaurantkette
- Johnson, Hoyt (1935–1989), US-amerikanischer Country- und Rockabilly-Musiker
- Johnson, Hugh (* 1939), britischer Weinkritiker
- Johnson, Hugh (1946–2015), irischer Kameramann und Filmregisseur
- Johnson, Hugh S. (1882–1942), US-amerikanischer General
- Johnson, Hugo (1908–1983), schwedischer Segler
- Johnson, Hunter (* 1994), US-amerikanischer Tennisspieler

###### Johnson, I
- Johnson, Ian, kanadischer Badmintonspieler
- Johnson, Irving McClure (1905–1991), US-amerikanischer Autor
- Johnson, Isaac (1803–1853), US-amerikanischer Politiker
- Johnson, Isaac (1811–1911), Erfinder des Klinker

###### Johnson, J
- Johnson, J. J. (1924–2001), US-amerikanischer Komponist und Jazz-Musiker (Posaune, Komposition, Arrangement)
- Johnson, J. Leroy (1888–1961), US-amerikanischer Politiker
- Johnson, J. McMillan (1912–1990), US-amerikanischer Artdirector, Szenenbildner und Filmtechniker
- Johnson, J. Quinton (* 1994), US-amerikanischer Sänger und Schauspieler
- Johnson, Jack (1878–1946), US-amerikanischer Boxer
- Johnson, Jack (* 1975), US-amerikanischer Surfer, Filmregisseur und Musiker
- Johnson, Jack (* 1987), US-amerikanischer Eishockeyspieler
- Johnson, Jack (* 1987), US-amerikanischer Filmschauspieler und Musiker
- Johnson, Jacob (1847–1925), US-amerikanischer Politiker
- Johnson, Jade (* 1980), englische Leichtathletin (Weitsprung)
- Johnson, Jake (* 1978), US-amerikanischer SchauspielerJake Johnson (* 1978)

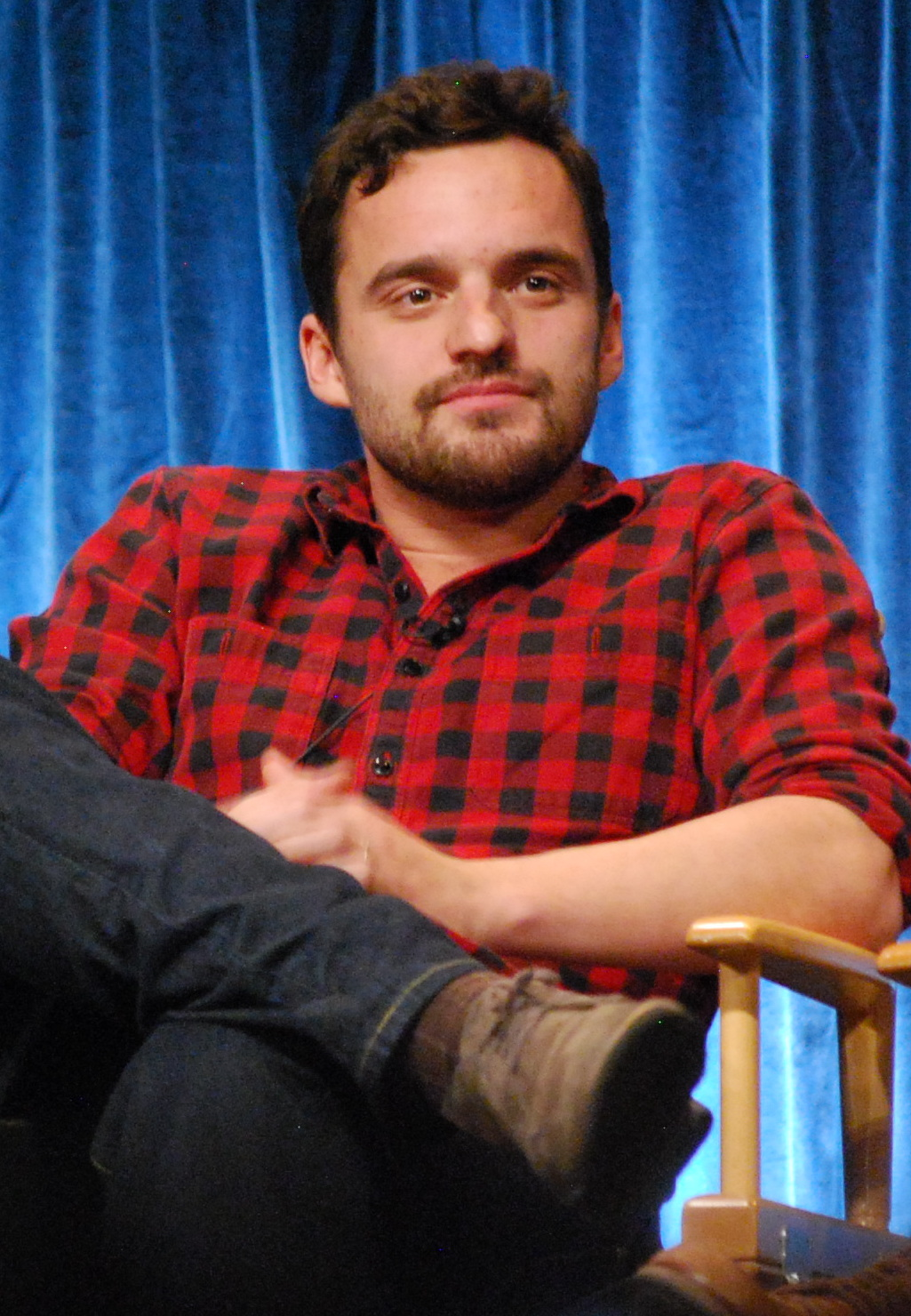
Jake Johnson (* 1978)

- Johnson, Jakob (* 1994), deutscher American-Football-Spieler
- Johnson, Jalen (* 2001), US-amerikanischer Basketballspieler
- Johnson, James (1774–1826), US-amerikanischer Politiker
- Johnson, James († 1825), US-amerikanischer Politiker
- Johnson, James (1811–1891), US-amerikanischer Politiker und provisorischer Gouverneur von Georgia im Jahr 1865
- Johnson, James (1855–1929), kanadischer Politiker (Manitoba)
- Johnson, James, US-amerikanischer Sprinter
- Johnson, James (* 1987), US-amerikanischer Basketballspieler
- Johnson, James Augustus (1829–1896), US-amerikanischer Politiker
- Johnson, James Edgar (1915–2001), englischer PilotJames Edgar Johnson (1915–2001)

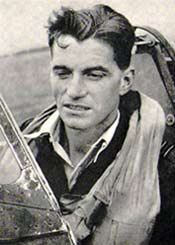
James Edgar Johnson (1915–2001)

- Johnson, James H. (1875–1921), britischer Eiskunstläufer
- Johnson, James H. (1929–2008), US-amerikanischer Offizier, Generalmajor der US-Army
- Johnson, James H. junior (1937–2023), US-amerikanischer Offizier, Generalleutnant der US-Army
- Johnson, James Hutchins (1802–1887), US-amerikanischer Politiker
- Johnson, James Leeper (1818–1877), US-amerikanischer Politiker
- Johnson, James P. (1894–1955), US-amerikanischer Pianist und Komponist
- Johnson, James Paul (1930–2023), US-amerikanischer Politiker
- Johnson, James Weldon (1871–1938), US-amerikanischer Schriftsteller, Diplomat, Kritiker, Zeitungsgründer und -herausgeber
- Johnson, Jamie (* 1979), US-amerikanischer Regisseur
- Johnson, Jamie (* 1982), kanadischer Eishockeyspieler
- Johnson, Jan (1950–2025), US-amerikanischer Stabhochspringer
- Johnson, Jane (* 1960), britische Autorin
- Johnson, Janique (* 1991), deutsch-US-amerikanische Moderatorin
- Johnson, Jason (* 1977), US-amerikanisch-österreichischer Basketballspieler
- Johnson, Jason (* 1979), US-amerikanischer ehemaliger American-Football- bzw. Canadian Football-Spieler
- Johnson, Jay (1928–1954), US-amerikanischer Bigband-Sänger
- Johnson, Jay L. (* 1946), US-amerikanischer Marineoffizier, Admiral der US Navy, Chief of Naval Operations (1996–2000)
- Johnson, Jay W. (1943–2009), US-amerikanischer Politiker
- Johnson, Jaylon (* 1999), US-amerikanischer American-Football-Spieler
- Johnson, Jaymar (* 1984), US-amerikanischer American-Football-Spieler
- Johnson, Jed junior (1939–1993), US-amerikanischer Politiker
- Johnson, Jed senior (1888–1963), US-amerikanischer Politiker
- Johnson, Jef Lee (1958–2013), US-amerikanischer Gitarrist und Sänger
- Johnson, Jeff (1942–2010), US-amerikanischer Country- und Rockabilly-Musiker
- Johnson, Jeff (* 1954), US-amerikanischer Jazz-Bassist
- Johnson, Jeffery Thomas, US-amerikanischer Schauspieler
- Johnson, Jeffrey (* 1970), US-amerikanischer Schauspieler
- Johnson, Jeh (* 1957), US-amerikanischer Politiker
- Johnson, Jemal (* 1985), US-amerikanischer Fußballspieler
- Johnson, Jenna (* 1967), US-amerikanische Schwimmerin
- Johnson, Jermaine, Filmproduzent
- Johnson, Jermaine (* 1999), US-amerikanischer American-Football-Spieler
- Johnson, Jerome L. (* 1935), US-amerikanischer Admiral der US Navy
- Johnson, Jeromus (1775–1846), US-amerikanischer Politiker
- Johnson, Jerry Jamar (* 1982), kasachisch-amerikanischer Basketballspieler
- Johnson, Jervis (* 1959), britischer Spieleentwickler
- Johnson, Jesse (* 1960), US-amerikanischer Gitarrist
- Johnson, Jesse V. (* 1971), britischer Stuntman, Filmregisseur und Drehbuchautor
- Johnson, Jessica (* 1981), britische Schauspielerin
- Johnson, Jill (* 1973), schwedische Countrysängerin
- Johnson, Jim (* 1962), US-amerikanischer Eishockeyspieler und -trainer
- Johnson, Jimmie (* 1975), US-amerikanischer RennfahrerJimmie Johnson (* 1975)

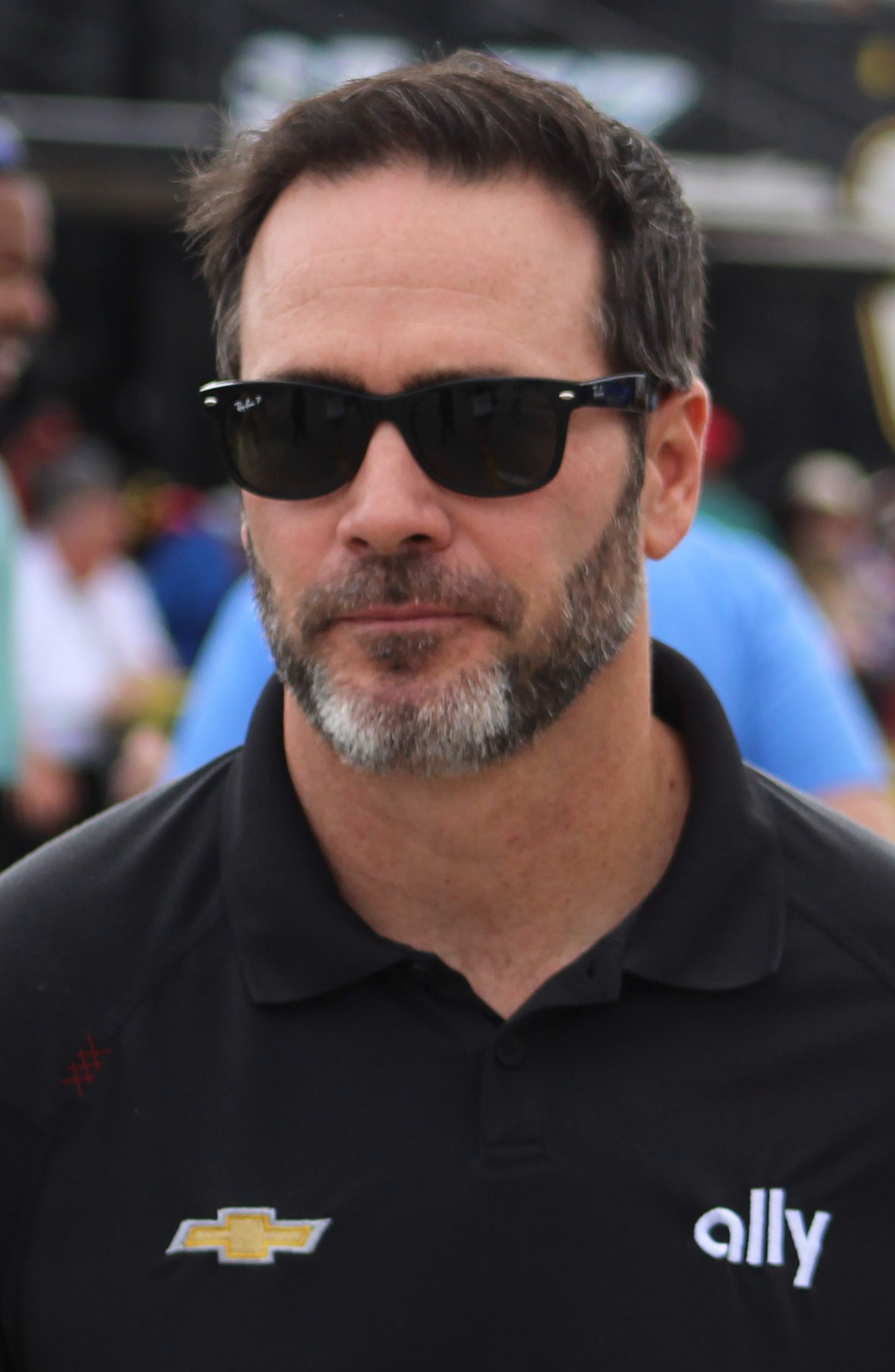
Jimmie Johnson (* 1975)

- Johnson, Jimmy, US-amerikanischer Rockabilly-Musiker
- Johnson, Jimmy (1928–2022), amerikanischer Blues-Gitarrist und Sänger
- Johnson, Jimmy (1938–2024), US-amerikanischer American-Football-Spieler
- Johnson, Jimmy (1943–2019), US-amerikanischer Gitarrist
- Johnson, Jimmy (* 1943), US-amerikanischer American-Football-TrainerJimmy Johnson (* 1943)

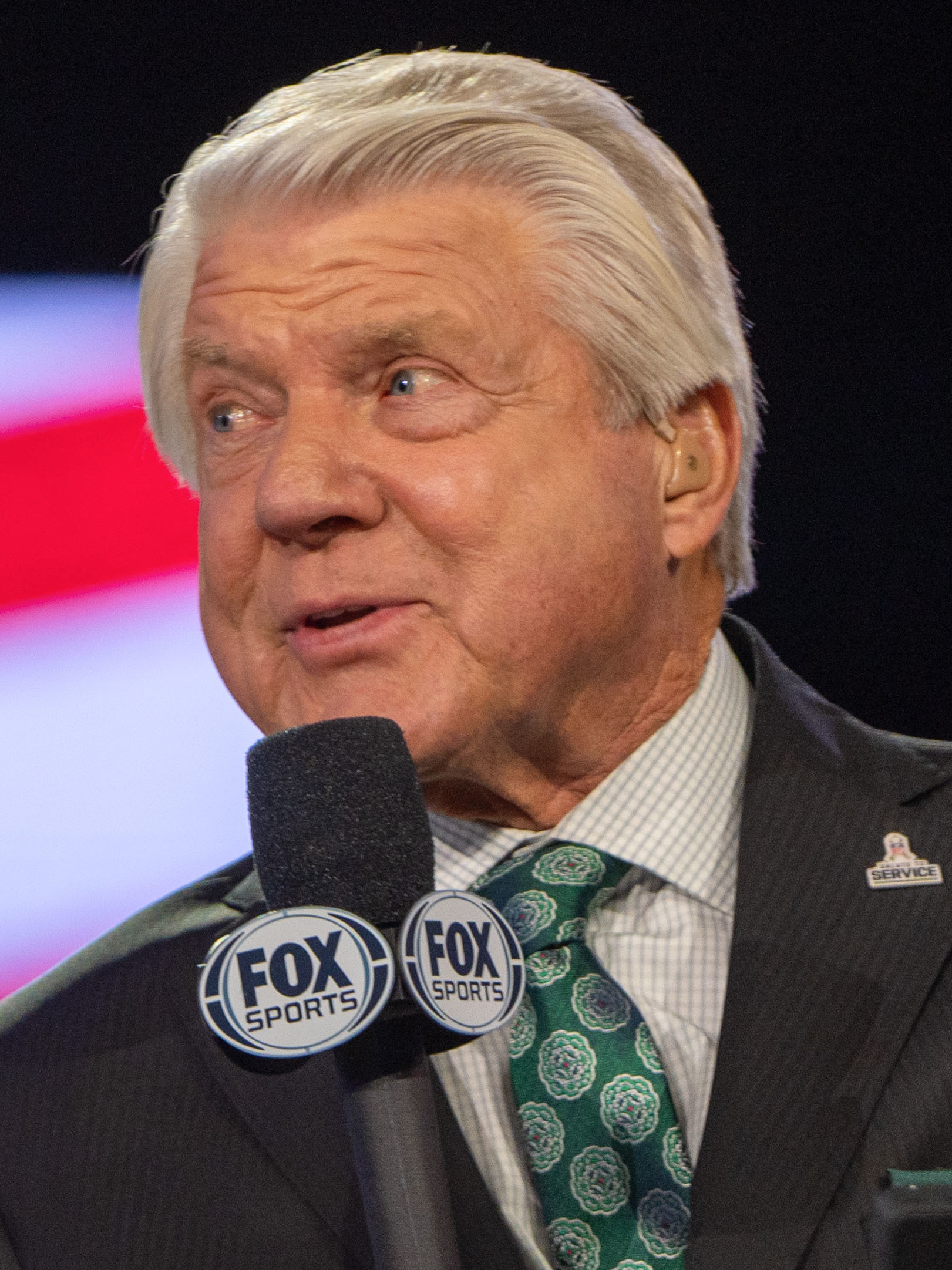
Jimmy Johnson (* 1943)

- Johnson, Jinson (* 1991), indischer Mittelstreckenläufer
- Johnson, Jo (* 1971), britischer Politiker (Conservative Party)
- Johnson, Joanna (* 1961), US-amerikanische Schauspielerin und Drehbuchautorin
- Johnson, Joe (* 1952), englischer Snookerspieler
- Johnson, Joe (* 1981), US-amerikanischer Basketballspieler
- Johnson, Joe Lee (1929–2005), US-amerikanischer NASCAR-Rennfahrer
- Johnson, John († 1594), englischer Lautenist und Komponist
- Johnson, John (1805–1867), irisch-amerikanischer Politiker
- Johnson, John (* 1959), US-amerikanischer Basketballspieler
- Johnson, John Albert (1861–1909), US-amerikanischer Politiker
- Johnson, John Asher, US-amerikanischer Astronom und Astrophysiker
- Johnson, John Bertrand (1887–1970), schwedisch-amerikanischer Physiker
- Johnson, John D. (* 1952), US-amerikanischer Offizier, Generalleutnant der US-Army
- Johnson, John G. (1841–1917), US-amerikanischer Jurist und Kunstsammler
- Johnson, John H. (1918–2005), US-amerikanischer Medienunternehmer
- Johnson, John Henry (1929–2011), US-amerikanischer American-Football-Spieler
- Johnson, John III (* 1995), US-amerikanischer Footballspieler
- Johnson, John Jeremiah (1824–1900), US-amerikanischer Trapper, Pelzhändler und AbenteurerJohn Jeremiah Johnson (1824–1900)

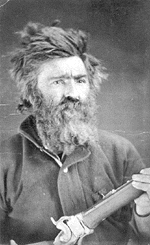
John Jeremiah Johnson (1824–1900)

- Johnson, John Mercer (1818–1868), kanadischer Politiker
- Johnson, John Michael (* 1968), US-amerikanischer Boxer im Bantamgewicht
- Johnson, John Neely (1825–1872), US-amerikanischer Jurist und Politiker
- Johnson, John S. (1873–1934), US-amerikanischer Radrennfahrer
- Johnson, John Telemachus (1788–1856), US-amerikanischer Politiker
- Johnson, John William Fordham (1866–1938), kanadischer Manager, Vizegouverneur von British Columbia
- Johnson, Johnnie (1924–2005), US-amerikanischer Musiker und Komponist
- Johnson, Johnny (1921–2022), britischer Pilot, Offizier der Luftwaffe, Lehrer und Kommunalpolitiker
- Johnson, Jon (* 1954), US-amerikanischer Tontechniker
- Johnson, Jonathan (* 1976), niederländischer Politiker und gezaghebber Sabas
- Johnson, Jon’Vea (* 1995), US-amerikanischer American-Football-Spieler und Canadian-Football-Spieler
- Johnson, Joseph (1785–1877), US-amerikanischer Politiker und Gouverneur des Bundesstaates Virginia (1852–1856)
- Johnson, Joseph B. (1893–1986), schwedisch-US-amerikanischer Politiker und Gouverneur des Bundesstaates Vermont (1955–1959)
- Johnson, Joseph T. (1858–1919), US-amerikanischer Politiker
- Johnson, Josephine (1910–1990), US-amerikanische Autorin und Pulitzer-Preisträgerin
- Johnson, Josh, US-amerikanischer Jazzmusiker (Saxophon, Keyboard)
- Johnson, Joshua J (* 1976), US-amerikanischer Sprinter
- Johnson, Josie (* 2006), US-amerikanische Skispringerin
- Johnson, Jotham (1905–1967), US-amerikanischer Klassischer Archäologe
- Johnson, Joyce (* 1935), US-amerikanische Schriftstellerin
- Johnson, Joyce F. (* 1922), US-amerikanische Organistin und Pianistin
- Johnson, Julie (* 1966), US-amerikanische Politikerin
- Johnson, Justin Cale (* 1971), US-amerikanischer Altorientalist
- Johnson, Juwan (* 1996), US-amerikanischer American-Football-Spieler

###### Johnson, K
- Johnson, Kaj (* 1984), kanadischer Naturbahnrodler
- Johnson, Kannard (* 1965), US-amerikanischer Basketballspieler
- Johnson, Karl (* 1948), britischer Schauspieler
- Johnson, Karl M. (1929–2023), US-amerikanischer Virologe
- Johnson, Kate Lang (* 1984), US-amerikanische Schauspielerin und ehemaliges Model
- Johnson, Katherine (1918–2020), US-amerikanische Mathematikerin afroamerikanischer AbstammungKatherine Johnson (1918–2020)

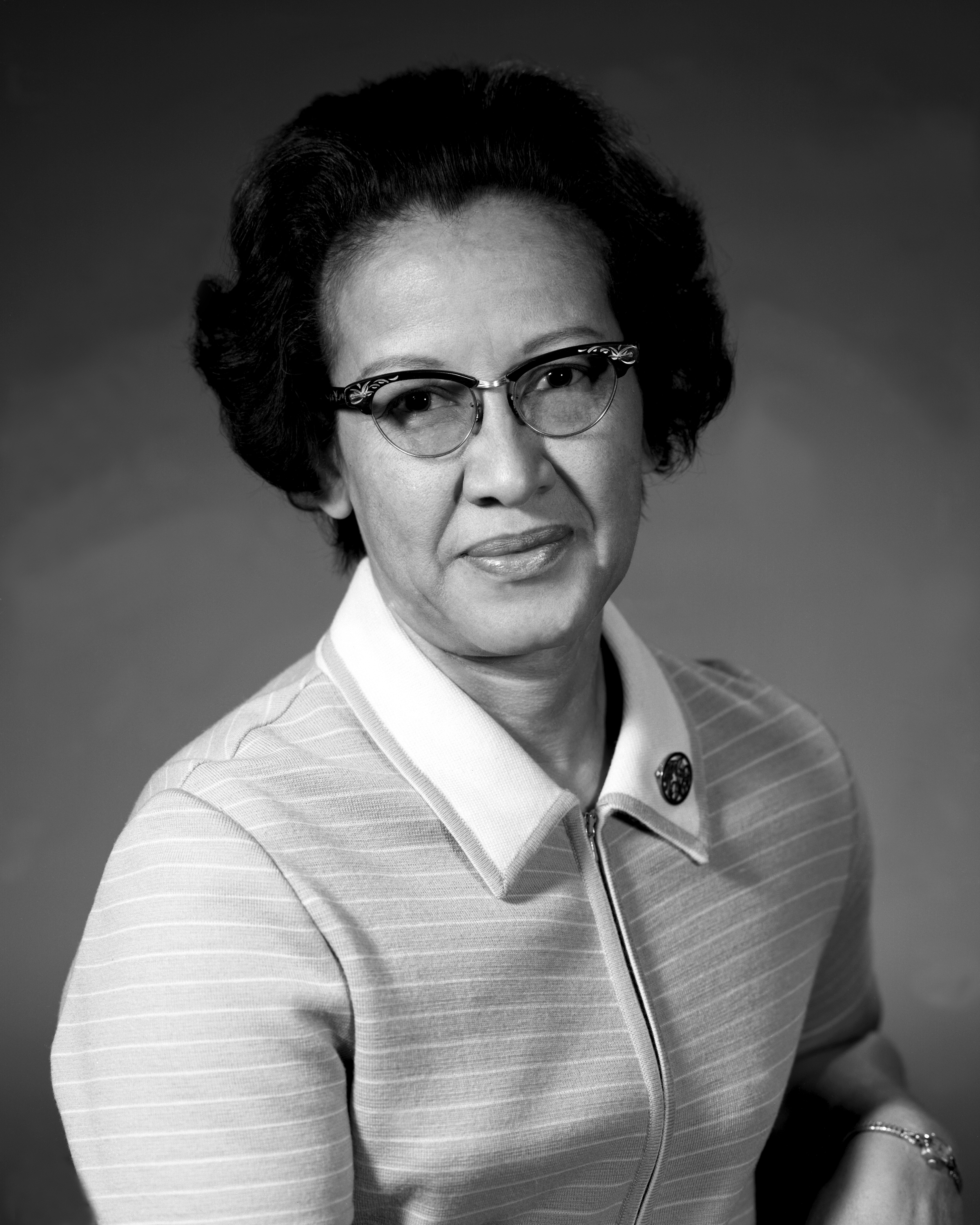
Katherine Johnson (1918–2020)

- Johnson, Katherine (* 1978), US-amerikanische Ruderin
- Johnson, Katie (1878–1957), britische Schauspielerin
- Johnson, Katie (* 1994), US-amerikanisch-mexikanische Fußballspielerin
- Johnson, Kay (1904–1975), US-amerikanische Schauspielerin
- Johnson, Keean (* 1996), US-amerikanischer Schauspieler
- Johnson, Keen (1896–1970), US-amerikanischer Politiker
- Johnson, Keg (1908–1967), US-amerikanischer Jazz-Posaunist
- Johnson, Keith (1921–2009), jamaikanischer Diplomat
- Johnson, Keith (1942–2020), US-amerikanischer Jazz/Blues/Rocktrompeter und -pianist
- Johnson, Kejuan (* 1985), US-amerikanischer Basketballspieler
- Johnson, Keldon (* 1999), US-amerikanischer Basketballspieler
- Johnson, Kelly (1958–2007), britische Rockmusikerin
- Johnson, Ken (1914–1941), britischer Musiker, Tänzer und Swing-Bandleader
- Johnson, Ken (* 1978), US-amerikanischer Basketballspieler
- Johnson, Kendall (* 1991), US-amerikanische Fußballspielerin
- Johnson, Kendrick (* 1975), US-amerikanischer Basketballspieler
- Johnson, Kenneth (1928–2015), britischer Hindernisläufer
- Johnson, Kenneth (* 1942), US-amerikanischer Drehbuchautor, Film- und Fernsehregisseur sowie -produzent
- Johnson, Kenneth A. (1931–1999), US-amerikanischer theoretischer Physiker
- Johnson, Kenneth L. (1925–2015), britischer Ingenieur
- Johnson, Kenny (* 1963), US-amerikanischer SchauspielerKenny Johnson (* 1963)

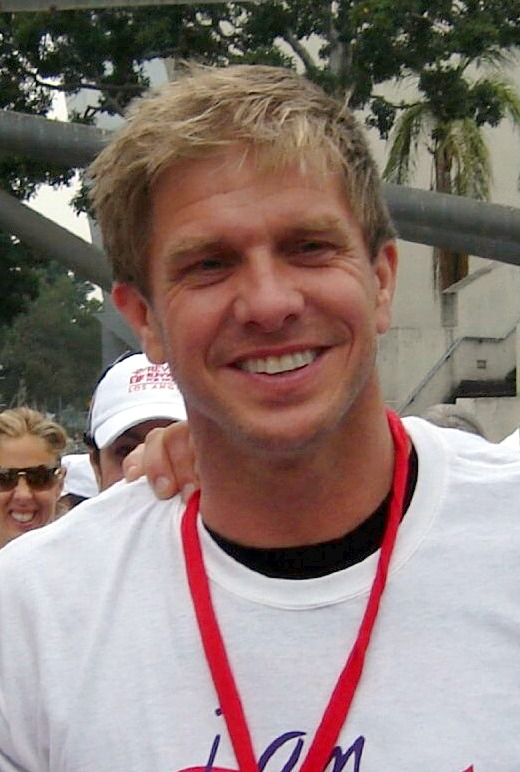
Kenny Johnson (* 1963)

- Johnson, Kent (* 2002), kanadischer Eishockeyspieler
- Johnson, Kerry (* 1963), australische Sprinterin
- Johnson, Kevin (* 1942), australischer Sänger/Songwriter
- Johnson, Kevin (* 1966), US-amerikanischer Basketballspieler und Politiker
- Johnson, Kevin (* 1979), US-amerikanischer Schwergewichtsboxer
- Johnson, Keyshawn (* 1972), US-amerikanischer Footballspieler
- Johnson, Kibwe (* 1981), US-amerikanischer Hammerwerfer
- Johnson, Kij (* 1961), US-amerikanische Science-Fiction-Autorin
- Johnson, Kirk (* 1972), kanadischer Schwergewichtsboxer
- Johnson, Kirsten (* 1965), US-amerikanische Kamerafrau, Filmproduzentin, Filmregisseurin und Drehbuchautorin von Dokumentarfilmen
- Johnson, Kristina M. (* 1957), US-amerikanische Ingenieurin, Kanzlerin und Präsidentin der State University of New York

###### Johnson, L
- Johnson, Lady Bird (1912–2007), US-amerikanische First LadyLady Bird Johnson (1912–2007)

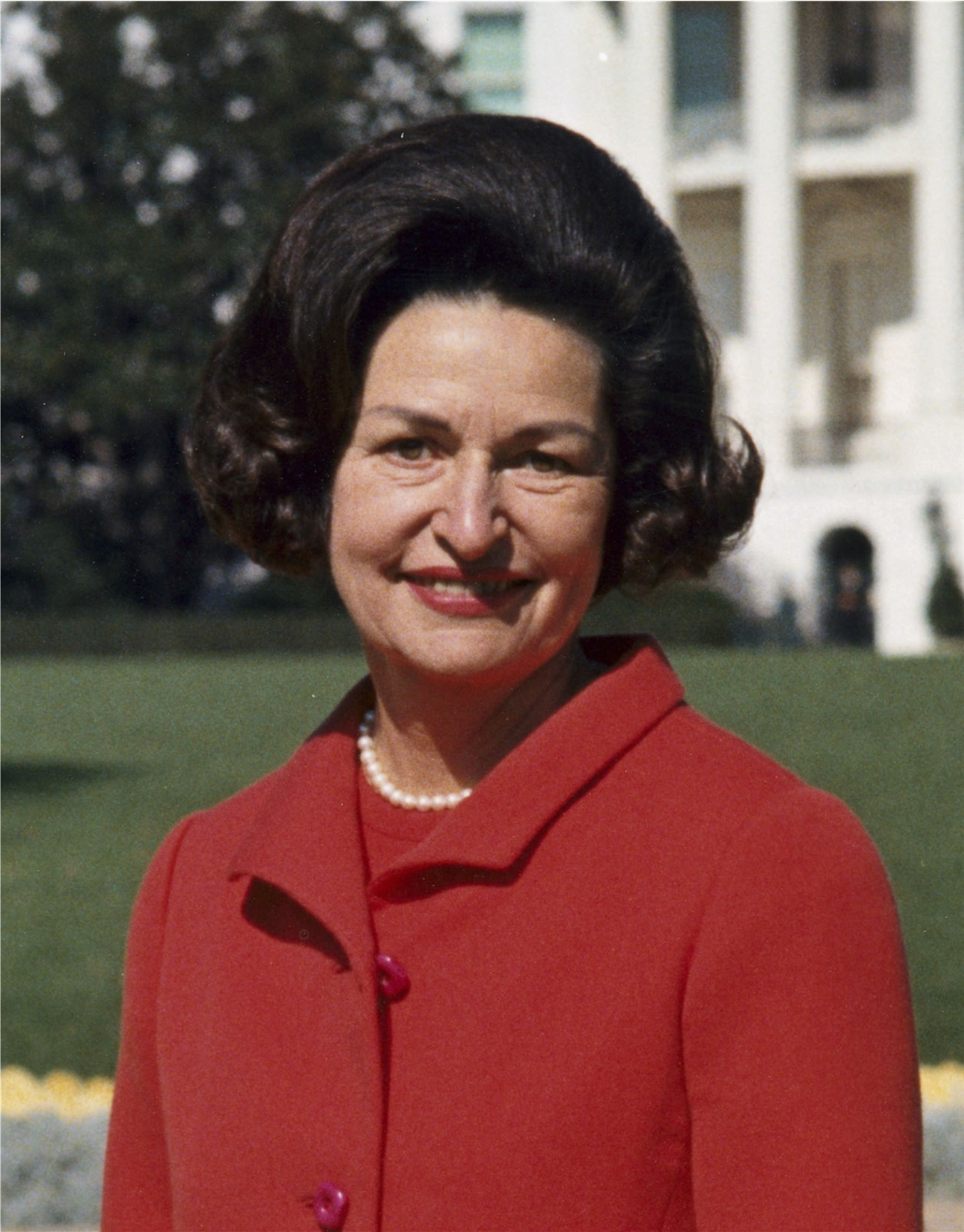
Lady Bird Johnson (1912–2007)

- Johnson, Lamar (* 1994), kanadischer Tänzer und Film- und Fernsehschauspieler
- Johnson, Lamont (1922–2010), US-amerikanischer Regisseur und Schauspieler
- Johnson, LaMont (1941–1999), US-amerikanischer Musiker
- Johnson, Lane (* 1990), US-amerikanischer American-Football-Spieler
- Johnson, Larry (1947–2010), US-amerikanischer Film- und Musikproduzent
- Johnson, Larry (* 1969), US-amerikanischer Basketballspieler
- Johnson, Laura (* 1957), US-amerikanische SchauspielerinLaura Johnson (* 1957)

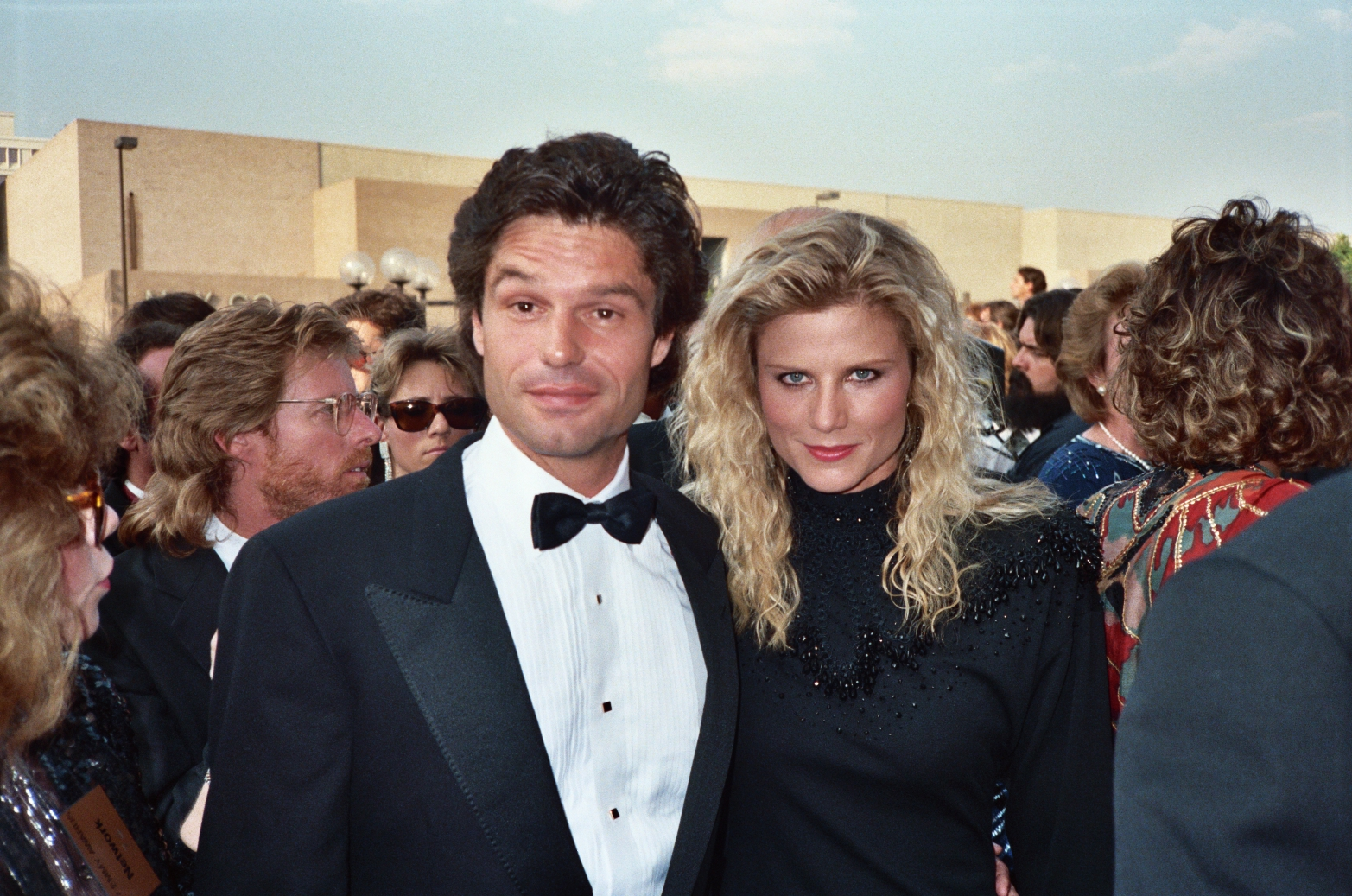
Laura Johnson (* 1957)

- Johnson, Laurie (1927–2024), britischer Komponist
- Johnson, Lawrence (* 1974), US-amerikanischer Leichtathlet
- Johnson, Lawrence Alexander Sidney (1925–1997), australischer Botaniker
- Johnson, Leavander (1969–2005), US-amerikanischer Boxer
- Johnson, Lee (1930–2009), US-amerikanischer Jurist, Offizier und Politiker
- Johnson, Lee (* 1981), schottischer Fußballspieler und -trainer
- Johnson, Lem (1909–1989), US-amerikanischer Jazz- und Rhythm-and-Blues-Musiker (Tenorsaxophon, Klarinette und Gesang)
- Johnson, Lennie (* 1953), deutsche Schauspielerin
- Johnson, Lenworth, antiguanischer Jurist und Politiker
- Johnson, Léon (1876–1943), französischer Sportschütze
- Johnson, Leslie (1912–1959), britischer Rennfahrer
- Johnson, Leslie Wilson (1916–2000), australischer Diplomat
- Johnson, Lester (1901–1975), US-amerikanischer Politiker
- Johnson, Lexi (* 1992), US-amerikanische Schauspielerin und Model
- Johnson, Lia Marie (* 1996), US-amerikanische Schauspielerin, Sängerin und Webvideoproduzentin
- Johnson, Lil (* 1900), US-amerikanische Bluessängerin
- Johnson, Lilian (1923–2005), gambische Pädagogin, Kolumnistin und Politikerin
- Johnson, Lindsay (* 1980), englische Fußballspielerin
- Johnson, Linton Kwesi (* 1952), britischer Dichter und Reggae-MusikerLinton Kwesi Johnson (* 1952)

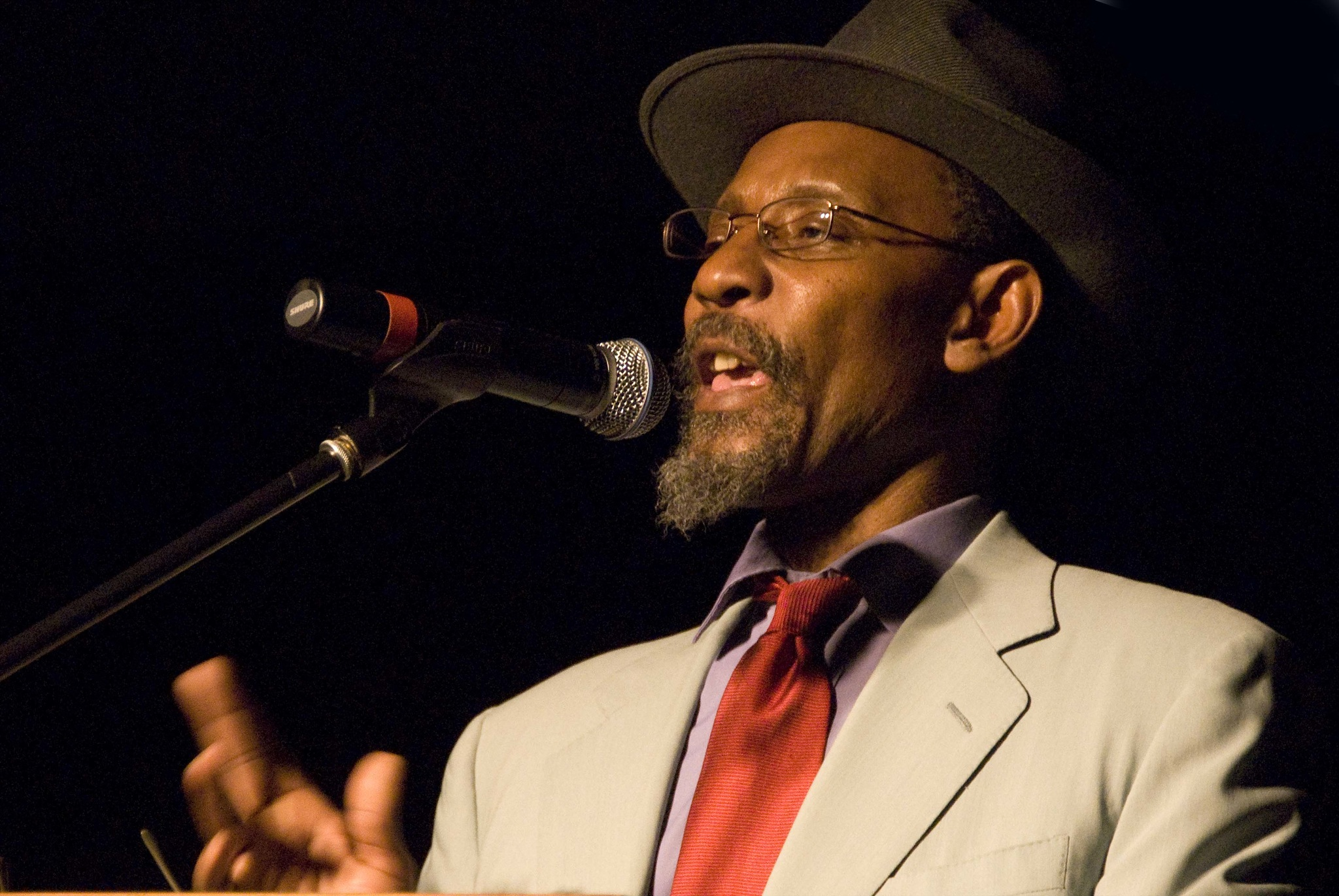
Linton Kwesi Johnson (* 1952)

- Johnson, Lionel (1867–1902), englischer Dichter und Literaturkritiker
- Johnson, Liza (* 1970), US-amerikanische Filmregisseurin und Drehbuchautorin
- Johnson, Lonnie (1899–1970), US-amerikanischer Blues- und Jazzmusiker
- Johnson, Louis A. (1891–1966), US-amerikanischer Rechtsanwalt und Politiker
- Johnson, Louisa (* 1998), britische Sängerin
- Johnson, Louise (1940–2012), britische Biochemikerin
- Johnson, Luis (1887–1929), chilenischer Maler
- Johnson, Luke (* 1994), britischer Tennisspieler
- Johnson, Luke (* 1994), US-amerikanischer Eishockeyspieler
- Johnson, Luke Timothy (* 1943), amerikanischer katholischer Neutestamentler
- Johnson, Lulu (1907–1995), US-amerikanische Historikerin
- Johnson, Luther (1939–2022), US-amerikanischer Bluessänger und -gitarrist
- Johnson, Luther Alexander (1875–1965), US-amerikanischer Jurist und Politiker
- Johnson, Lyndon B. (1908–1973), US-amerikanischer Politiker, 36. Präsident der USA (1963–1969)Lyndon B. Johnson (1908–1973)
- Johnson, Lynn, Maskenbildnerin

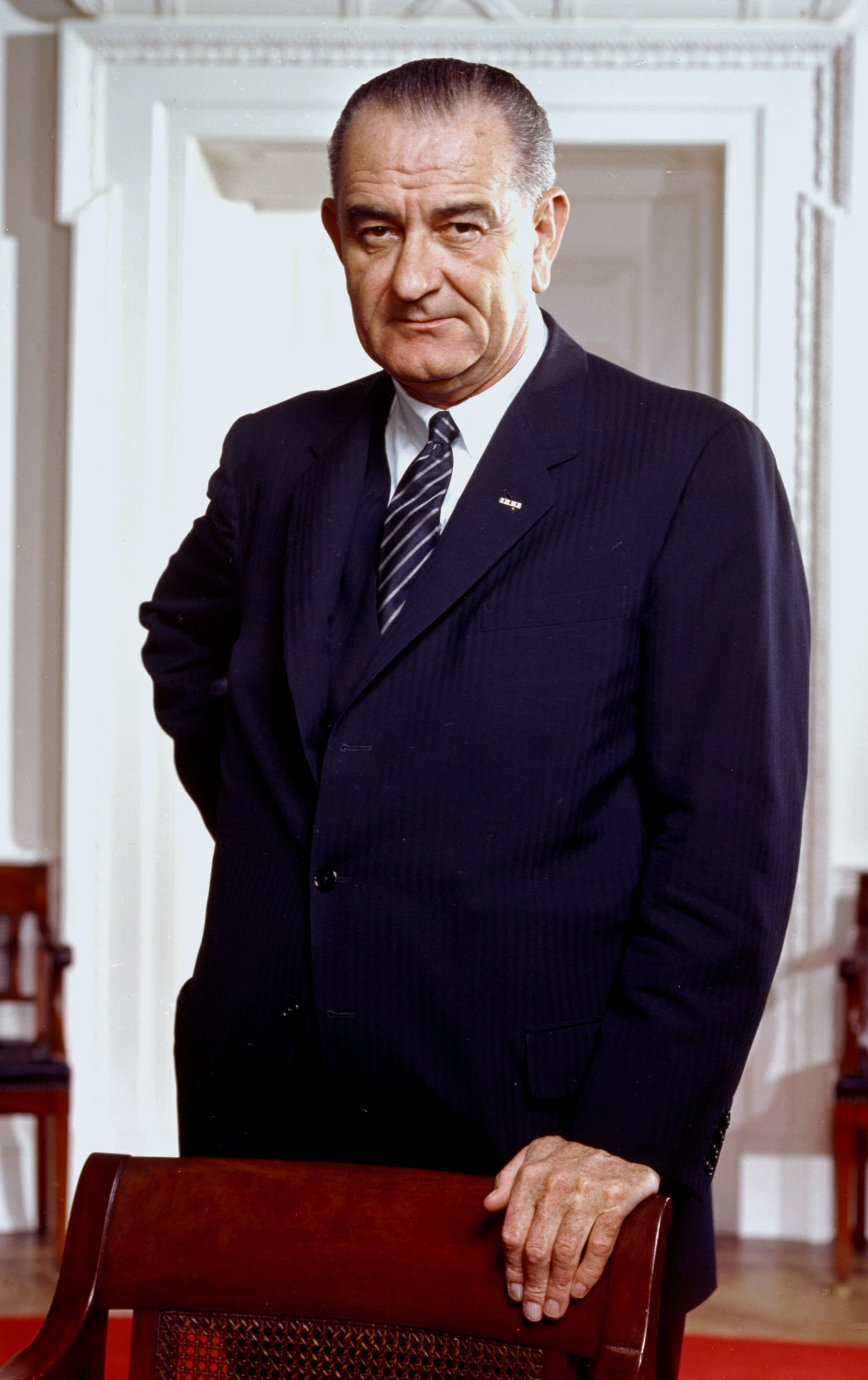
Lyndon B. Johnson (1908–1973)

- Johnson, Lynn-Holly (* 1958), US-amerikanische Eiskunstläuferin und Schauspielerin

###### Johnson, M
- Johnson, Magic (* 1959), US-amerikanischer Basketballspieler
- Johnson, Magnus (1871–1936), US-amerikanischer Politiker
- Johnson, Malte (1910–2003), schwedischer Jazz- und Unterhaltungsmusiker (Saxophon) und Orchesterleiter
- Johnson, Manzie (1906–1971), US-amerikanischer Jazz-Schlagzeuger
- Johnson, Marc (* 1953), US-amerikanischer Jazz-Bassist
- Johnson, Marc (* 1971), US-amerikanischer Boxer
- Johnson, Marcia K. (* 1943), US-amerikanische Psychologin
- Johnson, Margaret (1919–1939), US-amerikanische Jazzpianistin
- Johnson, Marietta (1864–1938), US-amerikanische Reformpädagogin
- Johnson, Marion Lee, US-amerikanische Mathematikerin
- Johnson, Mark (* 1945), US-amerikanischer FilmproduzentMark Johnson (* 1945)

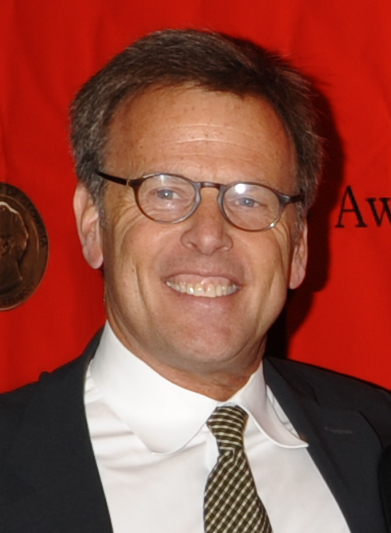
Mark Johnson (* 1945)

- Johnson, Mark (* 1957), US-amerikanischer Eishockeyspieler und -trainer
- Johnson, Mark (* 1987), US-amerikanischer Biathlet
- Johnson, Mark Steven (* 1964), US-amerikanischer Drehbuchautor, Filmproduzent und Filmregisseur
- Johnson, Marlene (* 1946), US-amerikanische Politikerin
- Johnson, Marques (* 1956), US-amerikanischer Basketballspieler
- Johnson, Marsha P. (1945–1992), US-amerikanische Drag Queen und LGBT-Aktivistin
- Johnson, Martin (* 1970), englischer Rugby-Union-Spieler und Trainer
- Johnson, Martin Michael (1899–1975), kanadischer römisch-katholischer Geistlicher, Bischof von Nelson, Erzbischof von Vancouver
- Johnson, Martin N. (1850–1909), US-amerikanischer Politiker (Republikanische Partei)
- Johnson, Marv (1938–1993), US-amerikanischer Rhythm-and-Blues- und Soulsänger
- Johnson, Marvin (* 1954), US-amerikanischer Boxer
- Johnson, Mary (1896–1975), schwedische Schauspielerin
- Johnson, Mary († 1970), US-amerikanische Bluessängerin
- Johnson, Matilda (* 1958), gambische Bibliothekarin und Schriftstellerin
- Johnson, Matt (* 1961), britischer Musiker
- Johnson, Matt (* 1975), kanadischer Eishockeyspieler
- Johnson, Matt, kanadischer Regisseur, Drehbuchautor und SchauspielerMatt Johnson

Matt Johnson

- Johnson, Matt, US-amerikanischer American-Football-Trainer und ehemaliger -Spieler auf der Position des Quarterback
- Johnson, Matthew S. (* 1966), US-amerikanischer Atmosphärenphysiker
- Johnson, Maureen (* 1973), US-amerikanische Schriftstellerin
- Johnson, Max (* 1990), US-amerikanischer Jazz-Bassist
- Johnson, Meg, US-amerikanische Dichterin, Tänzerin und Hochschullehrerin
- Johnson, Melodie (* 1943), US-amerikanische Schauspielerin und Autorin
- Johnson, Merline, US-amerikanische Bluessängerin
- Johnson, Micah († 2016), US-amerikanischer Polizistenmörder
- Johnson, Micaiah, US-amerikanische Science-Fiction-Schriftstellerin
- Johnson, Michael (1944–2017), US-amerikanischer Countrysänger, Songwriter und Gitarrist
- Johnson, Michael (* 1967), US-amerikanischer Sprinter und mehrfacher Olympiasieger
- Johnson, Michael (* 1988), englischer Fußballspieler
- Johnson, Michelle (* 1965), US-amerikanische Schauspielerin
- Johnson, Michelle D., US-amerikanische Offizierin, Generalleutnant der US Air Force
- Johnson, Mike, US-amerikanischer Regisseur, Produzent und Animator
- Johnson, Mike (* 1972), US-amerikanischer PolitikerMike Johnson (* 1972)

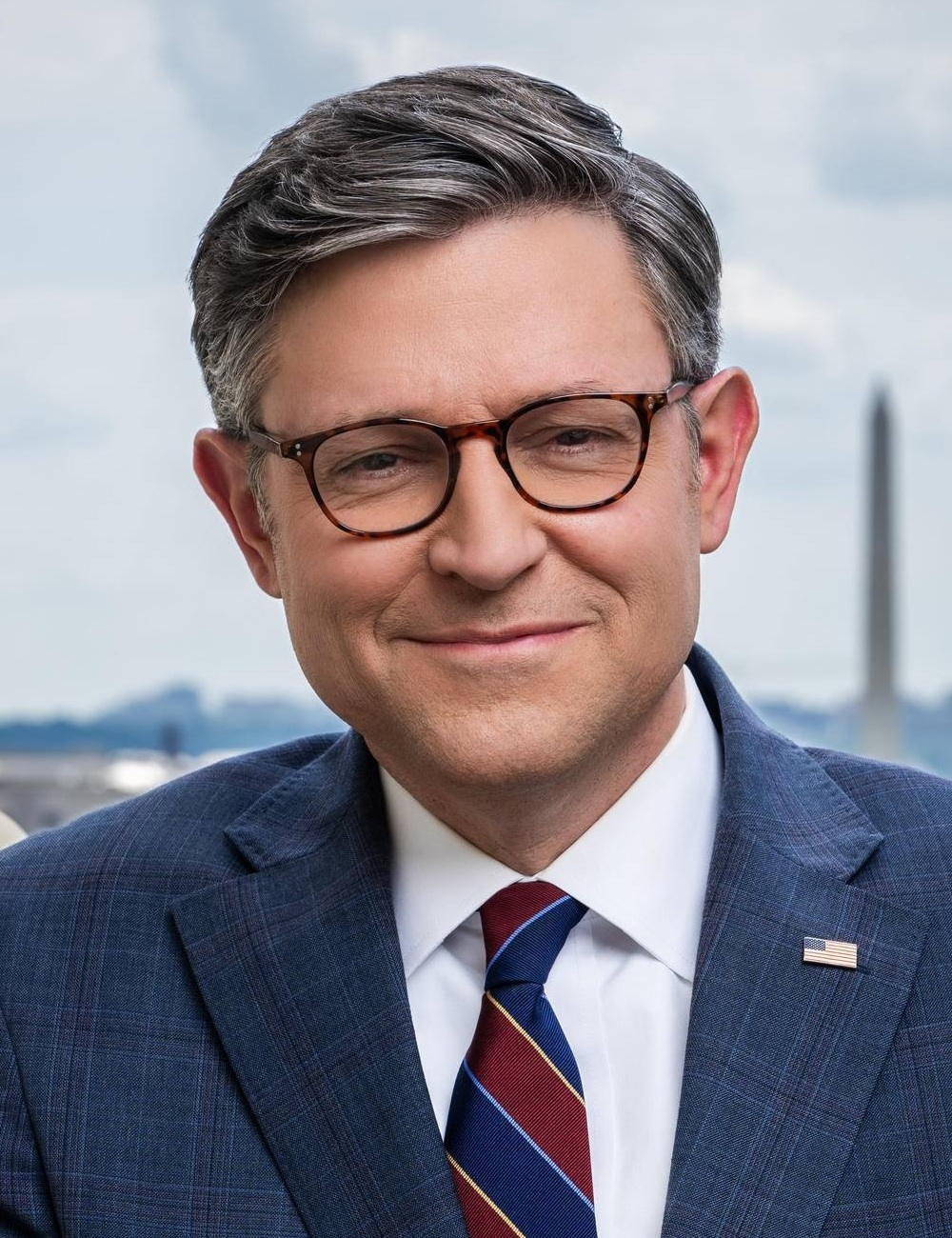
Mike Johnson (* 1972)

- Johnson, Mike (* 1974), kanadischer Eishockeyspieler
- Johnson, Mlungisi (* 1964), südafrikanischer Politiker; Präsident der ANCYL (1994–1996)
- Johnson, Moesha (* 1997), australische Schwimmerin
- Johnson, Molly (* 1959), kanadische Pop- und Jazzsängerin
- Johnson, Money (1918–1978), US-amerikanischer Jazz-Musiker
- Johnson, Monica (1946–2010), US-amerikanische Drehbuchautorin
- Johnson, Mordecai (1890–1976), US-amerikanischer Universitätspräsident, Theologe und Bürgerrechtler

###### Johnson, N
- Johnson, Nancy (1794–1890), amerikanische Erfinderin
- Johnson, Nancy (* 1935), US-amerikanische Politikerin
- Johnson, Nancy (* 1974), US-amerikanische Sportschützin
- Johnson, Nathan (* 1976), US-amerikanischer Filmkomponist und Musikproduzent
- Johnson, Nathaniel (1644–1712), englischer Politiker; Gouverneur der Province of Carolina
- Johnson, Nazeeh (* 1998), US-amerikanischer American-Football-Spieler
- Johnson, Nelson T. (1887–1954), US-amerikanischer Diplomat, Botschafter in der Republik China und Australien, Assistant Secretary of State
- Johnson, Nevil (1929–2006), britischer Politikwissenschaftler und Hochschullehrer
- Johnson, Nick (* 1985), kanadischer Eishockeyspieler
- Johnson, Nick (* 1992), US-amerikanischer Basketballspieler
- Johnson, Nicole (* 1975), kanadische Basketballspielerin
- Johnson, Noadiah (1795–1839), US-amerikanischer Jurist und Politiker
- Johnson, Noble (1881–1978), US-amerikanischer Schauspieler, Autor und ProduzentNoble Johnson (1881–1978)

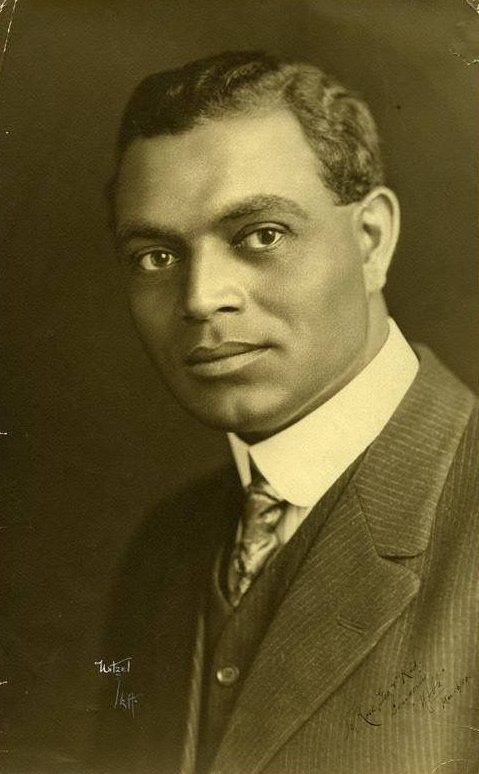
Noble Johnson (1881–1978)

- Johnson, Noble J. (1887–1968), US-amerikanischer Jurist und Politiker
- Johnson, Norman (1930–2017), US-amerikanischer Mathematiker
- Johnson, Nunnally (1897–1977), US-amerikanischer Drehbuchautor

###### Johnson, O
- Johnson, Oliver (1944–2002), amerikanischer Jazzschlagzeuger
- Johnson, Omar (* 1988), jamaikanischer Sprinter
- Johnson, Osa (1894–1953), amerikanische Abenteurerin und Dokumentarfilmerin
- Johnson, Osie (1923–1966), US-amerikanischer Jazzschlagzeuger
- Johnson, Owen (1878–1952), US-amerikanischer Journalist und Schriftsteller

###### Johnson, P
- Johnson, Paris Jr. (* 2001), US-amerikanischer American-Football-Spieler
- Johnson, Patricia (1929–2024), britische Sängerin mit der Stimmlage Mezzosopran
- Johnson, Patrick (* 1972), australischer Sprinter
- Johnson, Patrick (* 1993), US-amerikanischer Schauspieler
- Johnson, Paul, US-amerikanischer Skispringer
- Johnson, Paul (1928–2023), britischer Journalist, Historiker und Buchautor
- Johnson, Paul (1937–2016), US-amerikanischer Eishockeyspieler
- Johnson, Paul, kanadischer Badmintonspieler
- Johnson, Paul (* 1972), englischer Squashspieler
- Johnson, Paul (* 1983), US-amerikanischer Basketballspieler
- Johnson, Paul B. junior (1916–1985), US-amerikanischer Politiker
- Johnson, Paul B. senior (1880–1943), US-amerikanischer Politiker
- Johnson, Paul S. L. (1873–1950), US-amerikanischer Prediger und Gründer der Laien-Heim-Missionsbewegung
- Johnson, Paula (* 1957), US-amerikanische Triathletin
- Johnson, Perley B. (1798–1870), US-amerikanischer Politiker
- Johnson, Pete (1904–1967), US-amerikanischer Boogie Woogie-Pianist
- Johnson, Peter (* 1952), britischer Festkörperphysiker
- Johnson, Peter Bonu (1963–2019), gambischer Fußballspieler und Trainer
- Johnson, Peter Brierley (1925–2016), britischer Journalist
- Johnson, Philip (1818–1867), US-amerikanischer Politiker
- Johnson, Philip (1906–2005), US-amerikanischer Architekt und ArchitekturkritikerPhilip Johnson (1906–2005)

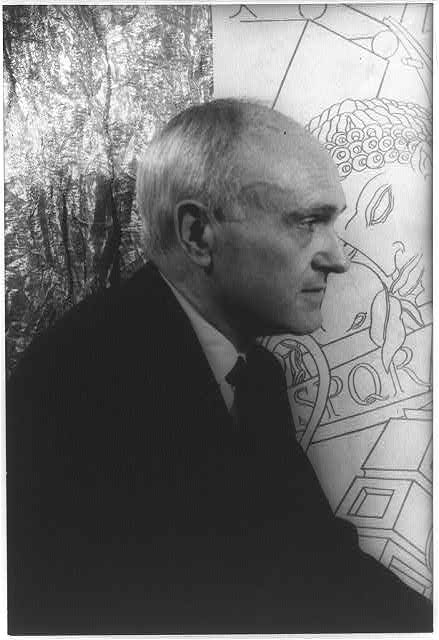
Philip Johnson (1906–2005)

- Johnson, Philip (* 1940), US-amerikanischer Ruderer
- Johnson, Philip C. (1795–1859), US-amerikanischer Geschäftsmann und Politiker
- Johnson, Phillip (1940–2019), US-amerikanischer Hochschullehrer, Rechtswissenschaftler und Autor
- Johnson, Phyllis (1886–1967), britische Eiskunstläuferin
- Johnson, Phyllis T. (* 1926), US-amerikanische Parasitologin, Virologin und Meeresbiologin
- Johnson, Pierre Marc (* 1946), kanadischer Politiker
- Johnson, Plas (* 1931), US-amerikanischer Jazz-Saxophonist
- Johnson, Printassia (* 1993), bahamaische Sprinterin
- Johnson, Puff (1972–2013), US-amerikanische Sängerin

###### Johnson, R
- Johnson, Rafer (1934–2020), US-amerikanischer Leichtathlet und Schauspieler
- Johnson, Ralph (* 1951), US-amerikanischer Sänger und Percussionist
- Johnson, Ralph (* 1955), US-amerikanischer Informatiker
- Johnson, Randy (1944–2009), US-amerikanischer American-Football-Spieler
- Johnson, Randy (* 1963), US-amerikanischer BaseballspielerRandy Johnson (* 1963)

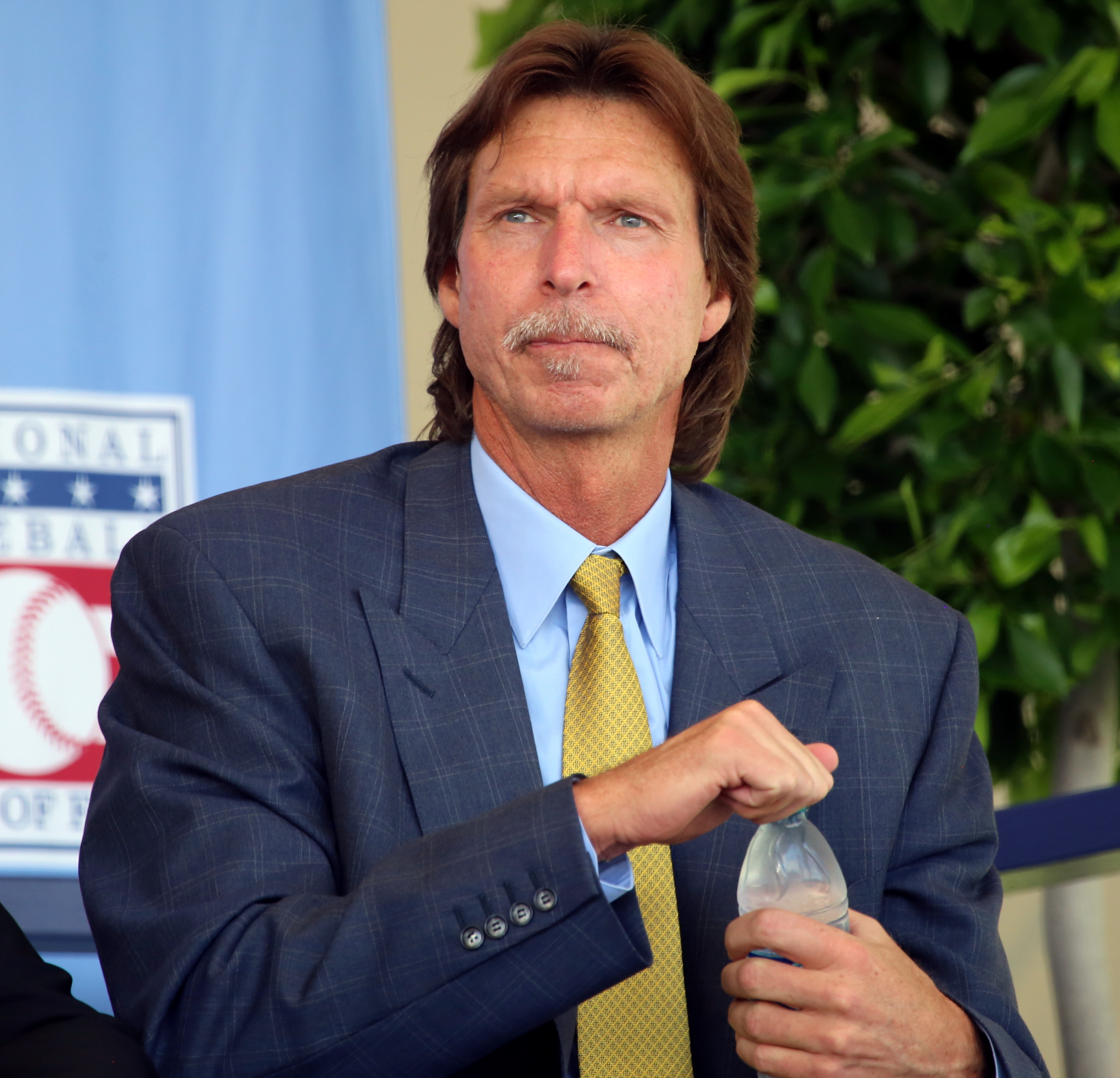
Randy Johnson (* 1963)

- Johnson, Rashid (* 1977), Künstler mit Wohnsitz in New York
- Johnson, Ray (1927–1995), US-amerikanischer Künstler
- Johnson, Ray (1930–2013), amerikanischer R&B-Musiker
- Johnson, Ray William (* 1981), US-amerikanischer Komiker
- Johnson, Rebekah (* 1976), US-amerikanische Schauspielerin und Sängerin
- Johnson, Reggie (1940–2020), US-amerikanischer Jazz-Bassist
- Johnson, Reggie (* 1966), US-amerikanischer Boxer
- Johnson, Reverdy (1796–1876), US-amerikanischer Jurist und Justizminister
- Johnson, Reynold B. (1906–1998), US-amerikanischer Erfinder
- Johnson, Rian (* 1973), US-amerikanischer Filmregisseur, Drehbuchautor, Filmproduzent und FilmeditorRian Johnson (* 1973)

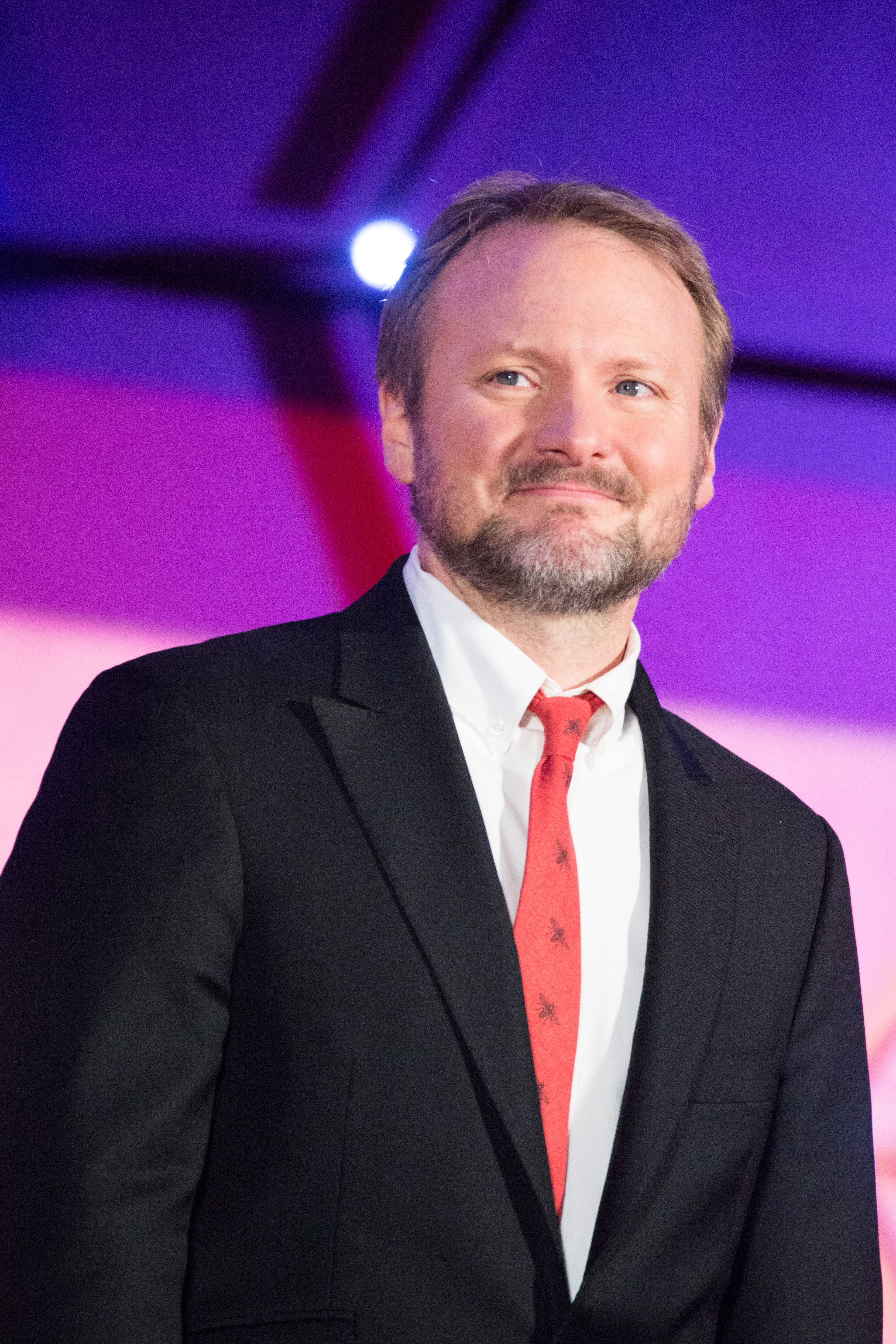
Rian Johnson (* 1973)

- Johnson, Richard (1927–2015), britischer Theater- und Filmschauspieler
- Johnson, Richard (1937–2019), irischer Richter
- Johnson, Richard (* 1974), australischer Fußballspieler
- Johnson, Richard Mentor (1780–1850), US-amerikanischer Politiker
- Johnson, Rita (1913–1965), US-amerikanische Schauspielerin
- Johnson, Robert († 1633), englischer Komponist und Lautenist
- Johnson, Robert (1682–1735), britischer Politiker; Gouverneur der Province of South Carolina
- Johnson, Robert (1911–1938), US-amerikanischer Bluesmusiker
- Johnson, Robert (1922–1972), US-amerikanischer Spion
- Johnson, Robert Davis (1883–1961), US-amerikanischer Politiker
- Johnson, Robert L. (* 1946), US-amerikanischer Unternehmer
- Johnson, Robert Walter (1899–1971), US-amerikanischer Tennisfunktionär
- Johnson, Robert Ward (1814–1879), US-amerikanischer Politiker
- Johnson, Rocky (1944–2020), kanadischer WrestlerRocky Johnson (1944–2020)

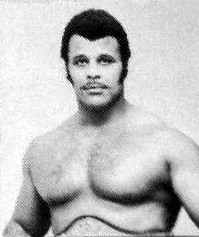
Rocky Johnson (1944–2020)

- Johnson, Roger (* 1943), neuseeländischer Hürdenläufer und Wirtschaftswissenschaftler
- Johnson, Roger (* 1983), englischer Fußballspieler
- Johnson, Roger Arthur (1889–1954), US-amerikanischer Mathematiker
- Johnson, Romina (* 1973), italienische R&B-, Soul-, UK-Garage- und 2-Step-Sängerin
- Johnson, Ron (* 1955), US-amerikanischer Politiker
- Johnson, Ron (* 1959), US-amerikanischer Manager (ehemals SVP bei Apple, Ex-CEO von J. C. Penney)
- Johnson, Roy W. (1882–1947), US-amerikanischer Politiker
- Johnson, Royal C. (1882–1939), US-amerikanischer Politiker
- Johnson, Rucker, US-amerikanischer Ökonom
- Johnson, Rudolph († 2007), US-amerikanischer Jazzmusiker (Saxophon)
- Johnson, Russ (* 1965), US-amerikanischer Improvisations- und Jazztrompeter
- Johnson, Russell (1924–2014), amerikanischer Schauspieler
- Johnson, Ryan (* 1974), kanadischer Freestyle-Skier
- Johnson, Ryan (* 1976), kanadischer Eishockeyspieler
- Johnson, Ryan (* 1979), australischer Schauspieler
- Johnson, Ryan (* 1984), jamaikanischer Fußballspieler

###### Johnson, S
- Johnson, Sam (1930–2020), US-amerikanischer Militärpilot und Politiker
- Johnson, Sam Ealy (1877–1937), US-amerikanischer Politiker, Farmer und Vater des Präsidenten Lyndon B. Johnson
- Johnson, Sam Houston (1914–1978), US-amerikanischer Geschäftsmann
- Johnson, Samantha (* 1991), US-amerikanische Fußballspielerin
- Johnson, Samuel (1696–1772), britisch-amerikanischer Geistlicher, Philosoph und erster Präsident des King’s College
- Johnson, Samuel (1709–1784), englischer Gelehrter, Schriftsteller, Dichter, Kritiker und LexikografSamuel Johnson (1709–1784)

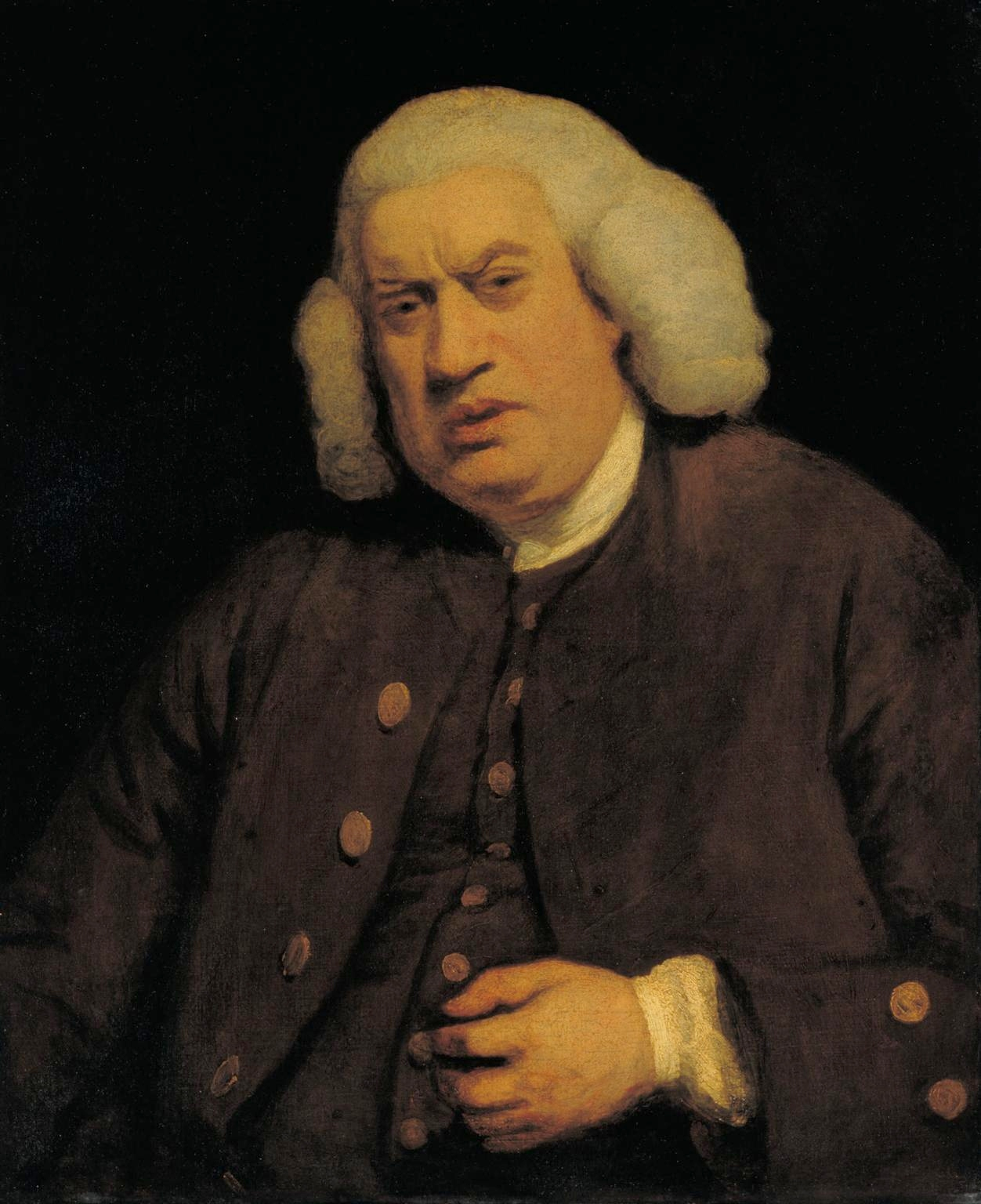
Samuel Johnson (1709–1784)

- Johnson, Samuel Frost (1835–1879), US-amerikanischer Genremaler der Düsseldorfer Schule
- Johnson, Sargent (1888–1967), US-amerikanischer Künstler
- Johnson, Sasha, britische Black-Lives-Matter-Aktivistin
- Johnson, Scott (1952–2023), US-amerikanischer Komponist
- Johnson, Scott (* 1961), US-amerikanischer Kunstturner
- Johnson, Sean (* 1989), US-amerikanischer Fußballtorhüter
- Johnson, Seba (* 1973), US-amerikanische Skirennläuferin
- Johnson, Selmer M. (1916–1996), US-amerikanischer Mathematiker
- Johnson, Shannon (* 1974), US-amerikanische Basketballspielerin
- Johnson, Shaun (* 1990), neuseeländischer Rugby-League-Spieler
- Johnson, Shawn (* 1992), US-amerikanische KunstturnerinShawn Johnson (* 1992)

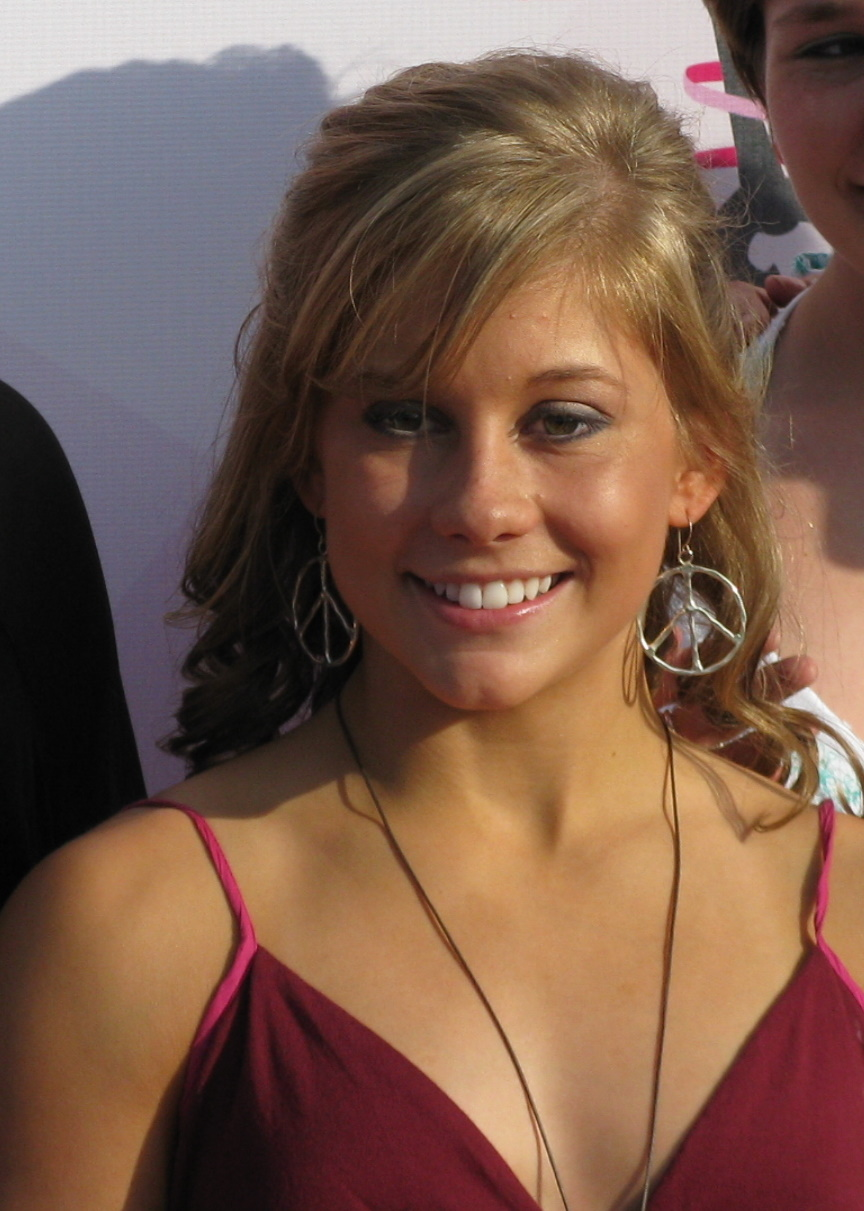
Shawn Johnson (* 1992)

- Johnson, Shelly (* 1958), US-amerikanischer Kameramann
- Johnson, Sheryl (* 1957), US-amerikanische Hockeyspielerin
- Johnson, Sidney, US-amerikanischer Tauzieher
- Johnson, Simon (* 1963), US-amerikanischer Wirtschaftswissenschaftler britischer Herkunft
- Johnson, Sinclaire (* 1998), US-amerikanische Leichtathletin
- Johnson, Solomon Tilewa (1954–2014), gambischer anglikanischer Geistlicher, Bischof von Gambia, Erzbischof von Westafrika
- Johnson, Spencer (1938–2017), US-amerikanischer Autor
- Johnson, Stanley (* 1940), britischer Politiker, Autor und Experte für Umwelt- und Bevölkerungspolitik
- Johnson, Stanley (* 1996), US-amerikanischer Basketballspieler
- Johnson, Staz (* 1964), britischer Comiczeichner
- Johnson, Steele (* 1996), US-amerikanischer Wasserspringer
- Johnson, Stein (1921–2012), norwegischer Diskuswerfer
- Johnson, Stephen (* 1972), US-amerikanisch-französischer Basketballspieler
- Johnson, Stephen E. (* 1968), US-amerikanischer Komponist, Kirchenmusiker und Musikpädagoge
- Johnson, Stephen L. (* 1951), US-amerikanischer Administrator der Environmental Protection Agency und Naturwissenschaftler
- Johnson, Steve (* 1953), englischer Bildhauer und Zeichner
- Johnson, Steve (* 1957), US-amerikanischer Basketballspieler
- Johnson, Steve (* 1989), US-amerikanischer TennisspielerSteve Johnson (* 1989)

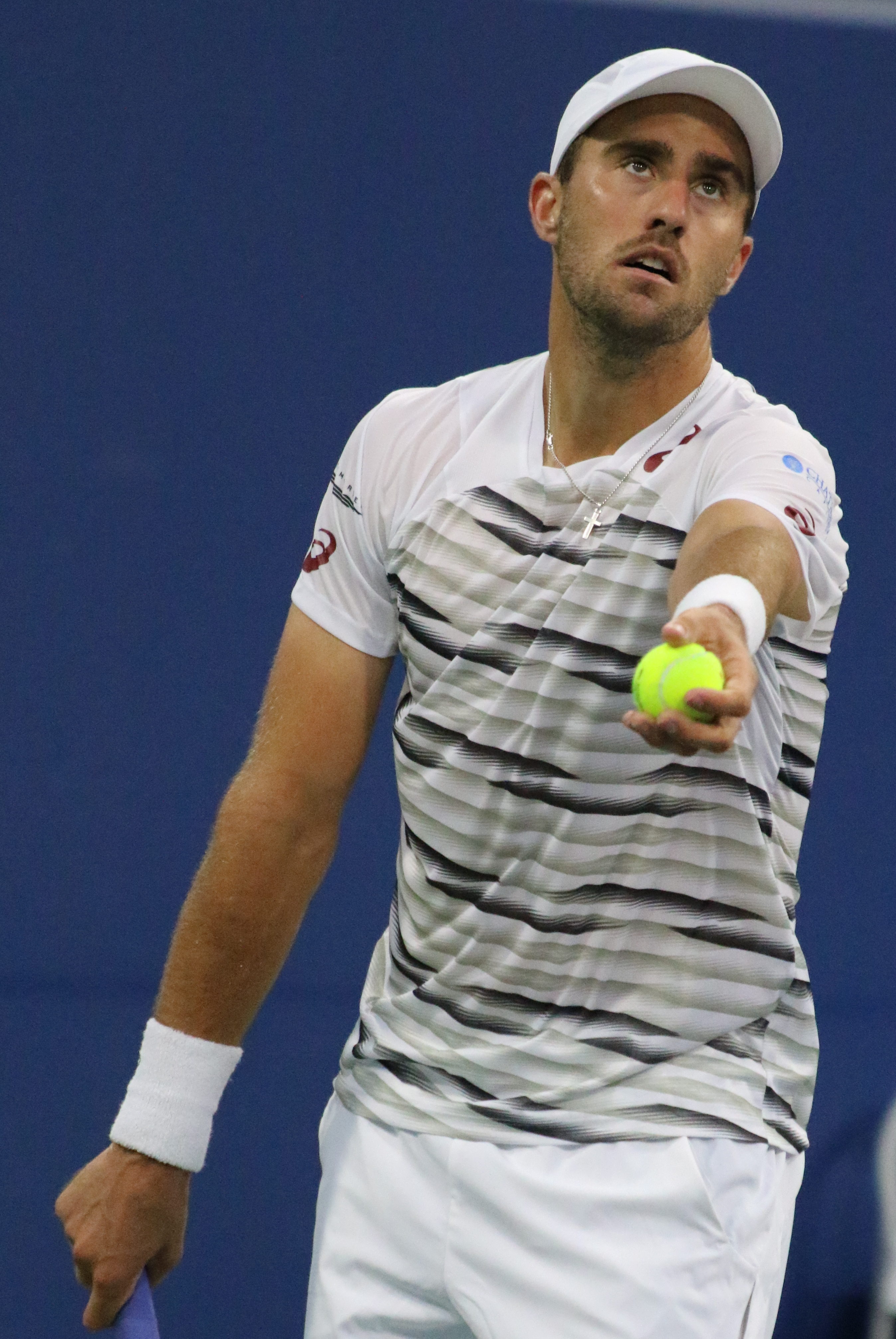
Steve Johnson (* 1989)

- Johnson, Steven (* 1966), US-amerikanisch-deutscher Basketballspieler
- Johnson, Steven (* 1968), US-amerikanischer populärwissenschaftlicher Autor
- Johnson, Stevie (* 1978), US-amerikanischer Basketballspieler
- Johnson, Stone (1940–1963), US-amerikanischer Sprinter und American-Football-Spieler
- Johnson, Stump (1902–1969), US-amerikanischer Pianist und Sänger
- Johnson, Sue (1947–2024), Psychologin und Begründerin der Emotionsfokussierten Paartherapie (EFT)
- Johnson, Susan, kanadische lutherische Theologin und Bischöfin
- Johnson, Susan (* 1970), US-amerikanische Regisseurin und Produzentin
- Johnson, Sven (1899–1986), schwedischer Turner
- Johnson, Sy (1930–2022), US-amerikanischer Pianist und Arrangeur des Modern Jazz
- Johnson, Syl (1936–2022), US-amerikanischer Blues-, Soul- und R&B-Musiker
- Johnson, Syleena (* 1976), US-amerikanische Songwriterin und Contemporary-R&B- und Soul-Sängerin

###### Johnson, T
- Johnson, Tarick (* 1981), britisch-US-amerikanischer Basketballspieler
- Johnson, Taron (* 1996), US-amerikanischer American-Football-Spieler
- Johnson, Tassy (1916–1981), australischer Radrennfahrer
- Johnson, Taylor (* 2000), US-amerikanische Tennisspielerin
- Johnson, Tebbs Lloyd (1900–1984), britischer Geher
- Johnson, Teddy (1919–2018), britischer Sänger und Schauspieler
- Johnson, Temeka (* 1982), US-amerikanische Basketballspielerin
- Johnson, Terry (* 1935), US-amerikanischer R&B-Sänger und -produzent
- Johnson, Tess (* 2000), US-amerikanische Freestyle-Skisportlerin
- Johnson, Thomas († 1537), englischer Kartäuser
- Johnson, Thomas († 1644), englischer Apotheker
- Johnson, Thomas (1732–1819), US-amerikanischer Politiker und Richter
- Johnson, Thomas (1812–1906), US-amerikanischer Politiker
- Johnson, Thomas (1886–1966), britischer Radrennfahrer
- Johnson, Thomas Francis (1909–1988), US-amerikanischer Politiker
- Johnson, Tim (1946–2022), US-amerikanischer Politiker
- Johnson, Tim (1946–2024), US-amerikanischer Politiker (Demokraten)
- Johnson, Tim (* 1947), australischer Maler und Installationskünstler
- Johnson, Tim (* 1977), US-amerikanischer Radrennfahrer
- Johnson, Toby (* 1945), US-amerikanischer Autor
- Johnson, Todd (* 1972), kanadischer Eishockeyspieler
- Johnson, Tom (1750–1797), englischer Boxer in der Bare-knuckle-Ära
- Johnson, Tom (1928–2007), kanadischer Eishockeyspieler
- Johnson, Tom (1939–2024), US-amerikanischer Komponist und Musikkritiker
- Johnson, Tom (* 1964), US-amerikanischer Boxer
- Johnson, Tom (* 1967), kanadisch-irischer Basketballtrainer und -spieler
- Johnson, Tom, US-amerikanischer Tontechniker und Toningenieur
- Johnson, Tom L. (1854–1911), US-amerikanischer Politiker (Demokratische Partei)
- Johnson, Tommy (1896–1956), US-amerikanischer Blues-Gitarrist
- Johnson, Tony, Tontechniker
- Johnson, Tor (1903–1971), schwedischer Wrestler und Schauspieler
- Johnson, Torrey Maynard (1909–2002), US-amerikanischer evangelikaler Geistlicher
- Johnson, Trevor (* 1982), italo-kanadischer Eishockeyspieler
- Johnson, Tureano (* 1984), bahamaischer Boxer
- Johnson, Ty (* 1997), US-amerikanischer American-Football-Spieler
- Johnson, Tyler (* 1990), US-amerikanischer Eishockeyspieler
- Johnson, Tyler (* 1998), US-amerikanischer American-Football-Spieler

###### Johnson, U
- Johnson, U. Alexis (1908–1997), US-amerikanischer Diplomat
- Johnson, Uwe (* 1934), deutscher SchriftstellerUwe Johnson (* 1934)

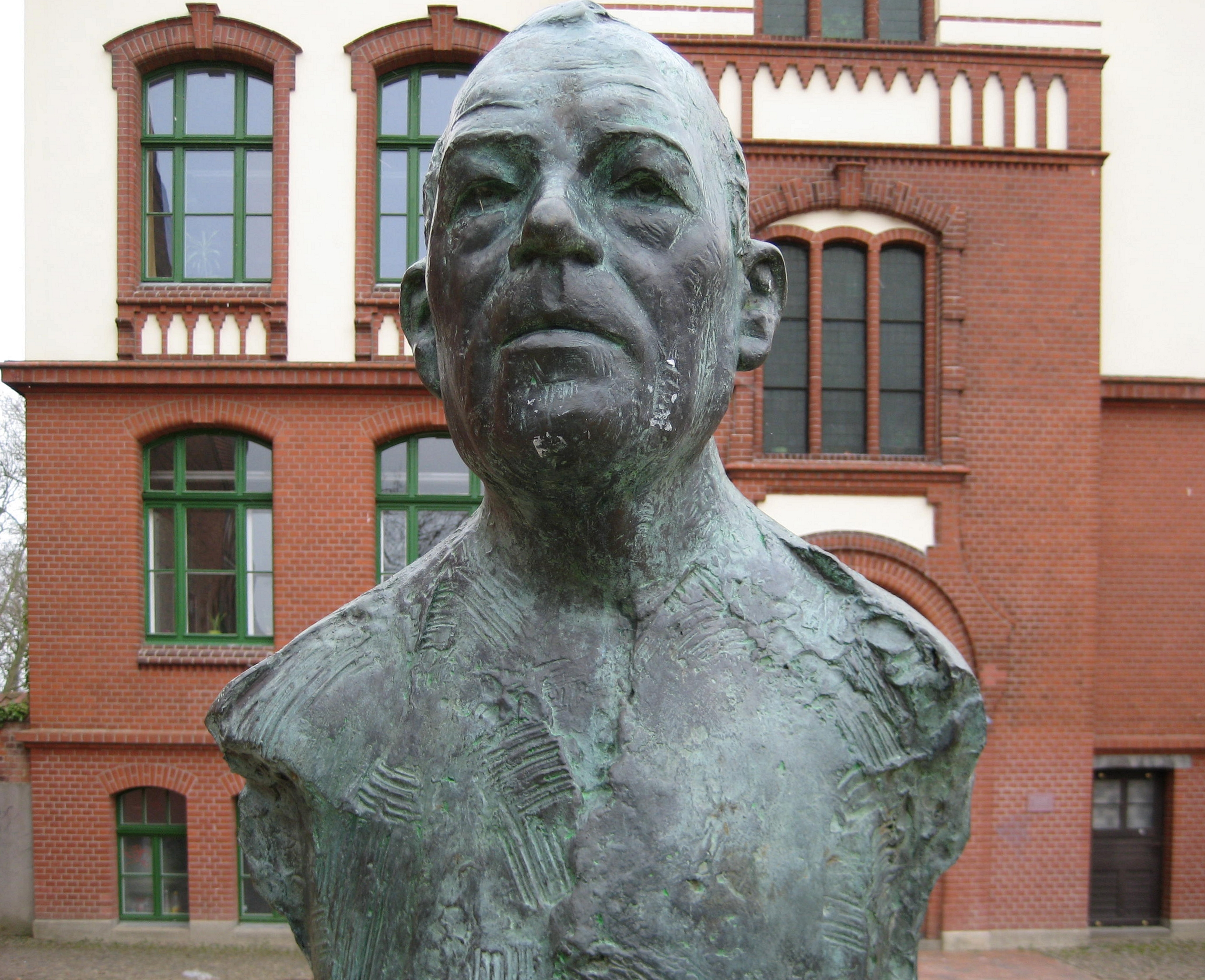
Uwe Johnson (* 1934)

###### Johnson, V
- Johnson, Van (1916–2008), amerikanischer Schauspieler
- Johnson, Victor (1883–1951), britischer Bahnradrennfahrer und Olympiasieger
- Johnson, Vinnie (1937–2012), US-amerikanischer Jazz-Schlagzeuger
- Johnson, Vinnie (* 1956), US-amerikanischer Basketballspieler
- Johnson, Virginia (1925–2013), US-amerikanische Psychologin und Sexualwissenschaftlerin

###### Johnson, W
- Johnson, W. Lon (1882–1967), US-amerikanischer Politiker
- Johnson, W. Wesley, US-amerikanischer Kriminologe
- Johnson, Waldo P. (1817–1885), US-amerikanischer Politiker (Demokratische Partei)
- Johnson, Walter (1887–1946), US-amerikanischer Baseballspieler
- Johnson, Walter Walford (1904–1987), US-amerikanischer Politiker
- Johnson, Warren (1847–1911), Erfinder
- Johnson, Wesley (* 1987), US-amerikanischer Basketballspieler
- Johnson, Wilbur (* 1974), US-amerikanisch-britischer Basketballspieler
- Johnson, Wilfrid (1885–1960), britischer Lacrossespieler
- Johnson, Wilko (1947–2022), britischer Gitarrist und SchauspielerWilko Johnson (1947–2022)

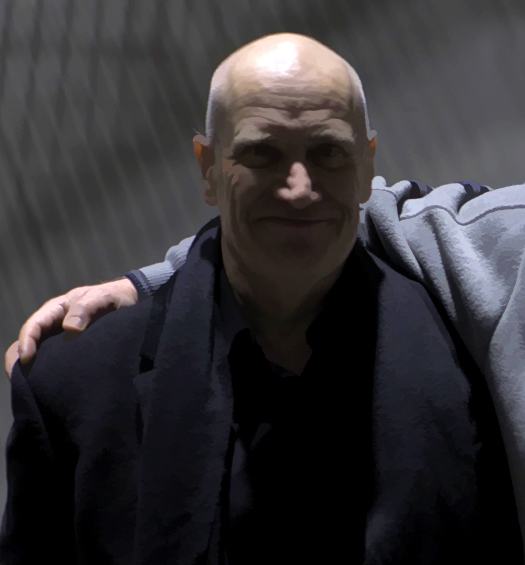
Wilko Johnson (1947–2022)

- Johnson, Will (* 1987), kanadischer Fußballspieler
- Johnson, Willard Arnold (1862–1923), US-amerikanischer Politiker
- Johnson, William (1715–1774), irisch-britischer Händler, Politiker und General in den britischen Kolonien in Nordamerika
- Johnson, William (1771–1834), amerikanischer Jurist, Richter am Obersten Gerichtshof der Vereinigten Staaten
- Johnson, William Anthony (1832–1909), britischer Geistlicher, römisch-katholischer Weihbischof in Westminster
- Johnson, William B. (* 1944), US-amerikanischer Mathematiker
- Johnson, William Cost (1806–1860), US-amerikanischer Politiker
- Johnson, William E. (1906–1976), US-amerikanischer Politiker
- Johnson, William Ernest (1858–1931), britischer Logiker
- Johnson, William Richard (1875–1938), US-amerikanischer Politiker
- Johnson, William Robert (1918–1986), US-amerikanischer Geistlicher, römisch-katholischer Bischof von Orange in California
- Johnson, William Samuel (1727–1819), Politiker und einer der Gründerväter der Vereinigten Staaten
- Johnson, William Summer (1913–1995), US-amerikanischer Chemiker
- Johnson, William Ward (1892–1963), US-amerikanischer Politiker
- Johnson, Willie (1923–1995), US-amerikanischer Blues-Gitarrist
- Johnson, Woody (* 1947), US-amerikanischer Unternehmer

###### Johnson, Y
- Johnson, Yates (* 1994), US-amerikanischer Tennisspieler
- Johnson, Yormie (1952–2024), liberianischer PolitikerYormie Johnson (1952–2024)

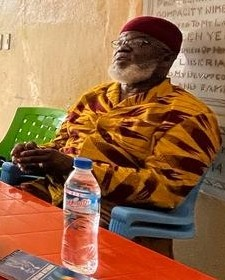
Yormie Johnson (1952–2024)

- Johnson, Yudel (* 1981), kubanischer Boxer

###### Johnson, Z
- Johnson, Zach (* 1976), US-amerikanischer Golfer
- Johnson, Zainab, US-amerikanische Komikerin und Filmschauspielerin
- Johnson, Zam, US-amerikanischer Maler, Komponist und Musiker
- Johnson, Zion (* 1999), US-amerikanischer American-Football-Spieler

##### Johnson-

###### Johnson-F
- Johnson-Fisher, Tyrese (* 1999), jamaikanisch-britischer American-Football- und Rugby-Union-Spieler

###### Johnson-L
- Johnson-Laird, Philip (* 1936), englischer Psychologe

###### Johnson-M
- Johnson-McGoldrick, David Leslie, US-amerikanischer Drehbuchautor und Filmproduzent

###### Johnson-O
- Johnson-Odom, Darius (* 1989), US-amerikanischer Basketballspieler

###### Johnson-T
- Johnson-Thompson, Katarina (* 1993), britische Leichtathletin

#### Johnsos
- Johnsos, Luke (1905–1984), US-amerikanischer American-Football-Spieler und -Trainer

### Johnss
- Jöhnssen, Adolf (1871–1950), deutscher Maler, Illustrator, Lithograf und Musiker
- Johnssen, Georg Friedrich von († 1775), Abenteurer und erster großer freimaurerischer Hochstapler
- Johnsson, Ana (* 1977), schwedische Sängerin
- Johnsson, Anders (1890–1952), schwedischer Sportschütze
- Johnsson, Andreas (* 1994), schwedischer Eishockeyspieler
- Johnsson, Bertil (1915–2010), schwedischer Dreispringer
- Johnsson, Christofer (* 1972), schwedischer Symphonic-Metal-Sänger, Gitarrist und ProduzentChristofer Johnsson (* 1972)

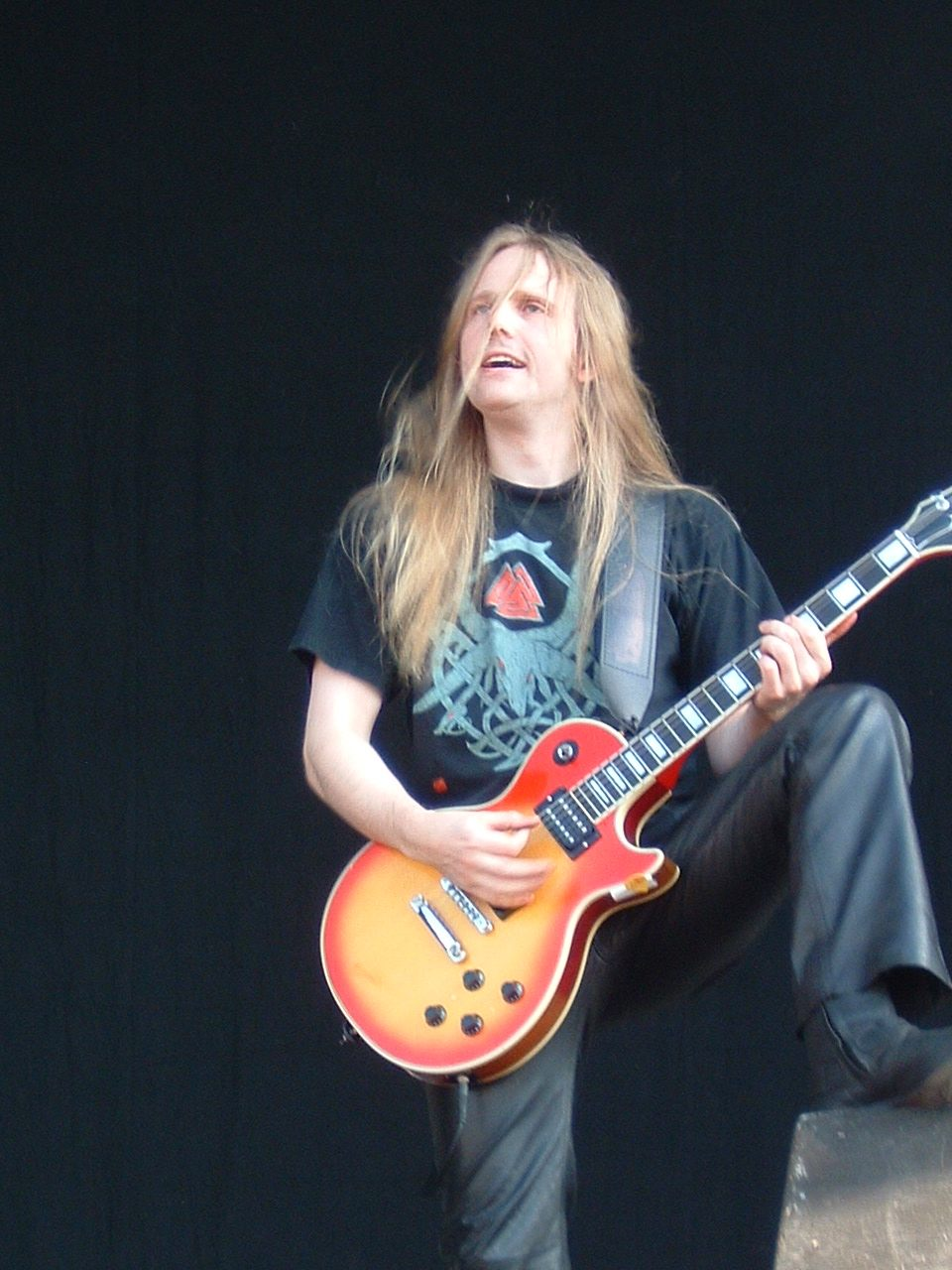
Christofer Johnsson (* 1972)

- Johnsson, Daniel (* 1987), schwedischer Unihockeyspieler
- Johnsson, Georg (1902–1960), schwedischer Radrennfahrer
- Johnsson, Gustaf (1890–1959), schwedischer Turner
- Johnsson, Ivar (1885–1970), schwedischer Bildhauer und Möbeldesigner
- Johnsson, Julian (* 1975), färöischer Fußballspieler
- Johnsson, Kai (* 1963), deutsch-schweizerischer Chemiker
- Johnsson, Karl-Johan (* 1990), schwedischer Fußballspieler
- Johnsson, Kim (* 1976), schwedischer Eishockeyspieler
- Johnsson, Kurt, schwedischer Badmintonspieler
- Johnsson, Rolf (1889–1931), schwedischer Turner
- Johnsson, Sonja (1895–1986), schwedische Schwimmerin
- Johnsson, Sture (* 1945), schwedischer Badmintonspieler
- Johnsson, Ulf G. (* 1929), schwedischer Schauspieler

### Johnst
- Johnstad, Kurt, US-amerikanischer Drehbuchautor
- Johnston, Abby (* 1989), US-amerikanische Wasserspringerin
- Johnston, Adrian (* 1961), englischer Filmkomponist
- Johnston, Alan (* 1962), britischer Journalist bei der BBC, im Gazastreifen verschleppt
- Johnston, Albert S. (1803–1862), General im Heer der Konföderierten StaatenAlbert S. Johnston (1803–1862)

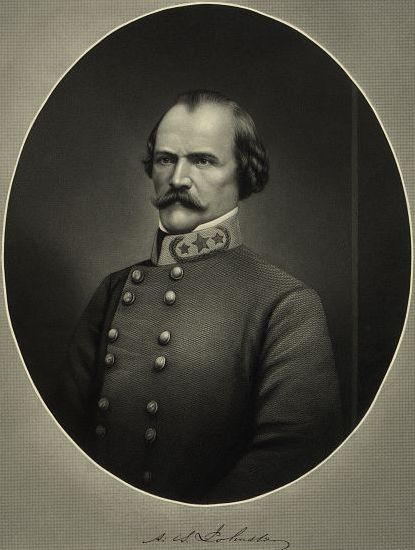
Albert S. Johnston (1803–1862)

- Johnston, Alexander Keith (1804–1871), schottischer Geograph und Forschungsreisender, Kupferstecher und Kartograph
- Johnston, Alexander Keith (1844–1879), schottischer Kartograf und Forschungsreisender
- Johnston, Alexander von (1791–1866), preußischer Generalmajor
- Johnston, Alistair (* 1998), kanadischer Fußballspieler
- Johnston, Andrew (* 1994), britischer Sänger
- Johnston, Anna (1864–1902), irische Schriftstellerin und Dichterin
- Johnston, Arthur (1898–1954), US-amerikanischer Songtexter und Komponist
- Johnston, Atina (* 1971), kanadische Curlerin
- Johnston, Augie (* 1986), US-amerikanischer Basketballspieler
- Johnston, Basil (1929–2015), kanadischer Ethnologe und Autor
- Johnston, Becky (* 1956), US-amerikanische Drehbuchautorin
- Johnston, Ben (1926–2019), US-amerikanischer Komponist
- Johnston, Bennett (1932–2025), US-amerikanischer Politiker
- Johnston, Berry (* 1935), US-amerikanischer Pokerspieler
- Johnston, Beverley (* 1957), kanadische Schlagwerkerin
- Johnston, Bill (1894–1946), US-amerikanischer Tennisspieler
- Johnston, Bob (1932–2015), US-amerikanischer Musikproduzent
- Johnston, Brandon, US-amerikanischer Schauspieler und Synchronsprecher
- Johnston, Bruce (* 1942), US-amerikanischer Musiker und Komponist; Mitglied der Band The Beach BoysBruce Johnston (* 1942)

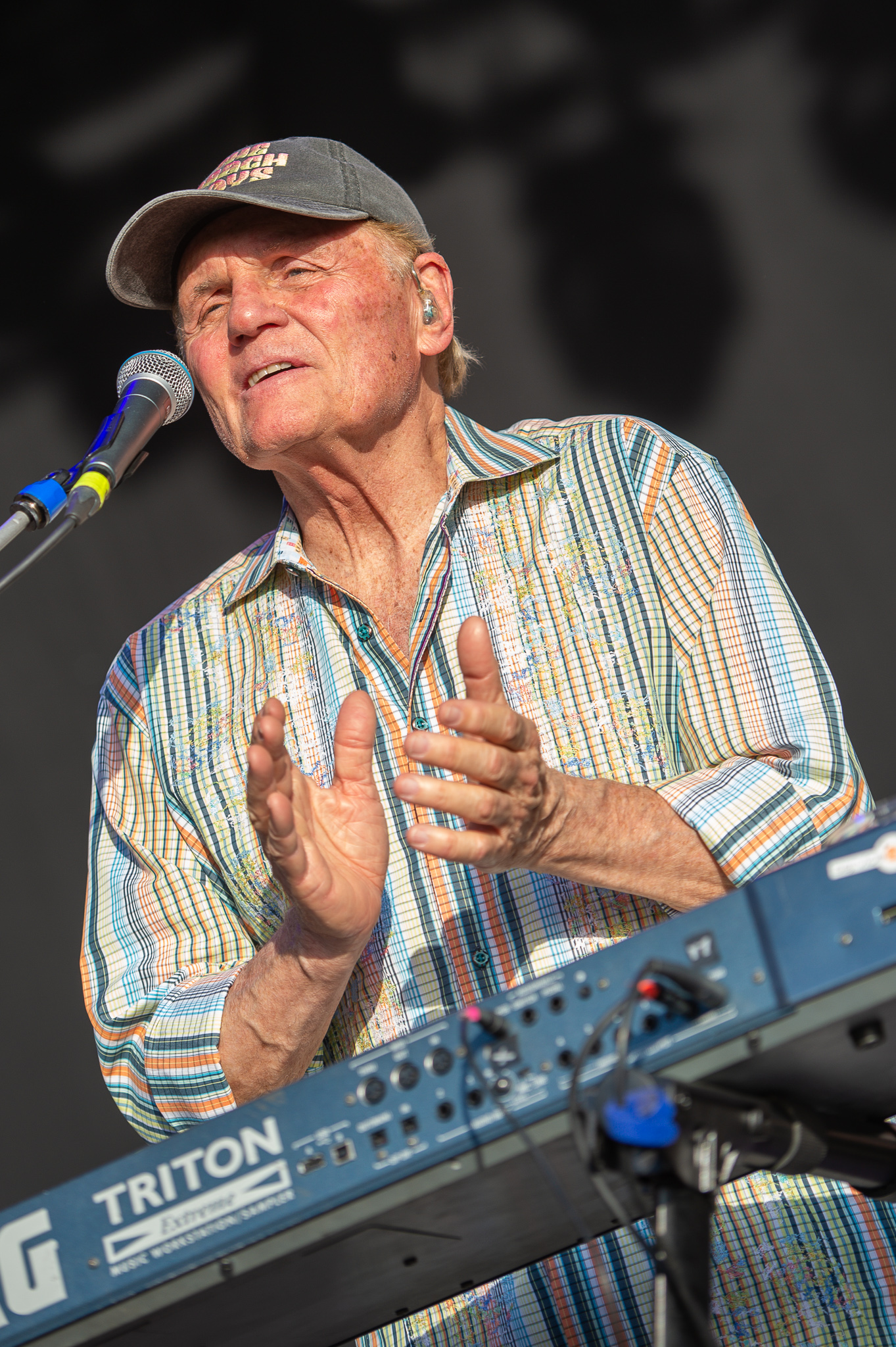
Bruce Johnston (* 1942)

- Johnston, Charles (1793–1845), US-amerikanischer Politiker
- Johnston, Charles (1867–1931), nordirischer Journalist, Autor und Theosoph
- Johnston, Charles Clement (1795–1832), US-amerikanischer Politiker
- Johnston, Claire (1940–1987), US-amerikanische feministische Filmtheoretikerin
- Johnston, Clint (1915–1975), US-amerikanischer Drehbuchautor
- Johnston, Craig (* 1960), englisch-australischer Fußballspieler
- Johnston, Daniel (1961–2019), US-amerikanischer Sänger, Musiker und Künstler
- Johnston, Darren, kanadischer Jazz-Musiker
- Johnston, Daryl (* 1966), US-amerikanischer American-Football-Spieler, Fernsehmoderator
- Johnston, David (* 1941), kanadischer Rechtswissenschaftler und Generalgouverneur
- Johnston, David A. (1949–1980), US-amerikanischer VulkanologeDavid A. Johnston (1949–1980)

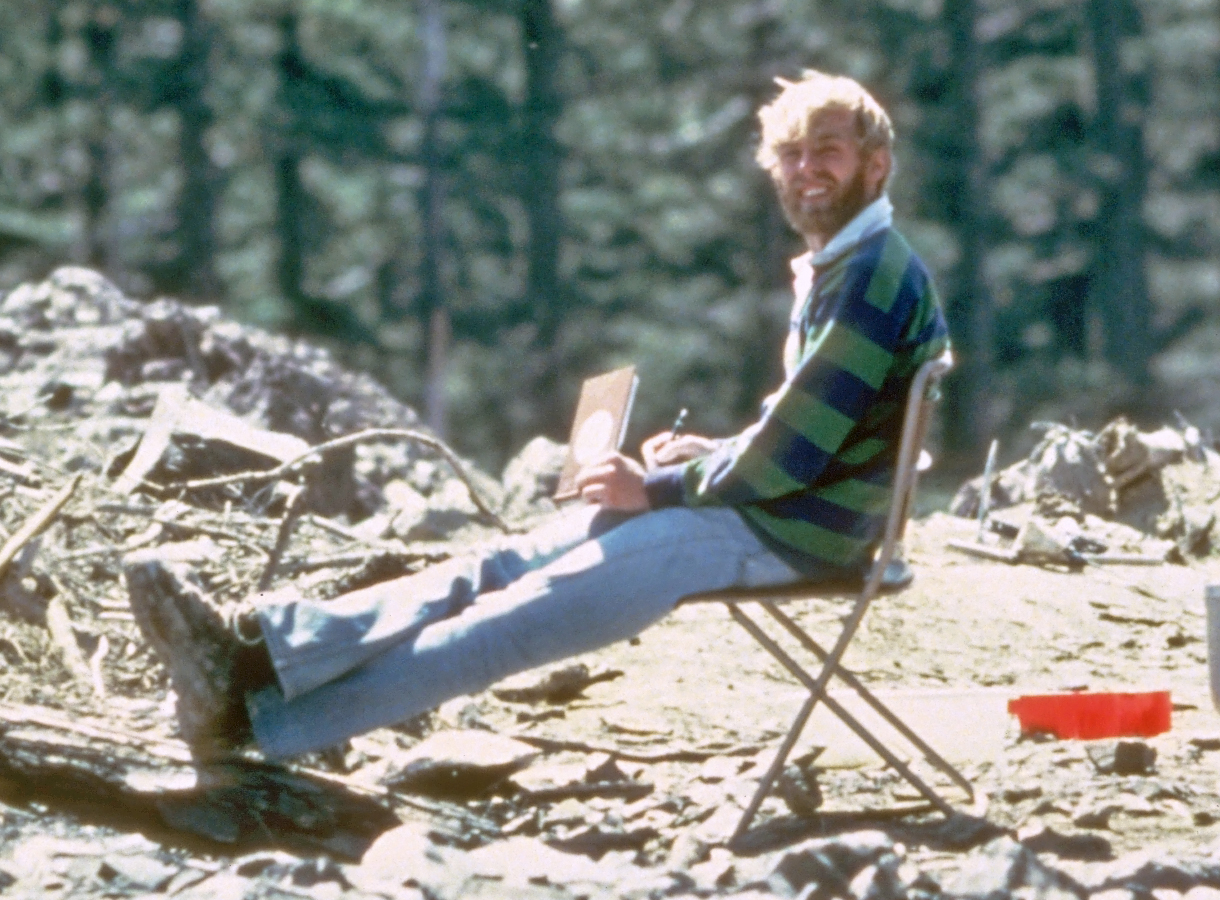
David A. Johnston (1949–1980)

- Johnston, David Cay (* 1948), US-amerikanischer Journalist und Autor
- Johnston, David Claypoole (1798–1865), US-amerikanischer Zeichner, Karikaturist, Illustrator, Maler und Schauspieler
- Johnston, David Emmons (1845–1917), US-amerikanischer Politiker
- Johnston, David Russell (1932–2008), britischer Politiker (Liberal Democrat), Mitglied des House of Commons
- Johnston, Denis (1901–1984), irischer Dramatiker und Schriftsteller
- Johnston, Donald (1899–1984), US-amerikanischer Ruderer
- Johnston, Donald (1936–2022), kanadischer Rechtsanwalt, Autor und Politiker
- Johnston, Eddie (* 1935), kanadischer Eishockeytorwart, -trainer und -funktionär
- Johnston, Edgar Charles (1896–1988), australischer Luftfahrtbeamter und ehemaliger Kampfflieger
- Johnston, Edward (1872–1944), britischer Kalligraf, Typograf und Lehrer
- Johnston, Eric (1895–1963), US-amerikanischer Geschäftsmann, Präsident der Handelskammer und der Motion Picture Association of America
- Johnston, Frances Benjamin (1864–1952), US-amerikanische Fotografin
- Johnston, Frank (1888–1949), kanadischer Maler und Kunstlehrer
- Johnston, Fred (* 1951), nordirischer Schriftsteller
- Johnston, Gabriel (1698–1752), britischer Politiker, Gouverneur der Province of North Carolina
- Johnston, George (1764–1823), britischer Seefahrer und Vizegouverneur von New South Wales
- Johnston, George (1797–1855), britischer Naturforscher (Zoologie, Botanik) und Arzt
- Johnston, George Henry (1912–1970), australischer Journalist, Kriegsberichterstatter und Romanautor
- Johnston, Greg (* 1965), kanadischer Eishockeyspieler
- Johnston, Gregory (* 1959), neuseeländischer Ruderer
- Johnston, Gustav von (1869–1933), deutscher Rittergutsbesitzer und Hofbeamter
- Johnston, Harold S. (1920–2012), US-amerikanischer Chemiker
- Johnston, Harry (1919–1973), englischer Fußballspieler
- Johnston, Harry A. (1931–2021), US-amerikanischer Politiker
- Johnston, Henrietta († 1729), Künstlerin in den Dreizehn Kolonien
- Johnston, Henry (1908–1977), irischer Politiker (Fianna Fáil)
- Johnston, Henry Hamilton (1858–1927), englischer Afrikaforscher
- Johnston, Henry S. (1867–1965), US-amerikanischer Politiker
- Johnston, Herbert (1902–1967), britischer Langstreckenläufer
- Johnston, Ian (1929–2020), kanadischer Hockeyspieler
- Johnston, Ivan Murray (1898–1960), US-amerikanischer Botaniker
- Johnston, James Finlay Weir (1796–1855), englischer Chemiker
- Johnston, James M. (* 1940), US-amerikanischer Offizier, Brigadegeneral der US Air Force
- Johnston, James T. (1839–1904), US-amerikanischer Politiker
- Johnston, James Vann (* 1959), US-amerikanischer Geistlicher, römisch-katholischer Bischof von Kansas City-Saint Joseph
- Johnston, Jan (* 1968), britische Singer-Songwriterin
- Johnston, Jennifer (1930–2025), irische Schriftstellerin und Dramatikerin
- Johnston, Jill (1929–2010), US-amerikanische Autorin und Journalistin
- Johnston, Jim (* 1952), US-amerikanischer Musiker und Komponist
- Johnston, Joanna, britische Kostümbildnerin
- Johnston, Joe (* 1950), US-amerikanischer RegisseurJoe Johnston (* 1950)

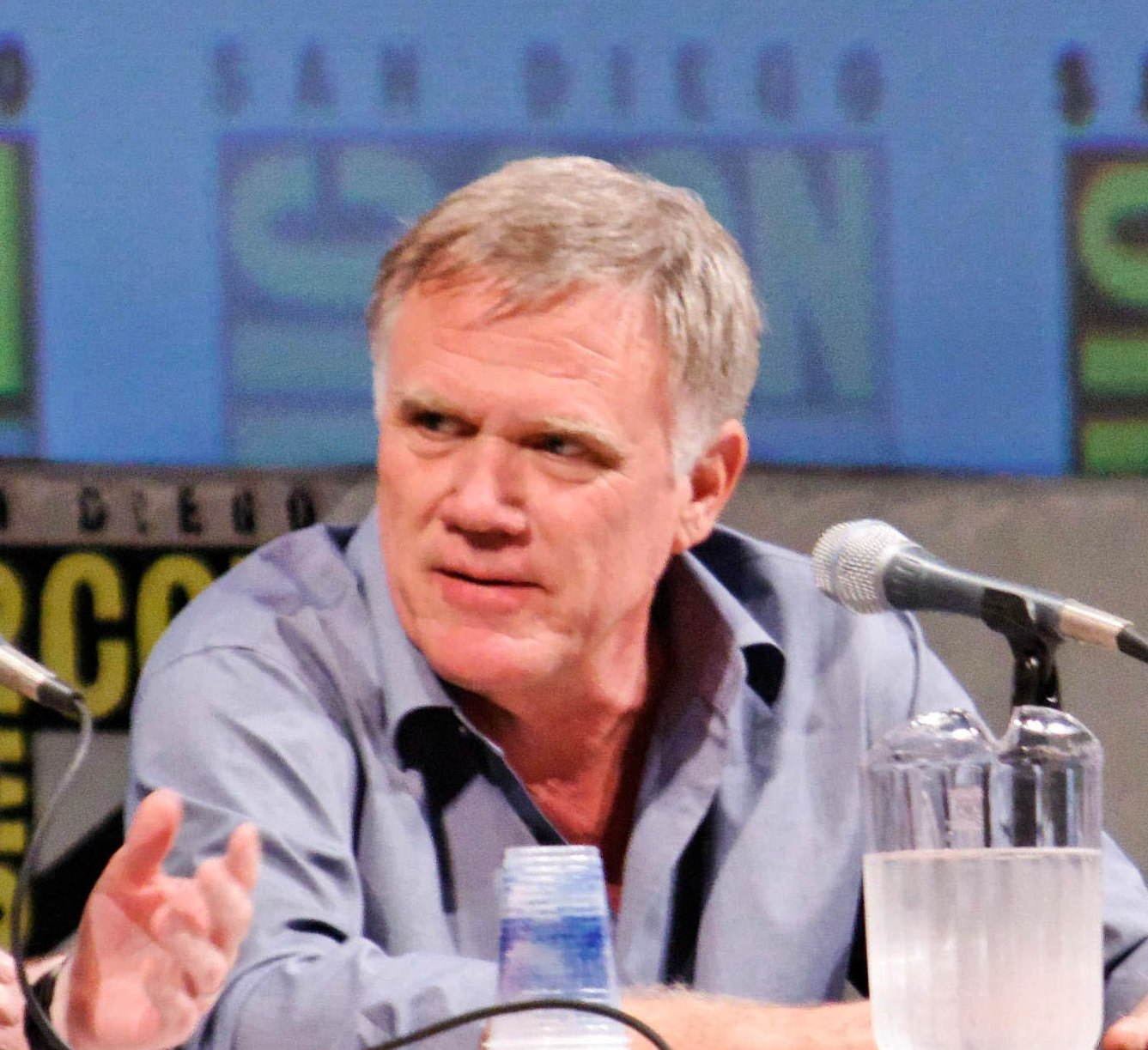
Joe Johnston (* 1950)

- Johnston, Joey (* 1949), kanadischer Eishockeyspieler
- Johnston, John (1603–1675), Universalgelehrter
- Johnston, John B. (1882–1960), US-amerikanischer Jurist und Politiker
- Johnston, John R. (1826–1895), US-amerikanischer Historien-, Porträt-, Landschafts-, Panoramen- und Stilllebenmaler sowie Fotograf
- Johnston, John W. (1818–1889), US-amerikanischer Politiker
- Johnston, Johnny J. (1928–2012), US-amerikanischer Offizier, Generalleutnant der US Army
- Johnston, Joseph E. (1807–1891), US-amerikanischer General
- Johnston, Joseph F. (1843–1913), US-amerikanischer Politiker, Offizier in der Konföderierten Armee
- Johnston, Josiah S. (1784–1833), US-amerikanischer Politiker
- Johnston, Julanne (1900–1988), US-amerikanische Schauspielerin
- Johnston, Kate (* 1988), australische Leichtathletin
- Johnston, Kate Lý, US-amerikanische Schauspielerin, Filmproduzentin, Filmeditorin und Model
- Johnston, Kristen (* 1967), US-amerikanische SchauspielerinKristen Johnston (* 1967)

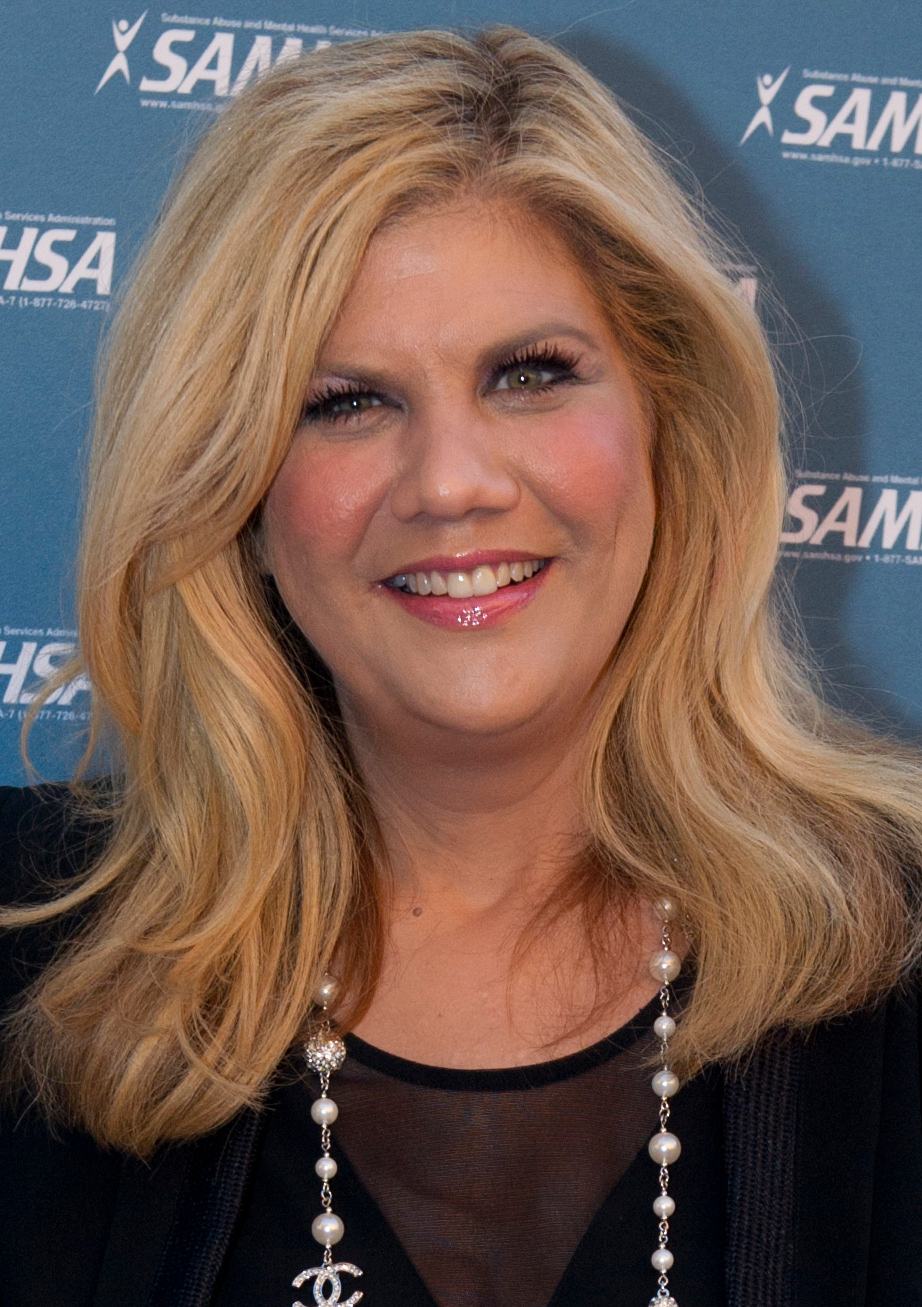
Kristen Johnston (* 1967)

- Johnston, Kristy (* 1965), US-amerikanische Marathonläuferin
- Johnston, Lawrence (1871–1958), britischer Landschaftsgärtner
- Johnston, Lawrence Harding (1918–2011), US-amerikanischer Physiker und Mitarbeiter des Manhattan-Projekts
- Johnston, Lee (* 1989), englischer Motorradrennfahrer
- Johnston, Lucian, US-amerikanischer Filmeditor
- Johnston, Lyndon (* 1961), kanadischer Eiskunstläufer
- Johnston, Lynn (* 1947), kanadische Comiczeichnerin
- Johnston, Marshall (* 1941), kanadischer Eishockeyspieler, -trainer und -funktionär
- Johnston, Mary Helen (* 1945), amerikanische Astronautin
- Johnston, Max (* 2003), schottischer Fußballspieler
- Johnston, Michael (* 1996), US-amerikanischer Schauspieler und Synchronsprecher
- Johnston, Michael (* 1999), schottischer Fußballspieler
- Johnston, Mike (* 1957), kanadischer Eishockeyspieler
- Johnston, Mo (* 1963), schottischer Fußballspieler und -trainer
- Johnston, Neil (1929–1978), US-amerikanischer Basketballspieler
- Johnston, Nick, schottischer Politiker
- Johnston, Norma (1927–2023), australische Cricketspielerin
- Johnston, Olin D. (1896–1965), US-amerikanischer Politiker (Demokratische Partei), Senator für South Carolina, Gouverneur von South Carolina
- Johnston, Oliver (1888–1966), britischer Schauspieler
- Johnston, Ollie (1912–2008), US-amerikanischer Animator
- Johnston, Oswaldo (1930–2021), guatemaltekischer Ringer
- Johnston, Paddy, irischer Motorradrennfahrer
- Johnston, Phil (* 1971), US-amerikanischer Drehbuchautor, Filmregisseur und Filmproduzent
- Johnston, Phillip (* 1955), amerikanischer Jazzmusiker und Filmkomponist
- Johnston, Quentin (* 2001), US-amerikanischer American-Football-Spieler
- Johnston, Randy (* 1956), US-amerikanischer Jazzmusiker (Gitarre)
- Johnston, Rebecca (* 1989), kanadische Eishockeyspielerin
- Johnston, Reginald Fleming (1874–1938), schottischer Akademiker und Lehrer von PuyiReginald Fleming Johnston (1874–1938)

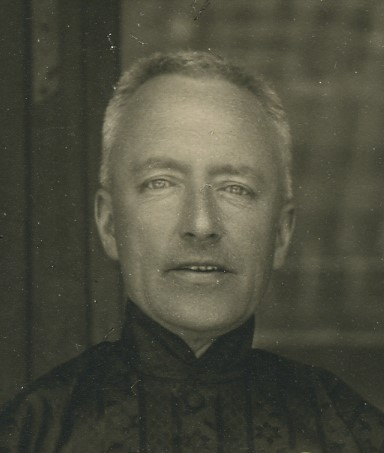
Reginald Fleming Johnston (1874–1938)

- Johnston, Richard (* 1948), kanadischer Politikwissenschaftler
- Johnston, Rienzi Melville (1849–1926), US-amerikanischer Journalist und Politiker
- Johnston, Rita (* 1935), kanadische Politikerin
- Johnston, Robert (1818–1885), US-amerikanischer Politiker
- Johnston, Ron (1942–2024), kanadischer Jazzmusiker (Piano)
- Johnston, Ross (* 1994), kanadischer Eishockeyspieler
- Johnston, Rowland Louis (1872–1939), US-amerikanischer Politiker
- Johnston, Ryan (* 1992), kanadischer Eishockeyspieler
- Johnston, Samuel (1733–1816), US-amerikanischer Politiker und Gouverneur von North Carolina
- Johnston, Sandra (* 1968), nordirische Künstlerin im Bereich der Bildenden Kunst mit Schwerpunkt Performancekunst
- Johnston, Sarah Iles (* 1957), US-amerikanische Klassische Philologin
- Johnston, Shaun (* 1958), kanadischer Schauspieler
- Johnston, Sherwood (1927–2000), US-amerikanischer Autorennfahrer
- Johnston, Stevie (* 1972), US-amerikanischer Boxer
- Johnston, Sue (* 1943), britische Schauspielerin
- Johnston, Thomas (1881–1965), britischer Politiker der Labour Party und Mitglied des House of Commons
- Johnston, Thomas D. (1840–1902), US-amerikanischer Politiker
- Johnston, Thomas Harvey (1881–1951), australischer Parasitologe
- Johnston, Tim (1941–2021), britischer Langstreckenläufer
- Johnston, Tom (* 1948), US-amerikanischer Sänger und Gitarrist der Doobie BrothersTom Johnston (* 1948)

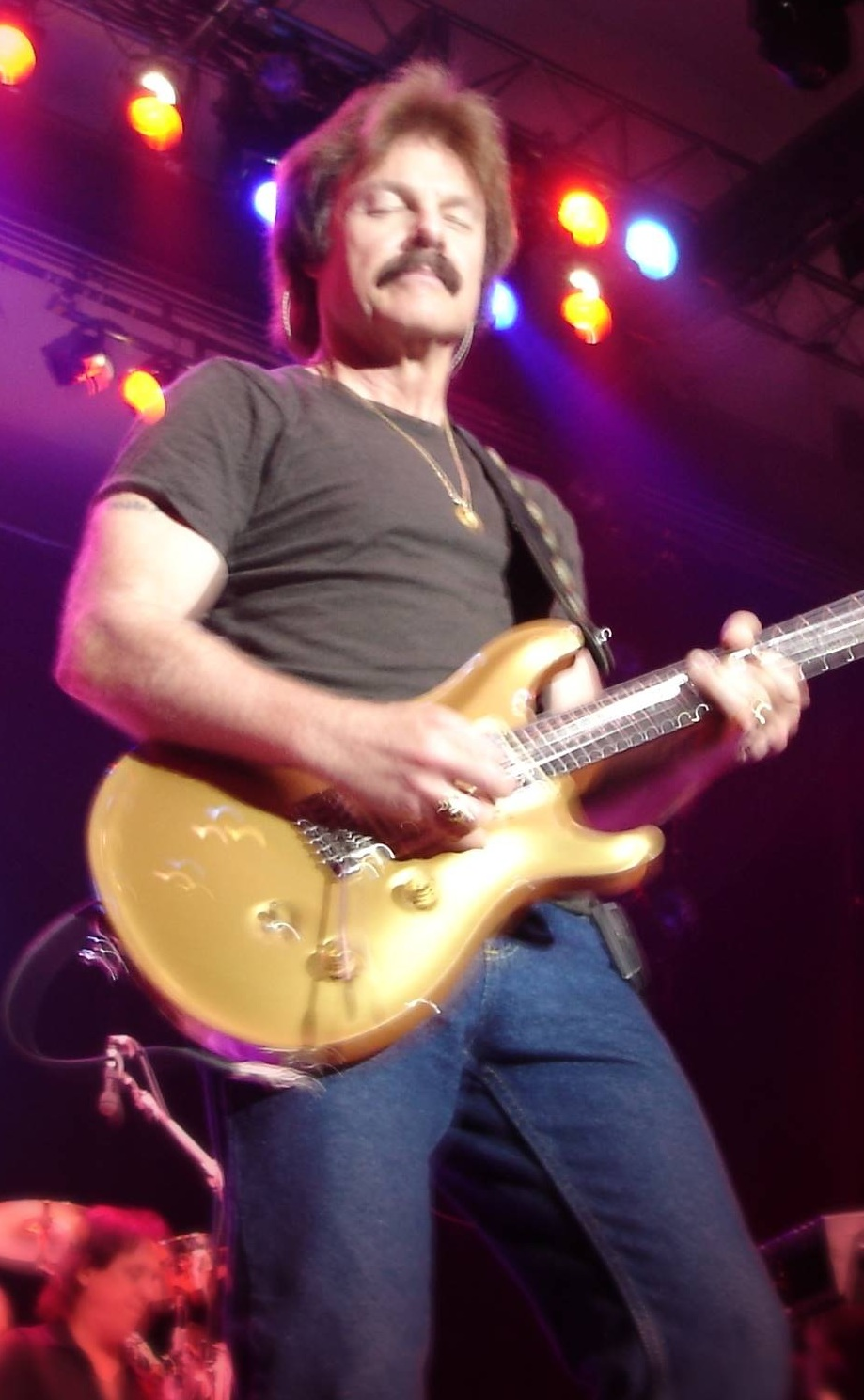
Tom Johnston (* 1948)

- Johnston, Tommy (1927–2008), schottischer Fußballspieler
- Johnston, Verna (1930–2010), australische Sprinterin und Weitspringerin
- Johnston, Walter E. (1936–2018), US-amerikanischer Politiker
- Johnston, Warren (* 1935), neuseeländischer Radrennfahrer
- Johnston, Wayne (* 1958), kanadischer Schriftsteller
- Johnston, William (1819–1866), US-amerikanischer Politiker
- Johnston, William Drumm (1899–1972), US-amerikanischer Geologe
- Johnston, William Freame (1808–1872), US-amerikanischer Politiker, Gouverneur von Pennsylvania
- Johnston, William H. (1861–1933), US-amerikanischer Offizier, Generalmajor der US-Army
- Johnston, Willie (* 1946), schottischer Fußballspieler
- Johnston, Wyatt (* 2003), kanadischer Eishockeyspieler
- Johnston, Zoë, britische Singer-Songwriterin
- Johnston-Allen, Mark (* 1968), englischer Snookerspieler
- Johnston-Arthur, Araba Evelyn, österreichische Menschenrechtlerin, Soziologin, Kuratorin und Filmdarstellerin
- Johnstone, Alex (1961–2016), schottischer Politiker
- Johnstone, Alison (* 1965), schottische Politikerin
- Johnstone, Anna Hill (1913–1992), US-amerikanische Kostümdesignerin
- Johnstone, Anne Grahame (1928–1998), britische Autorin und Illustratorin
- Johnstone, Archibald (1924–2014), kanadischer Unternehmer und Politiker
- Johnstone, Banner (1882–1964), britischer Ruderer
- Johnstone, Bobby (1929–2001), schottischer Fußballspieler
- Johnstone, Bruce (1937–2022), südafrikanischer Automobilrennfahrer
- Johnstone, Clive (1963–2024), britischer Vizeadmiral der Royal Navy
- Johnstone, Davey (* 1951), schottischer GitarristDavey Johnstone (* 1951)

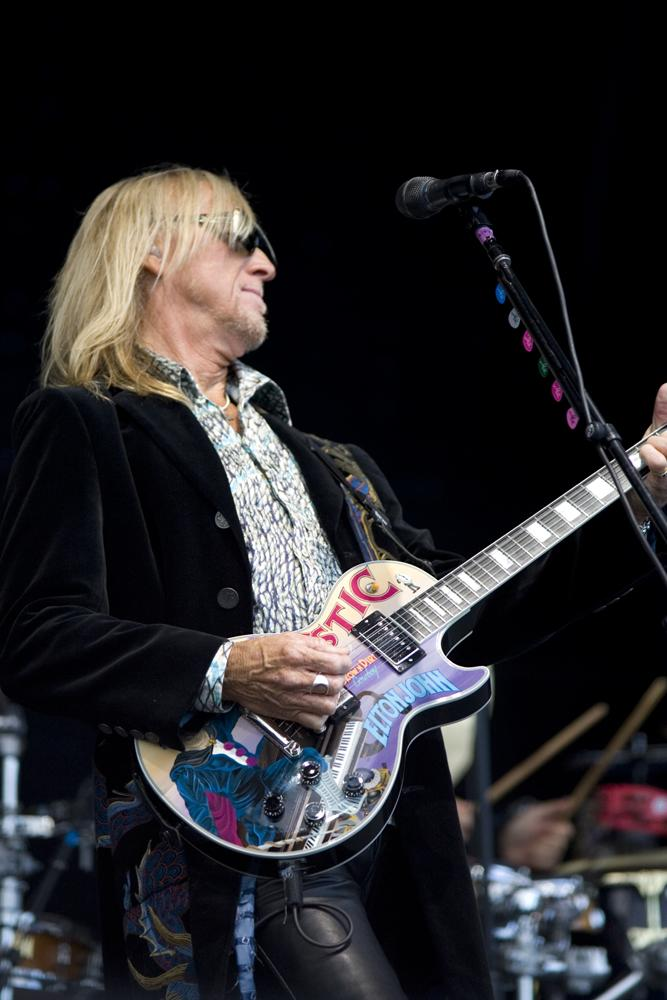
Davey Johnstone (* 1951)

- Johnstone, Derek (* 1953), schottischer Fußballspieler
- Johnstone, Diana (* 1934), US-amerikanische Journalistin und Autorin
- Johnstone, Diane, britischer Schauspieler und Synchronsprecher
- Johnstone, George (1846–1921), US-amerikanischer Politiker
- Johnstone, George (1914–1974), schottischer Fußballtorwart
- Johnstone, Gerard (* 1976), neuseeländischer Regisseur und Drehbuchautor
- Johnstone, Harcourt (1895–1945), britischer Politiker, Unterhausabgeordneter
- Johnstone, Iain M. (* 1956), australisch-US-amerikanischer Mathematiker
- Johnstone, James, 2. Marquess of Annandale († 1730), schottischer Adliger
- Johnstone, Janet (1928–1979), britische Autorin und Illustratorin
- Johnstone, Jimmy (1944–2006), schottischer Fußballspieler
- Johnstone, John (1892–1969), US-amerikanischer Hochspringer
- Johnstone, John Young (1887–1930), kanadischer Maler des Impressionismus
- Johnstone, Joseph (1860–1931), schottischer Politiker
- Johnstone, Keith (1933–2023), britischer Dramaturg, Schauspiellehrer und Erfinder des modernen ImprovisationstheatersKeith Johnstone (1933–2023)

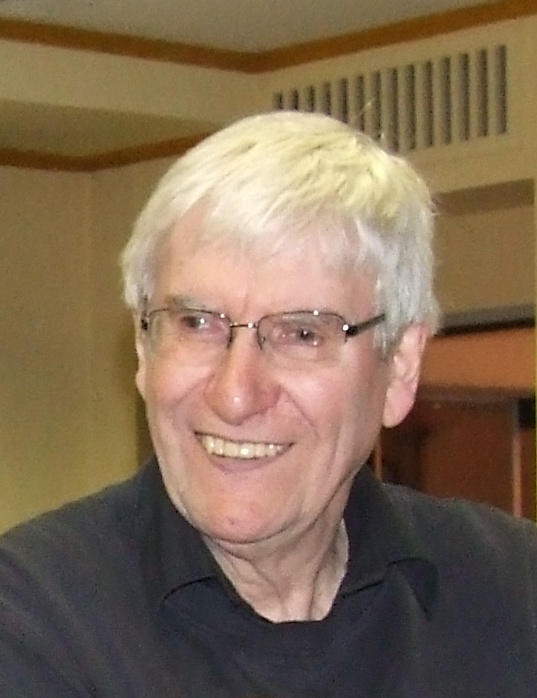
Keith Johnstone (1933–2023)

- Johnstone, Nathan (* 1990), australischer Snowboarder
- Johnstone, Nick (* 1970), britischer Autor
- Johnstone, Patrick (* 1938), britischer evangelischer Missionar, Bibelübersetzer und Autor
- Johnstone, Peter (1887–1917), schottischer Fußballspieler
- Johnstone, Peter (* 1944), britischer Kolonialgouverneur
- Johnstone, Peter (* 1948), britischer Mathematiker
- Johnstone, Peter (1961–2019), schottischer Dartspieler
- Johnstone, Richard (1936–2022), neuseeländischer Radrennfahrer
- Johnstone, Sam (* 1993), englischer Fußballtorhüter
- Johnstone, Tony (* 1956), simbabwischer Golfspieler
- Johnstone, William W. (1938–2004), amerikanischer Autor
- Johnstone, William, 1. Marquess of Annandale (1664–1721), britischer Politiker und Peer
- Johnstone-Burt, Hugo (* 1987), australischer SchauspielerHugo Johnstone-Burt (* 1987)

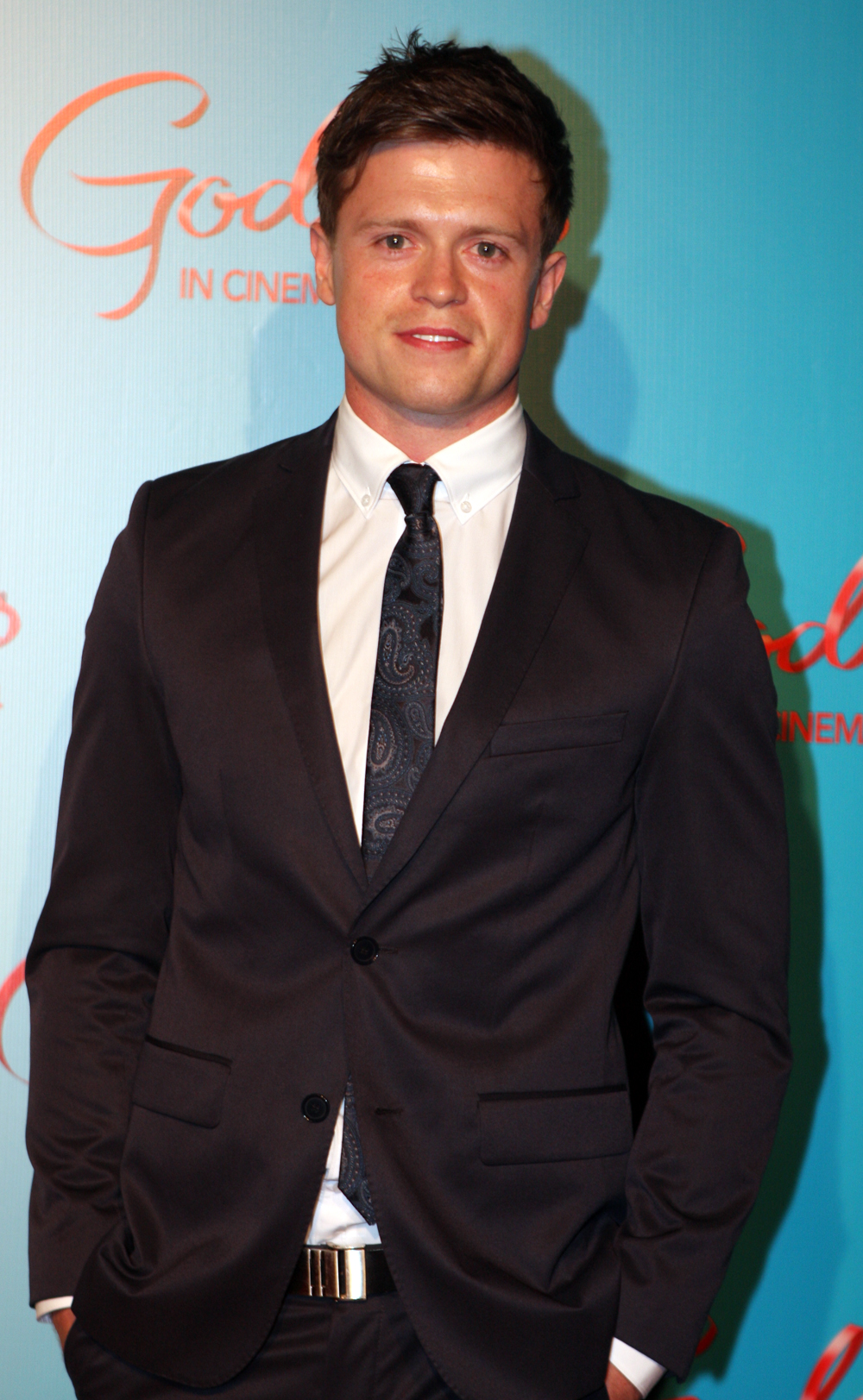
Hugo Johnstone-Burt (* 1987)

- Johnstone-Burt, Tony (* 1958), britischer Vizeadmiral, Master of the Household
- Johnstone-Lamaze, Megan (* 1977), US-amerikanische Springreiterin
- Johnstrup, Frederik (1818–1894), dänischer Geologe